# 白田邨
白田邨（英語：Pak Tin Estate），是香港的其中一個公共屋邨，位於九龍深水埗區石硤尾，舊白田邨樓宇於1969年入伙；於1980年代起則開始分期局部重建，重建後的樓宇於1993年至2027年分期入伙，重建部分項目編號為SP14。
白田邨第5期由周氏建築師事務所設計；7，8，10、11及13期由房屋署總建築師（4）及周余石（香港）有限公司負責設計；而第9期的白田社區綜合大樓則由房屋署總建築師（4）及周古梁建築師事務所負責設計；第12期設計則由房屋署總建築師（4）與興業建築師有限公司負責。當中重建後的瑞田樓、昌田樓及盛田樓則由領先物業服務顧問有限公司管理。

## 歷史

### 戰前
白田邨得名於現址為白田街一帶的白田村（白田上村、中約、下村），白田邨的前身是於1947年關閉的石硤尾墳場（新九龍6號墳場）。1953年石硤尾大火後，倖存的石硤尾村居民在石硤尾徙置區以北一帶重建家園、繼續生活。1965年起，政府在該處開山拓展土地，石硤尾村寮屋終究在1969年被悉數拆卸，以騰空地方興建白田邨。

### 興建

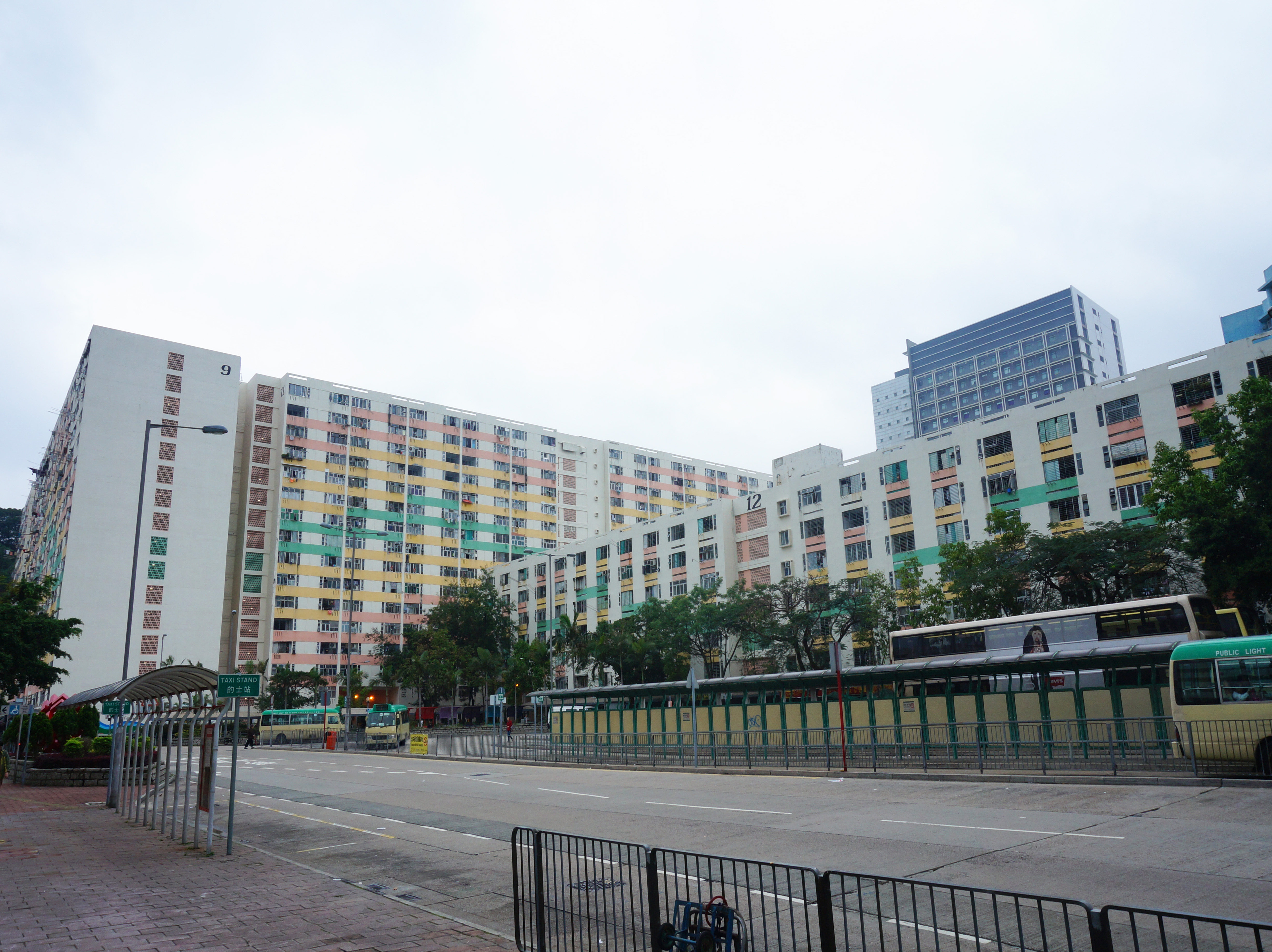
白田邨舊長型大廈，於2014年起開始重建（2013年4月）

興建白田邨的主要目的是當年為了重建石硤尾、大坑東及李鄭屋這三個最舊的徙置區而興建的，於1969年落成的第4至6座由徙置事務處管理，稱為白田徙置區，俗稱「白田新區」。
其後落成的第7、8及14至17座分別於1971年8月至1972年7月落成，這批大廈主要用來接收受到石硤尾徙置區重建影響的居民，稱為白田政府新邨。
1973年房委會成立後，新區改稱白田下邨，白田政府新邨改稱白田上邨。第1至3座及第9至13座則於1975年至1979年間落成，並納入白田上邨；1984年合併為白田邨。

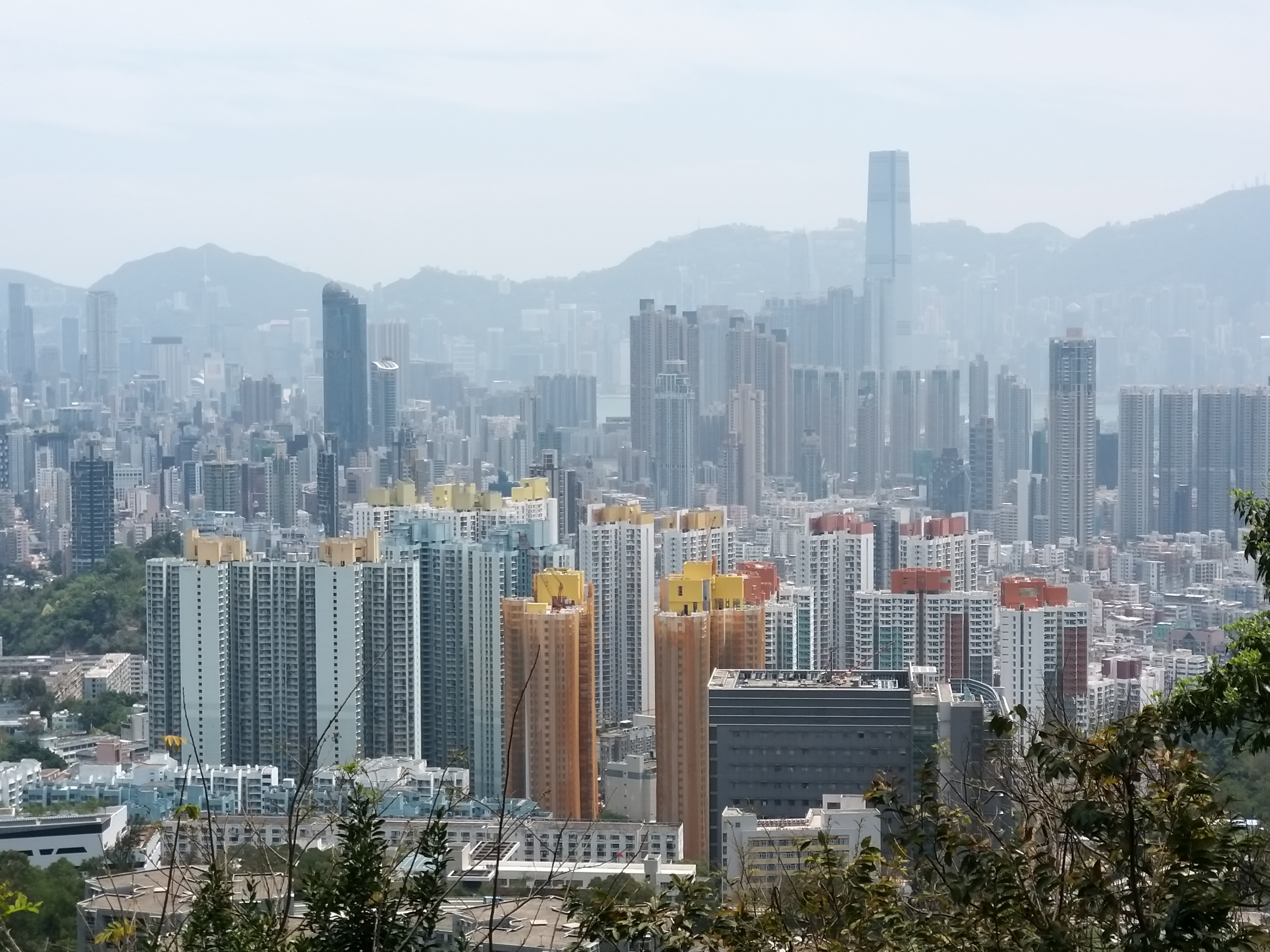
從筆架山俯瞰白田邨與石硤尾邨（2020年4月）
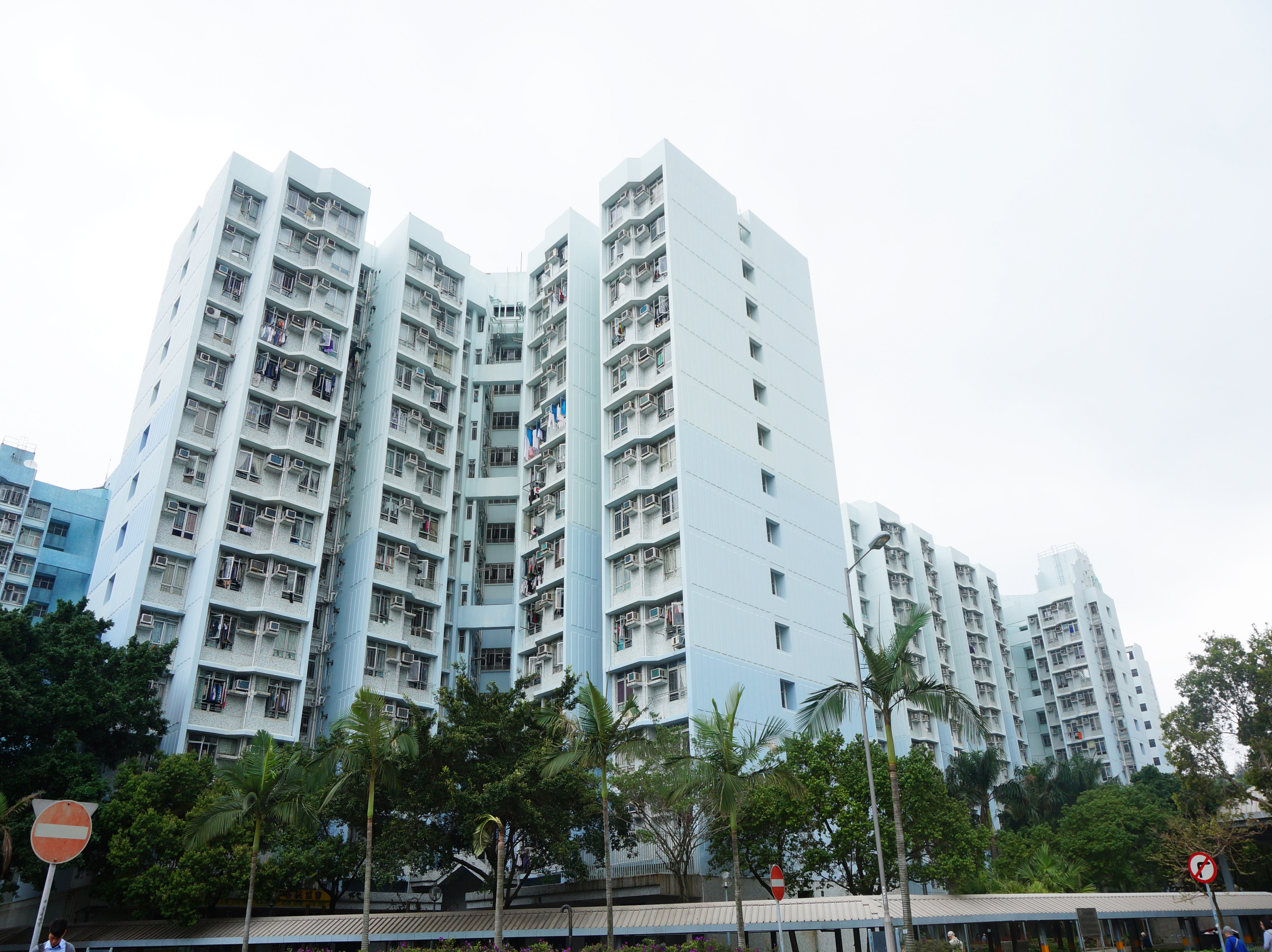
白田邨潤田樓、澤田樓及富田樓（2013年4月）
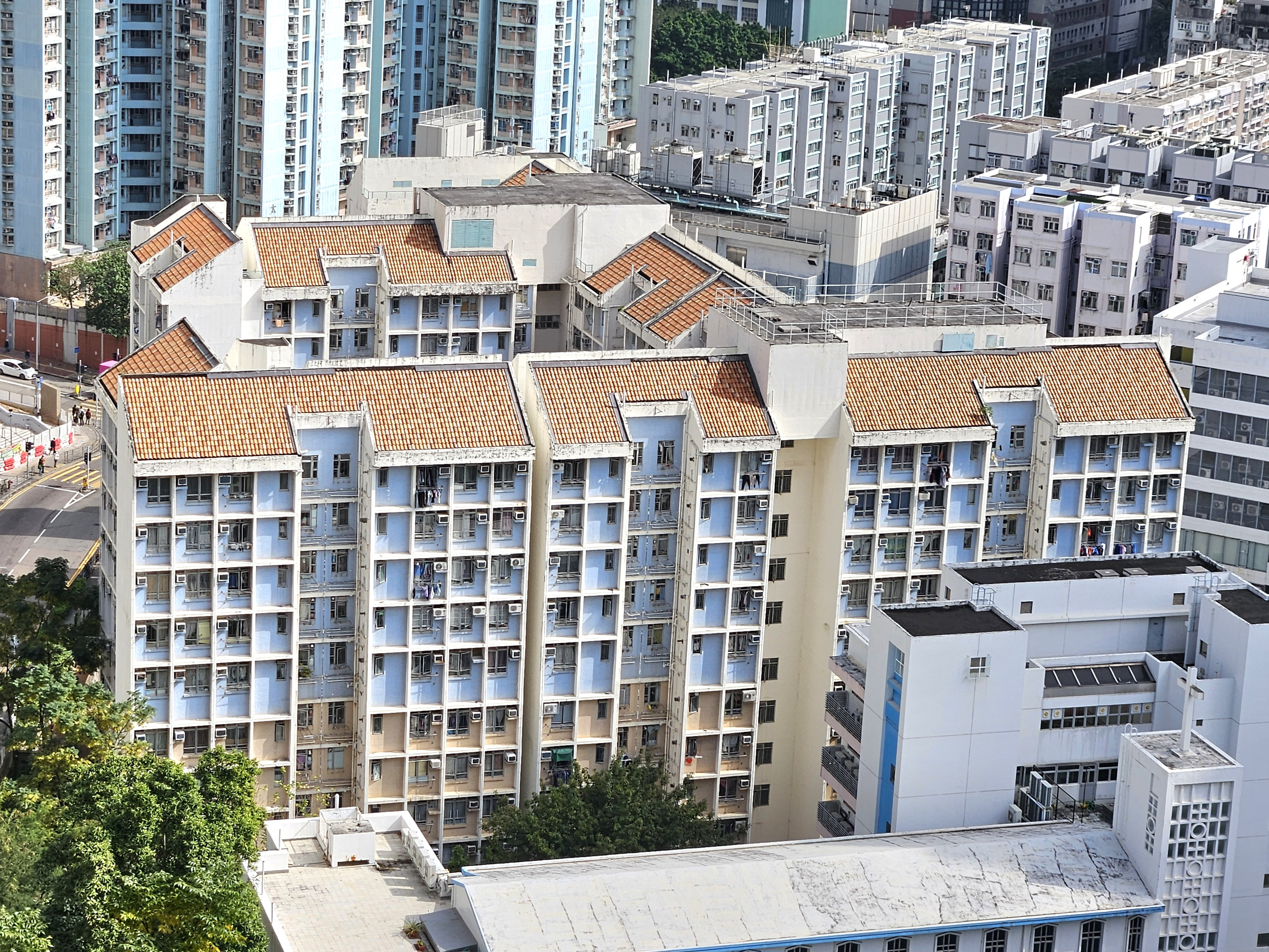
白田邨安田樓（2024年12月）
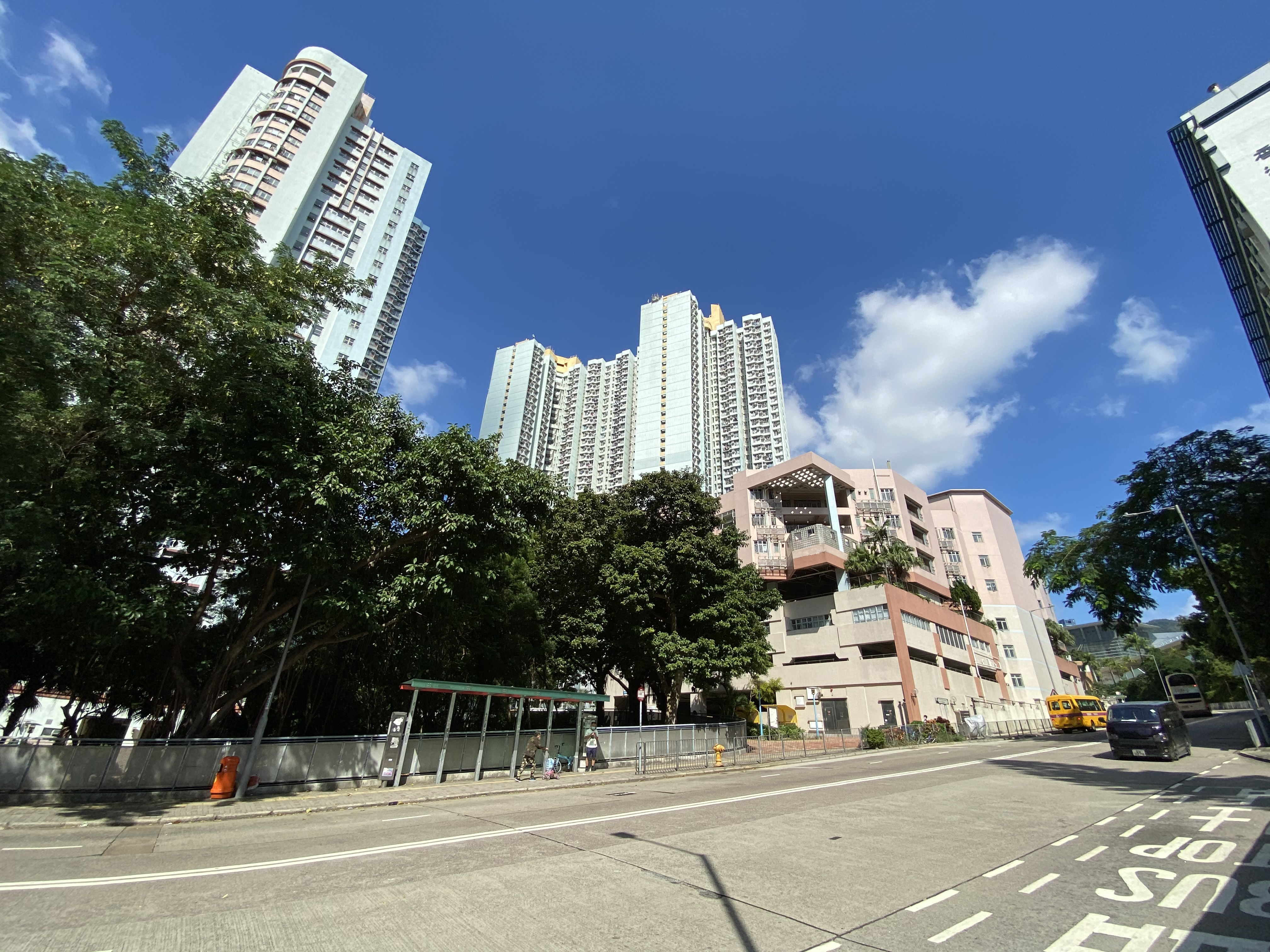
白田邨的盛田樓、昌田樓與瑞田樓（2020年11月）
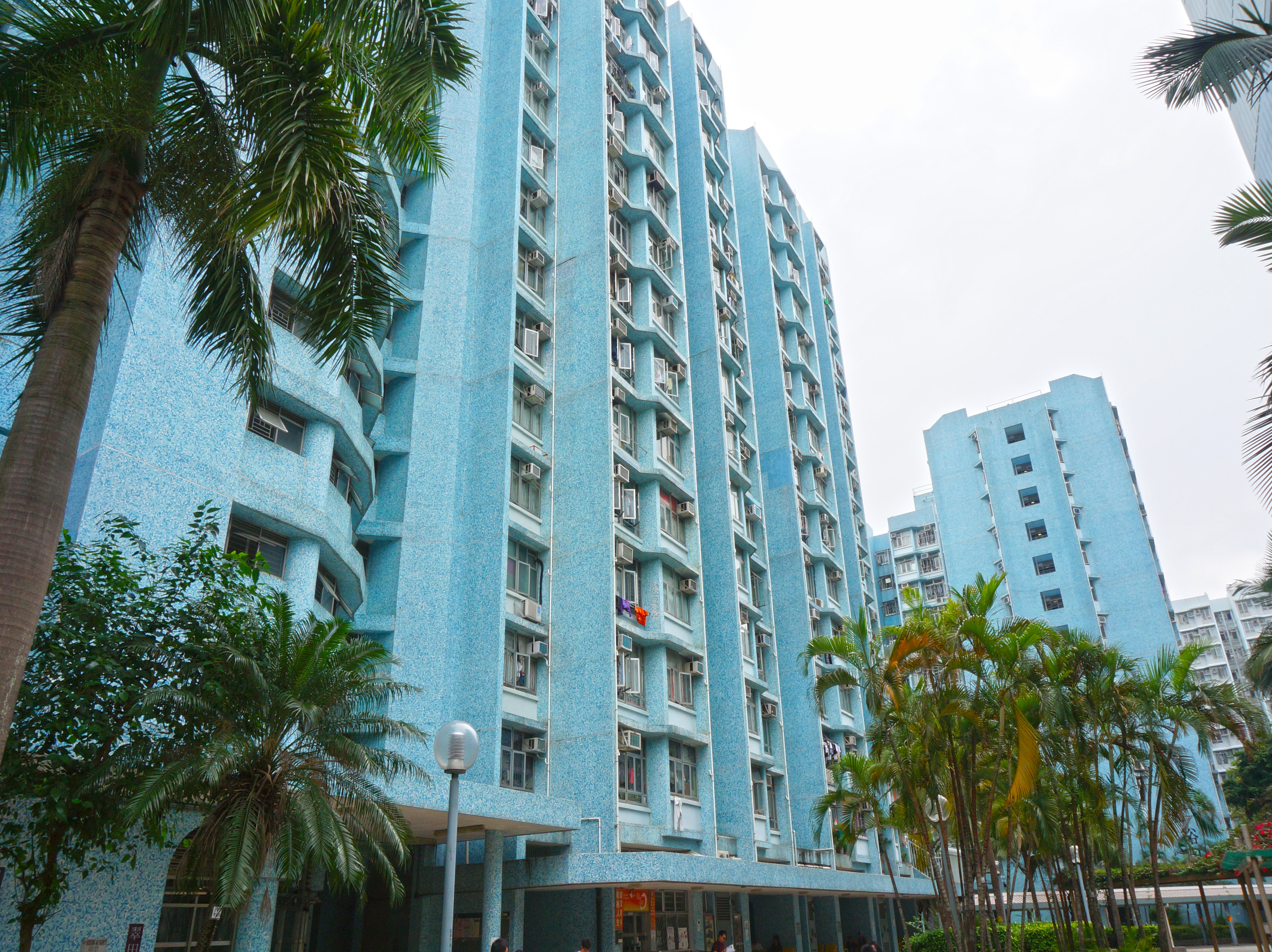
白田邨翠田樓及裕田樓（2013年4月）
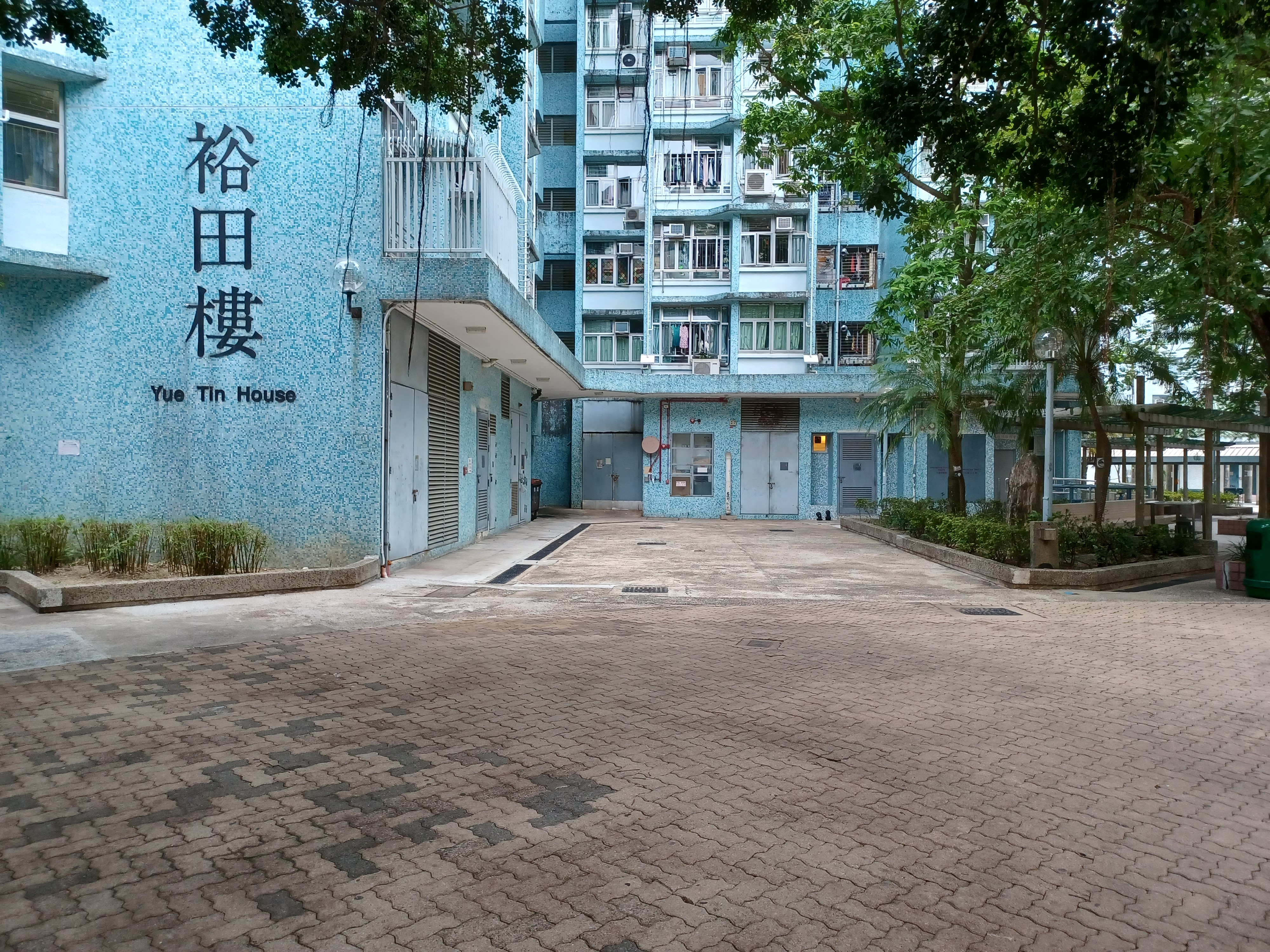
白田邨裕田樓
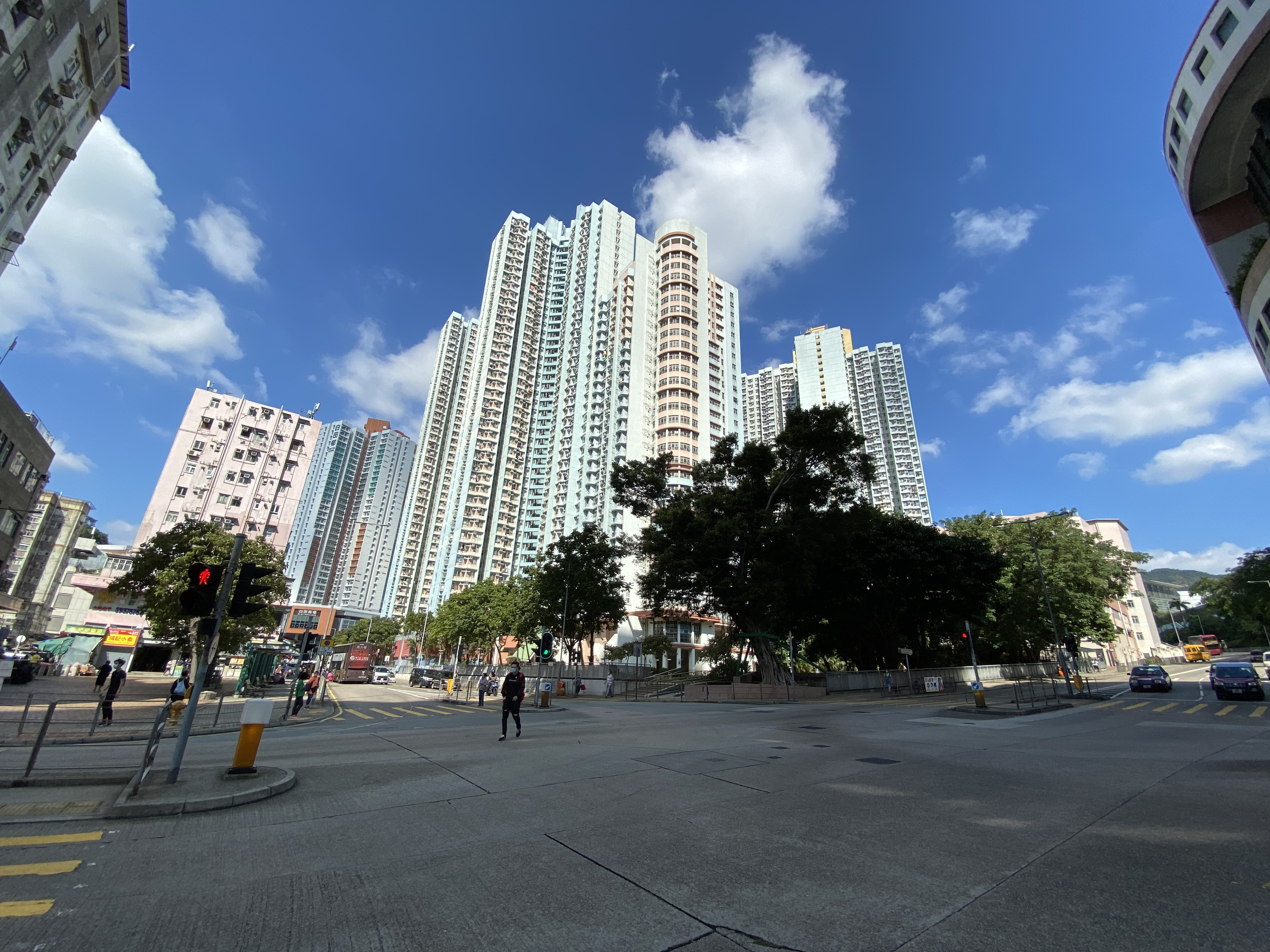
白田邨詠田樓、太田樓、麗田樓、運田樓及昌田樓（2020年4月）

### 重建

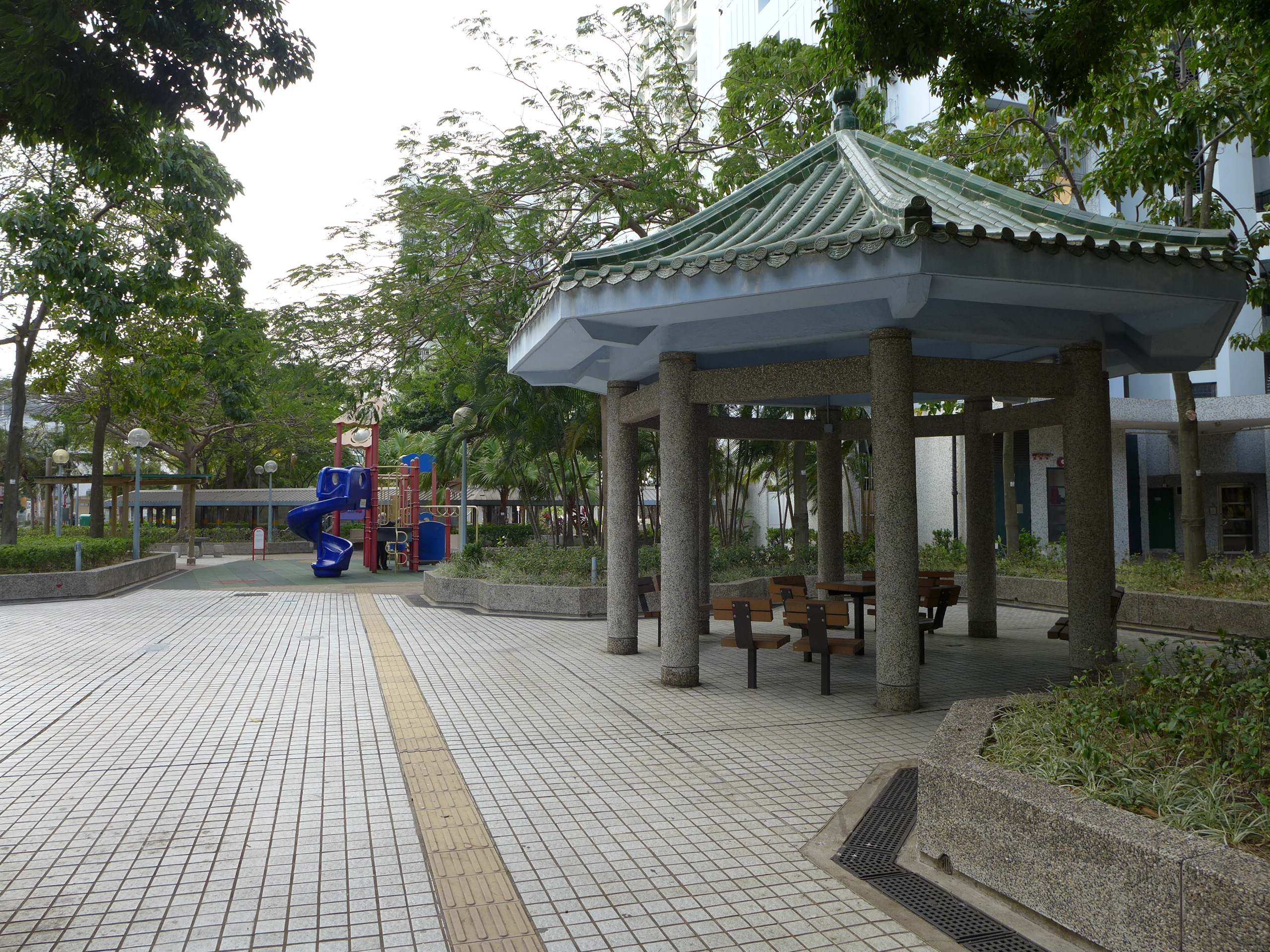
白田邨第3期休憩空間（2014年1月）

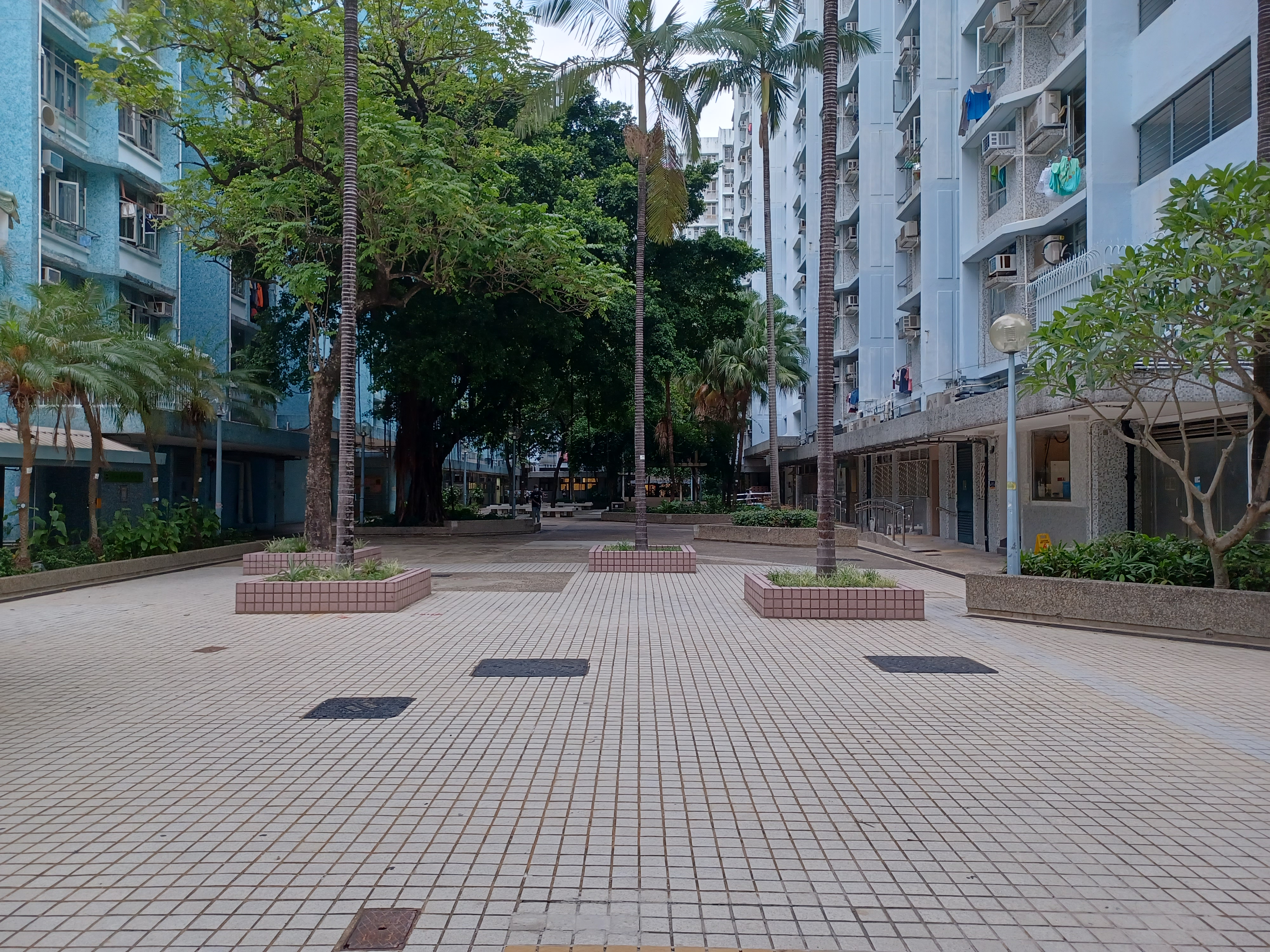
白田邨第3期休憩空間（2）

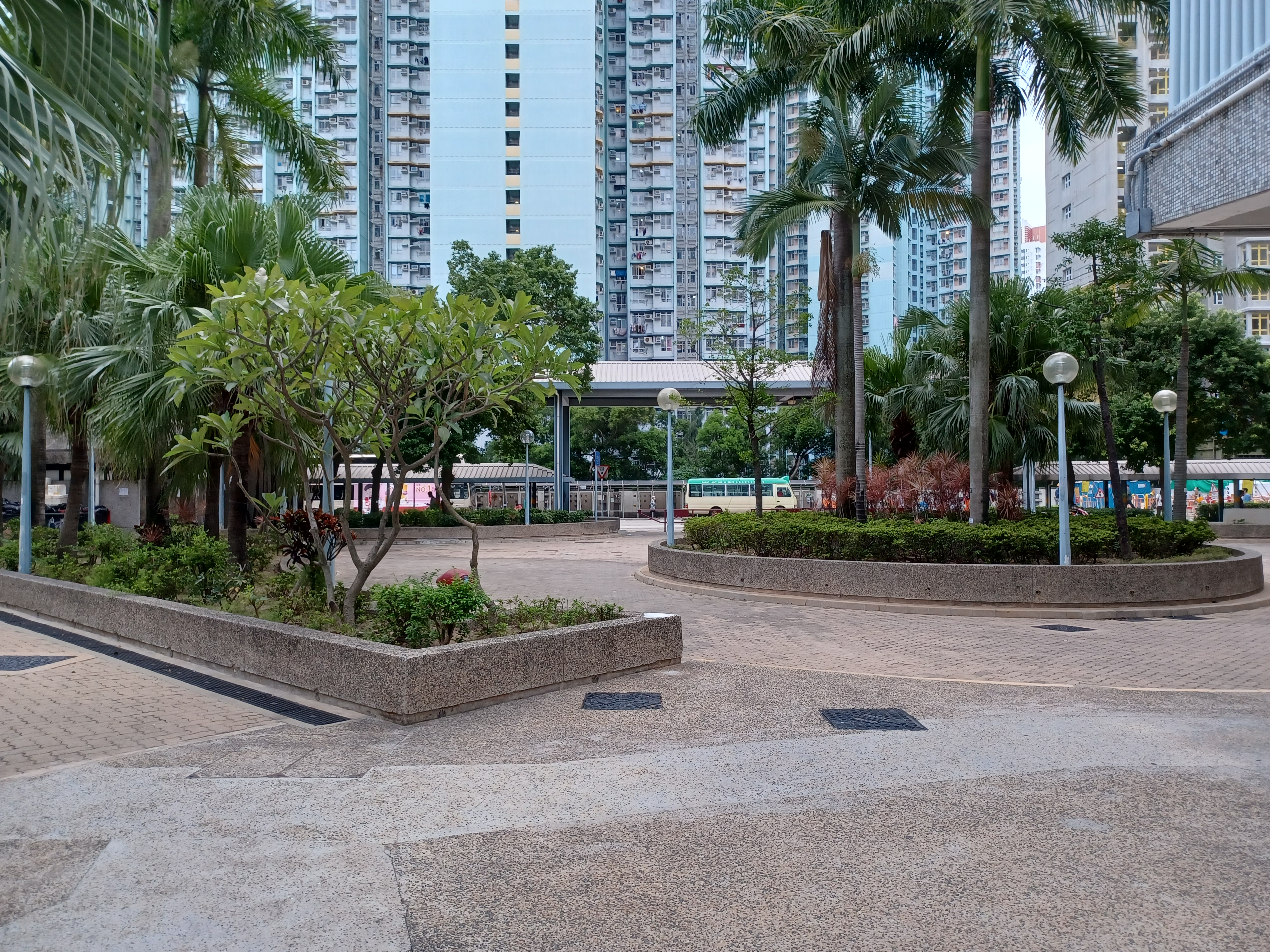
白田邨第3期休憩空間（3）

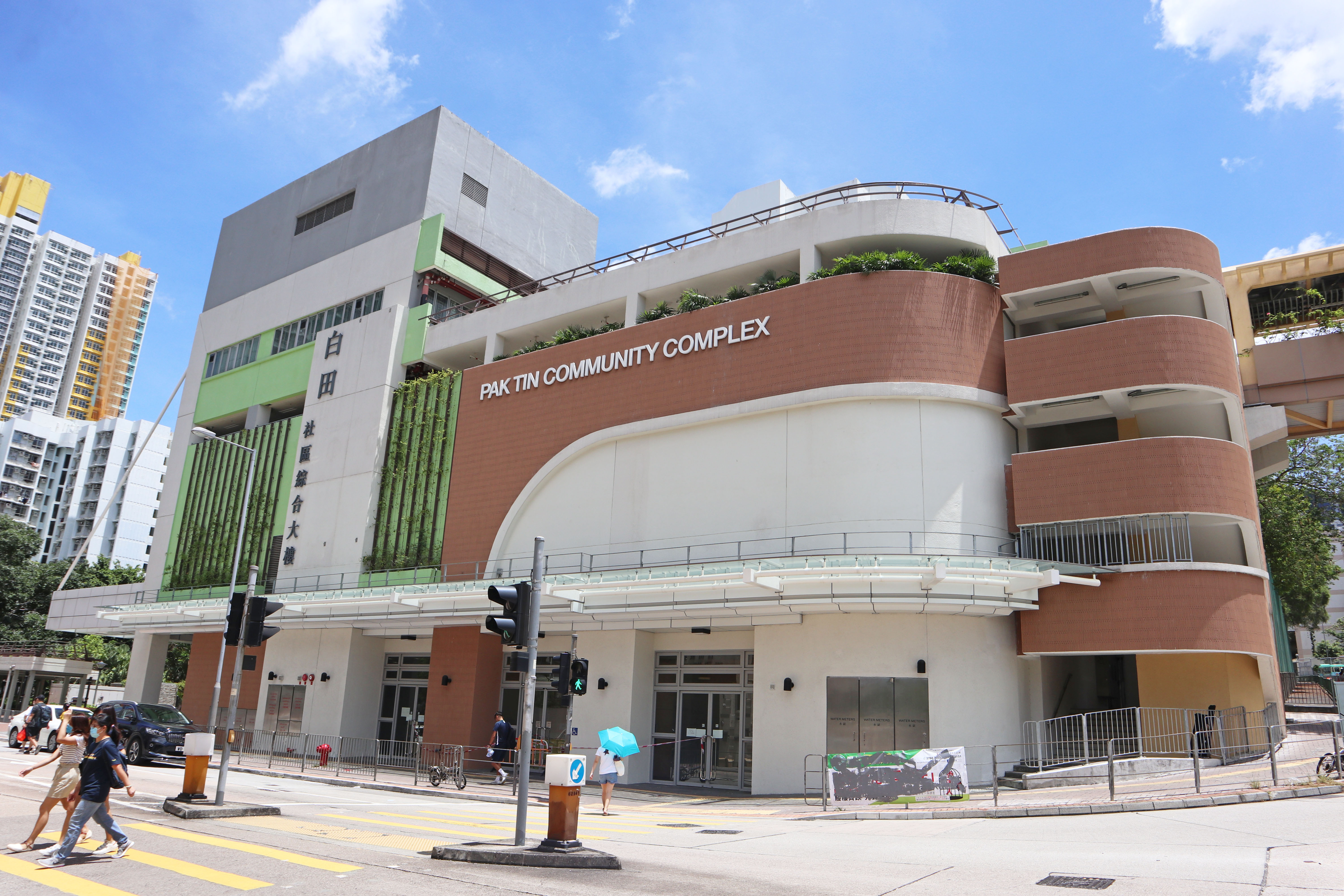
白田社區綜合大樓（2020年6月）

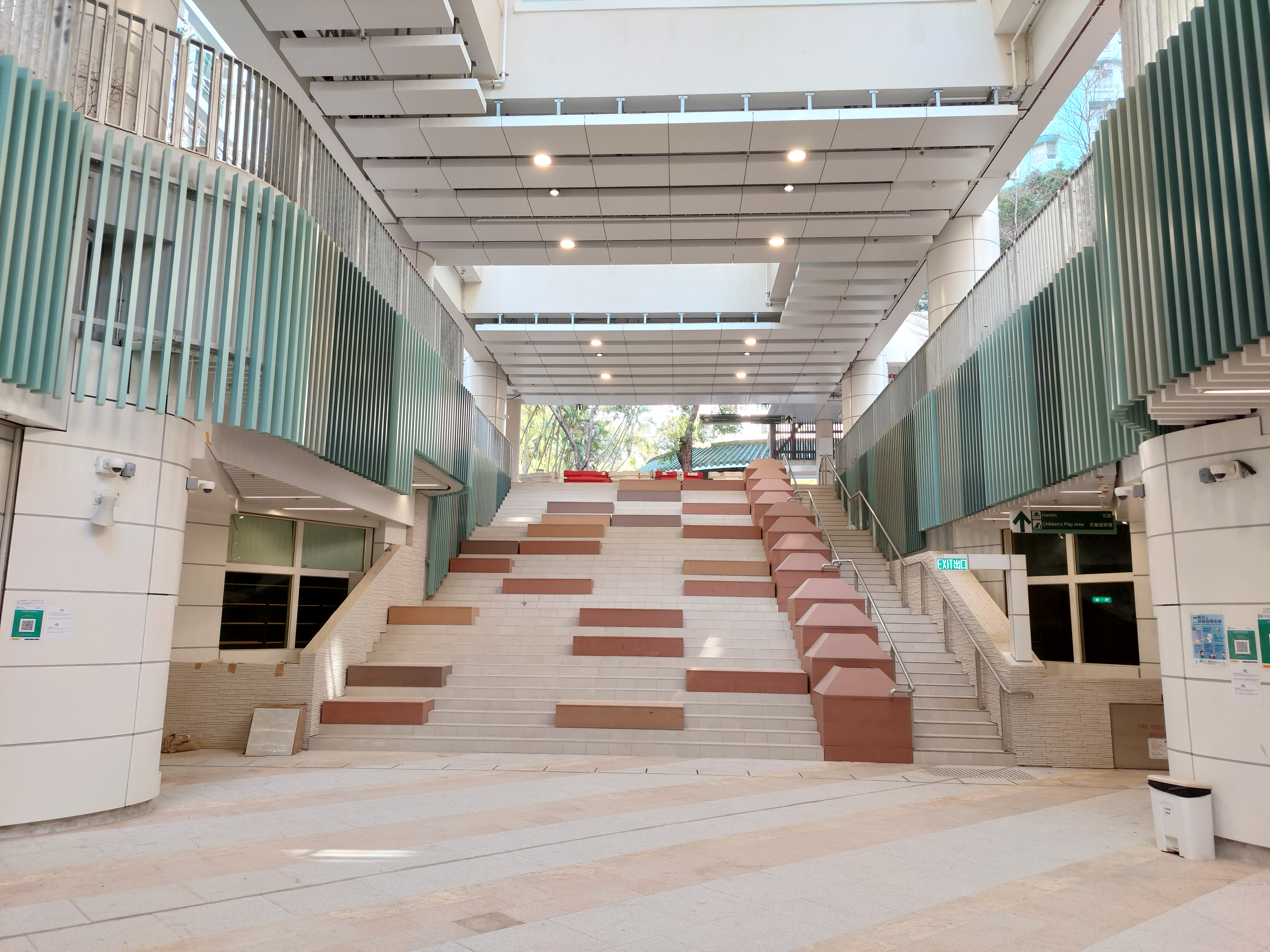
重建後的白田商場（2022年2月）

1986年，白田邨部份樓宇被發現出現結構問題，原因是承建商偷工減料，於興建時混入了鹹水和英泥成分不足，此批樓宇於1989年年中被清拆及拆卸重建，成為今天的翠田樓及裕田樓。第7、8及17座則於1995年初拆卸。第4至6座則於1999年3月16日永久封閉，並於2000年初拆卸。其後新建樓宇於1993年7月至2004年4月分階段入伙。這些新建樓宇部份是用來接收附近石硤尾邨第10、11、37、39、40及41座重建工程影響的居民（尤其是2000年3月落成啟用的昌田樓、盛田樓、瑞田樓及2004年4月20日落成啟用的太田樓、麗田樓和運田樓）。
2012年4月，房屋委員會宣佈於2013年起將會分三期清拆及重新興建白田邨（第七型徙置大廈部份，為香港首個七型徙置大廈重建項目），重新興建後可以提供5,650個單位。於2013年將會先行拆卸第1、2、3及12座。於2016年將會拆卸白田商場（由於居民反對而延至2019年拆卸），至2021年拆卸餘下的9、10、11及13座，合共有3,500個單位。屆時，居民可以選擇搬遷到新落成的石硤尾邨二期及五期單位，或牛頭角下邨一期。同年5月，時任運輸及房屋局局長鄭汝樺表示白田邨維修成本高昂，並不符合經濟成本效益，故全面最後考慮拆卸重建。
同年9月24日，房屋委員會表示為了回應受到影響的居民希望盡快完成整項重新興建計劃的訴求，及策劃小組仔細地考慮提早完成原地重新興建的興建屋邨效益後，決定一拼提前於2018年拆卸原定於2019年拆卸的第13座大樓及原定於2021年拆卸的石硤尾白田邨第9座、10及11座大樓，以將重新興建計劃完成日期提前約兩年半。由於屆時蘇屋邨第二期的新單位將會落成，屆時房屋委員會會用作安置受提前清拆影響的住戶，整個重建計畫亦可提前兩年半完成，即由2025年年中提前至2023年上半年。至於第1、2、3及12座，以及白田商場，則會按照原定計畫，在2014年或者之前率先清拆。重新興建計畫各階段完成後，房屋委員會將會於2018年至2023年在原地興建約共5,650個單位，比較重新興建前增加約2,150個單位。發言人表示，為到受到影響的租戶的清拆安排詳情預計將會於2015年公布，房屋署會盡量讓受到影響的租戶遷往鄰近或者其所選擇的地區的公共屋邨單位。
2013年2月，因應9、10、11及13座居民強烈要求加快重新興建工程及原邨安置，房屋署將會提早兩年清拆12座，並且將其連同公共運輸交匯處一併發展，騰空的土地可以供予興建兩幢大廈，於2018年至2019年提供約1,050個單位。
房署曾經希望在2018年4月收回白田商場舖位後拆卸重建，但由於白田商場設有兩部升降機連接白田街和白雲街，令不少長者不用繞道上落斜前往較高的樓宇，因此遭受居民反對，居民提出讓商場升降機運作至新商場落成後才拆卸，但房署最後只將拆卸日期延遲，商場最後在2019年2月開始拆卸。
用於安置9-11及13座居民的大廈原擬於2019（康田樓、健田樓、詠田樓以及心田樓）以及2020年（清田樓與朗田樓）落成，但由於以上大廈延遲一年落成，故剩餘舊廈清拆日期將相應延遲，而預派日期亦延至2021年初。直至2021年1月26日，房委會才為9-11座居民揀樓的次序進行攪珠，並預計於2月尾起進行揀樓，但揀樓日期最後略為延遲至3月1日才開始。除了同邨新廈及現有和諧式單位外，居民亦可選擇同區或少量新界各屋邨的翻新單位。與此同時，第7-8期四幢樓宇的部份中層單位，亦撥入了紓緩擠迫調遷計劃，於同期進行揀樓。至於剩餘的頂層及低層單位，則派予公屋輪候冊申請人。由於先前的驗收曾經不及格，需要進行執漏工程，康田樓、健田樓、詠田樓以及心田樓，最終延至同年8月11日正式入伙。其後，清田樓及朗田樓亦於同年10月29日入伙。
2022年6月1日，第9-11及第13座正式永久封閉，至此邨內所有舊廈均已騰空，隨後拆卸重建。按照房委會2023年11月刊發的招標公告，所有舊廈預計於於2027年初、中完成重建。
整個重建項目完成後，白田邨將成為深水埗區最大及區内第二個提供過萬個單位的公共屋邨。

### 白田邨重建前的圖片庫

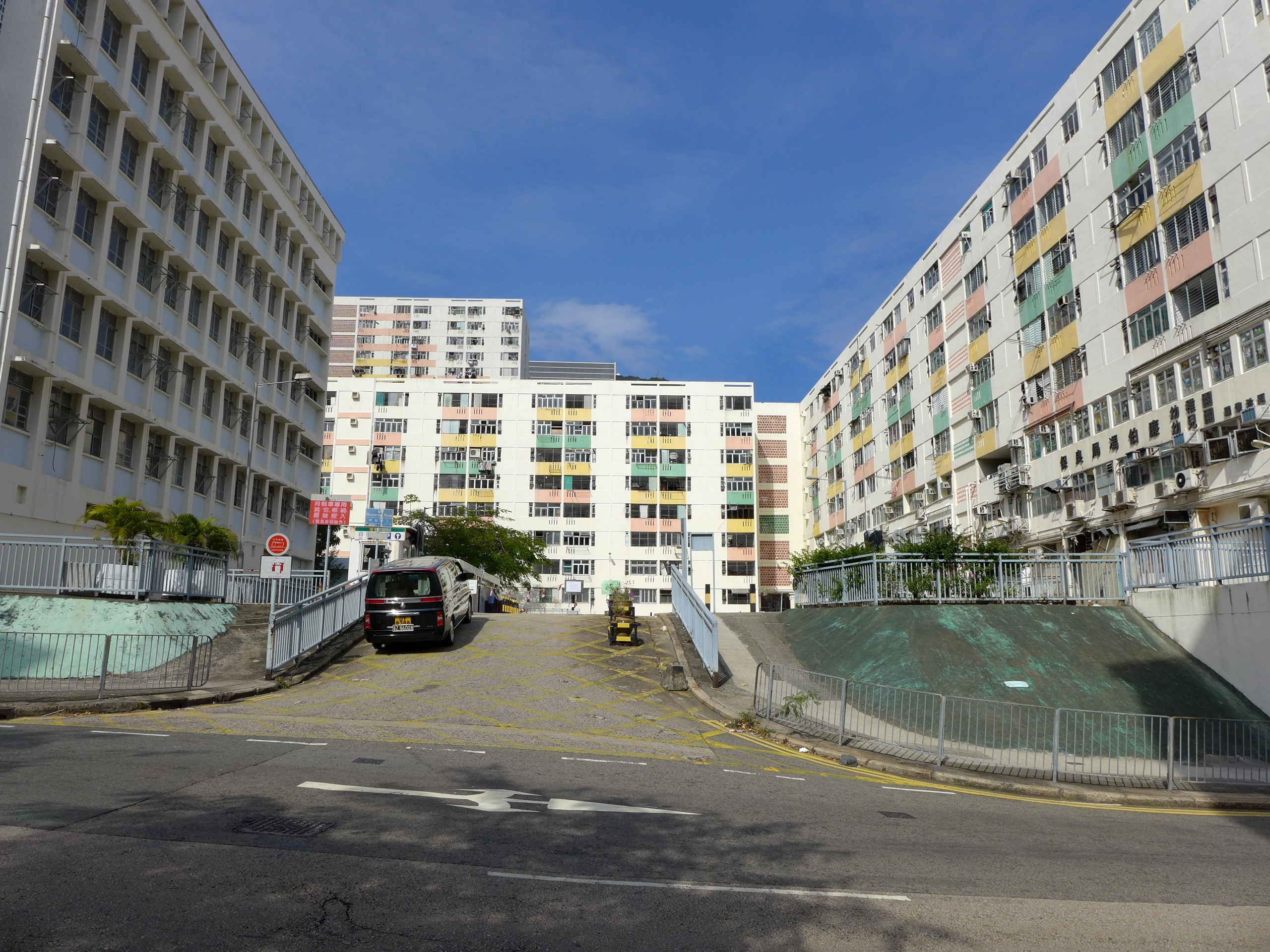
已拆卸的白田邨第1及3座（2014年1月）
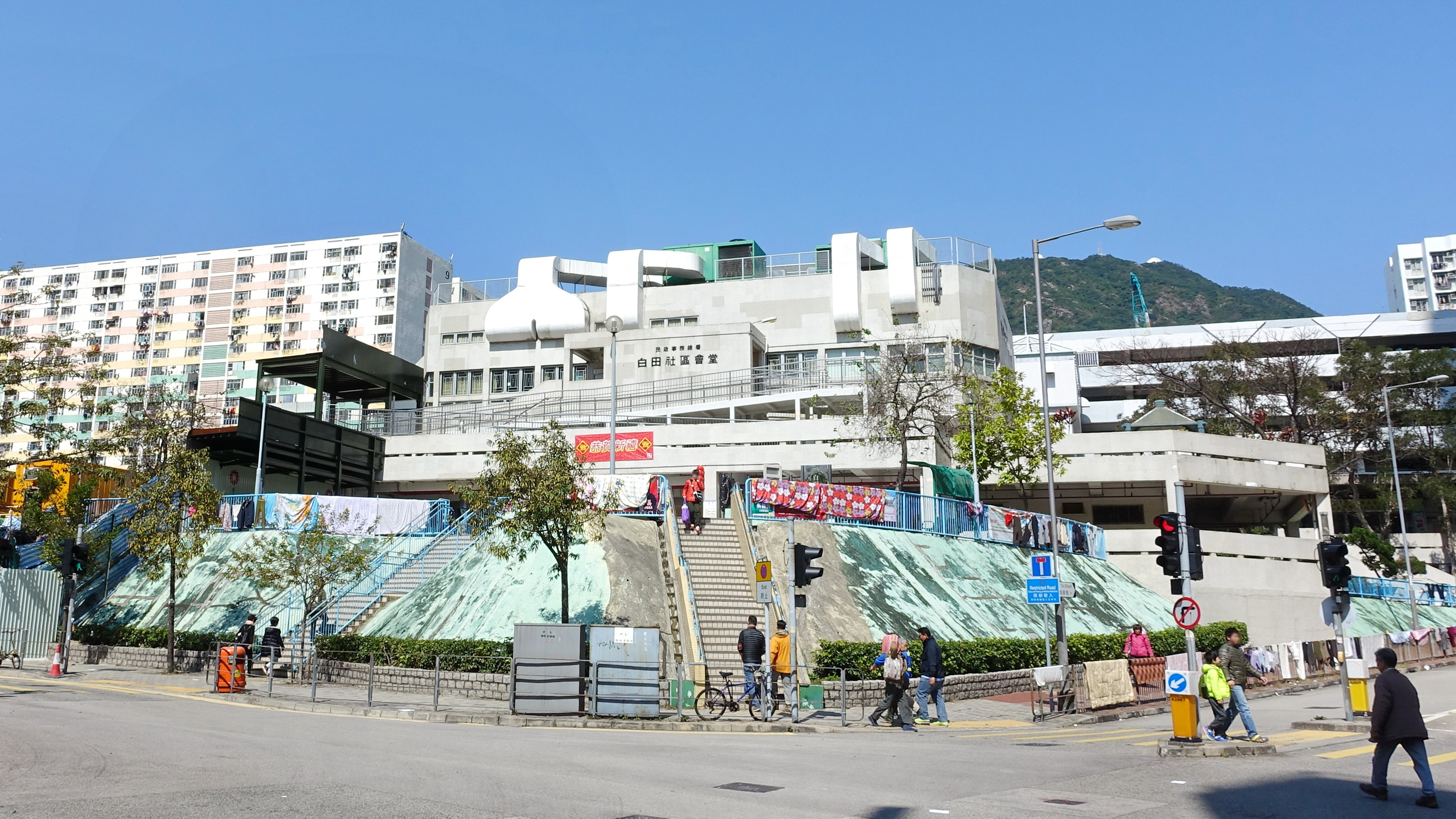
白田社區會堂（2016年2月）
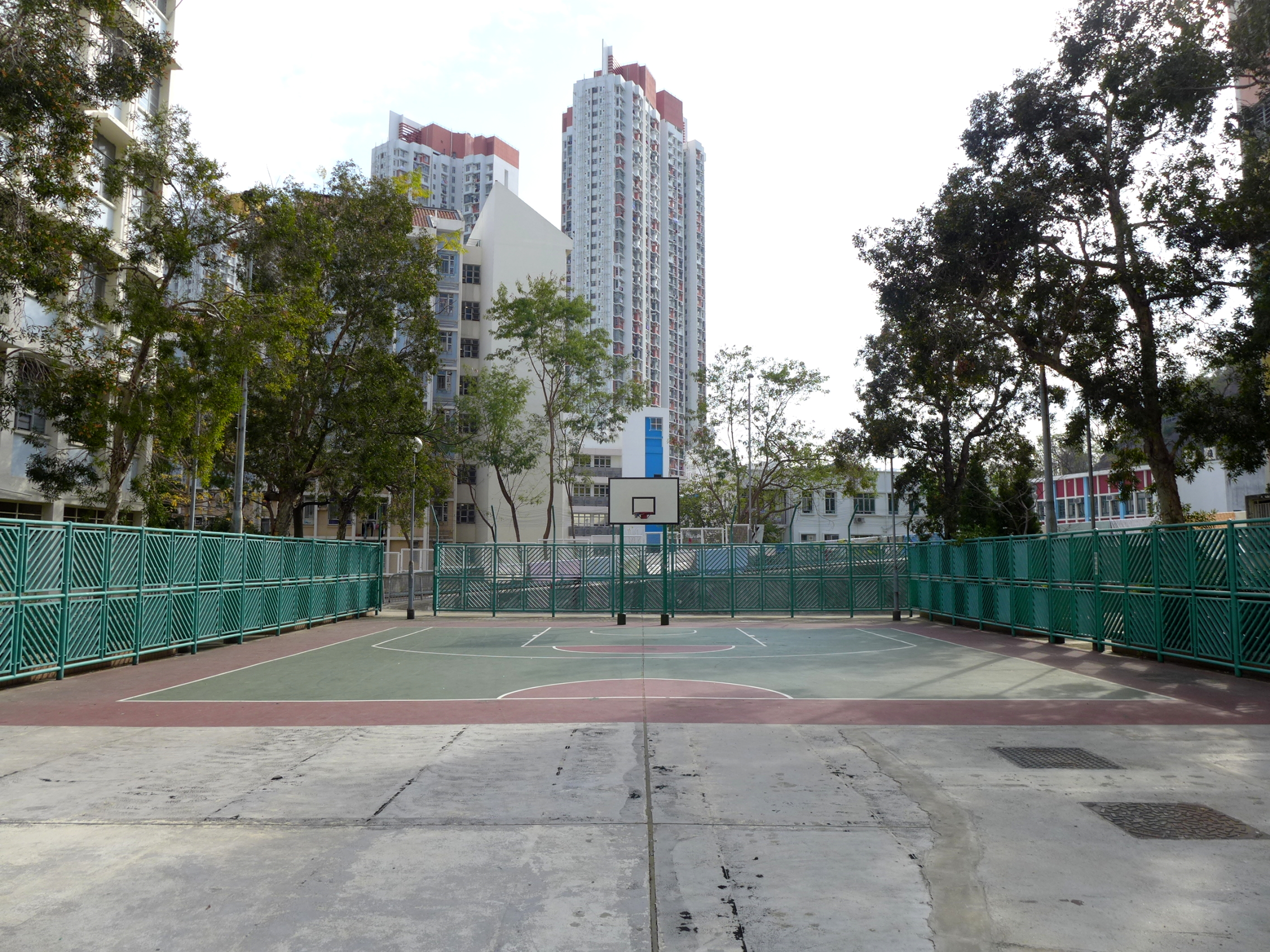
第1座與3座之間的籃球場（2014年1月）
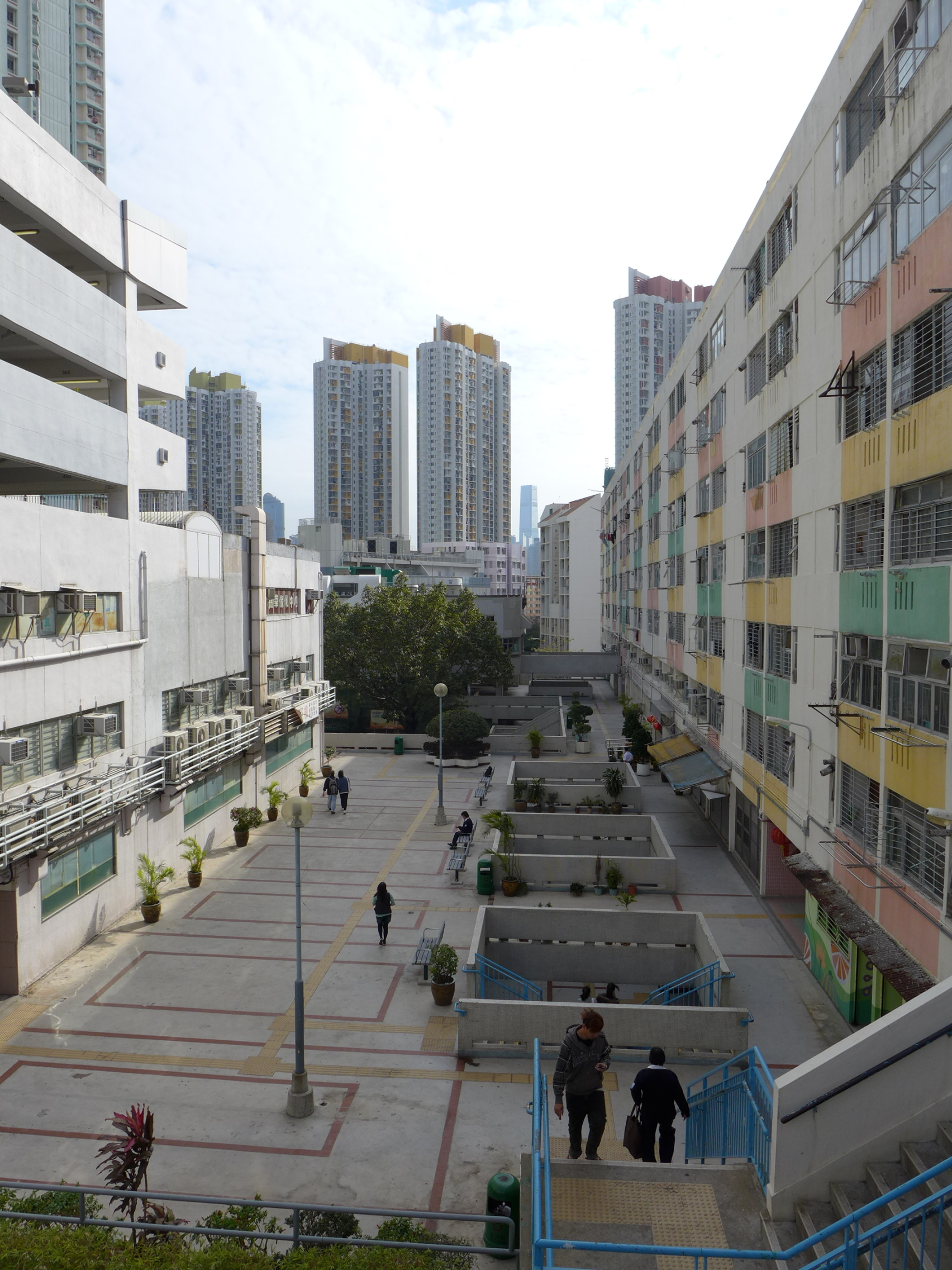
白田商場連接第3座之間的平台（2014年1月）
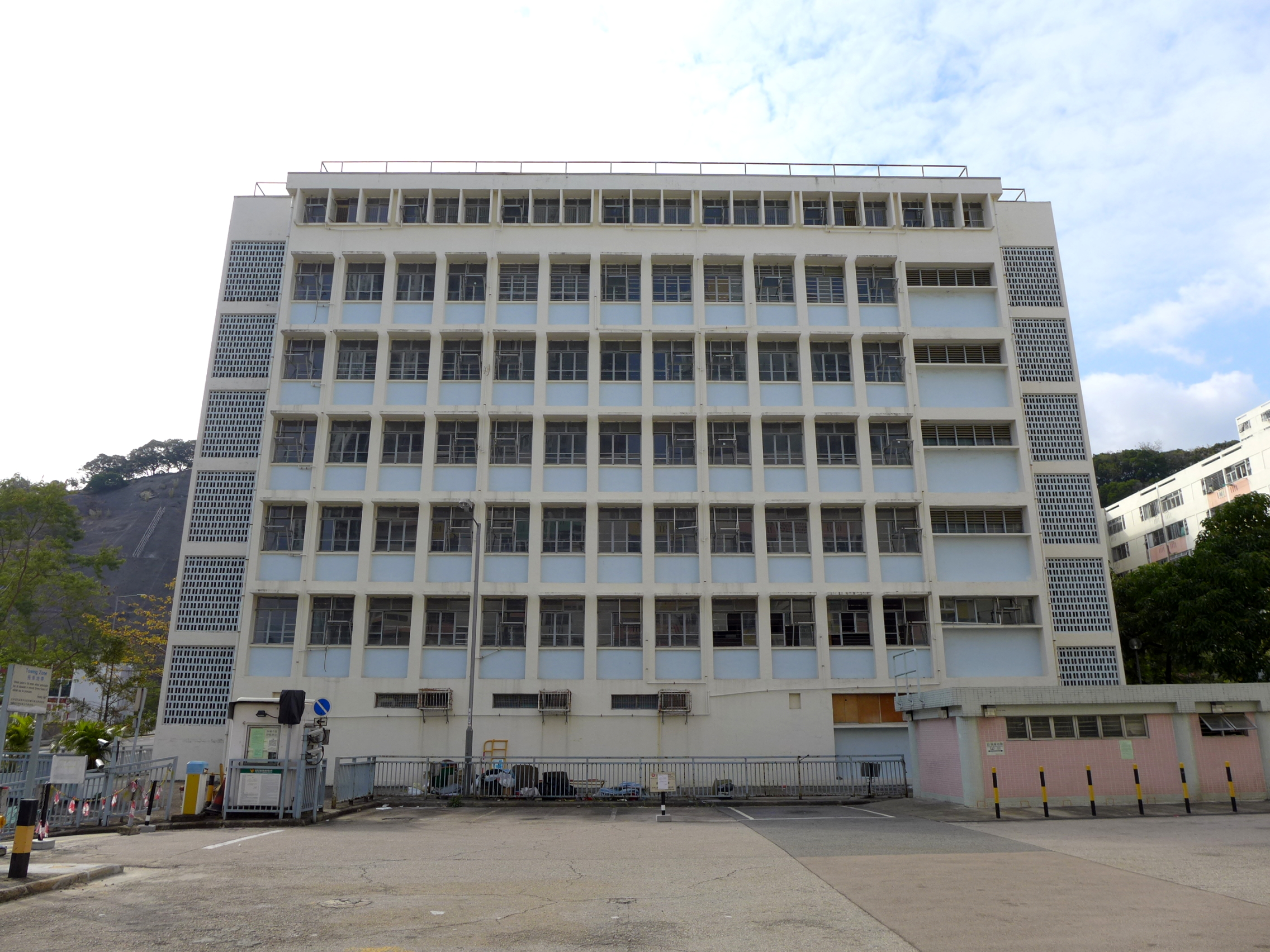
白田邨的小學校舍，曾作九龍塘宣道小學重建時的臨時校舍（2014年1月）
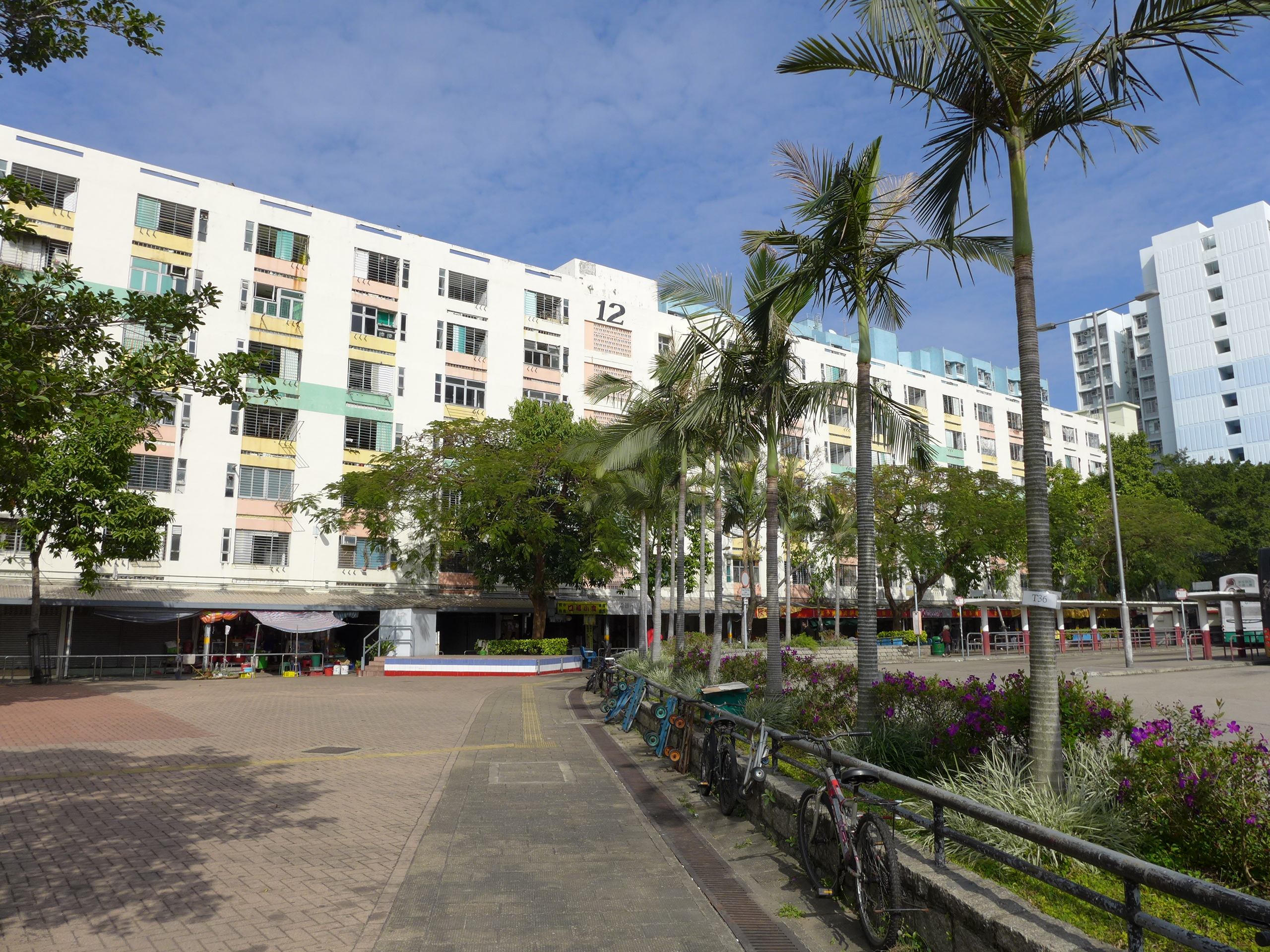
已於2015年拆卸的第12座（2014年1月）
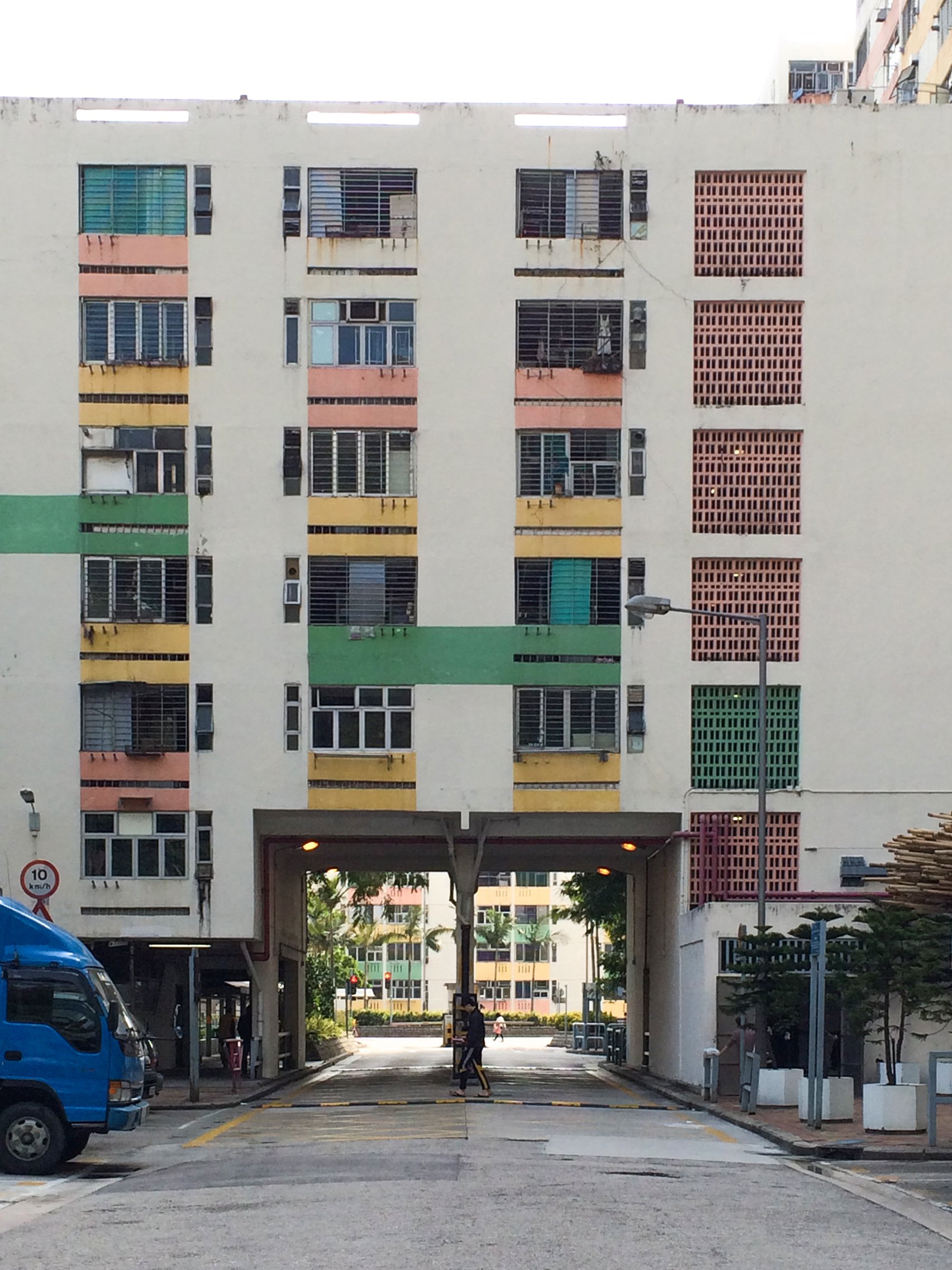
第12座車輛通道（2014年1月）

### 白田商場及街市重建前的圖片庫

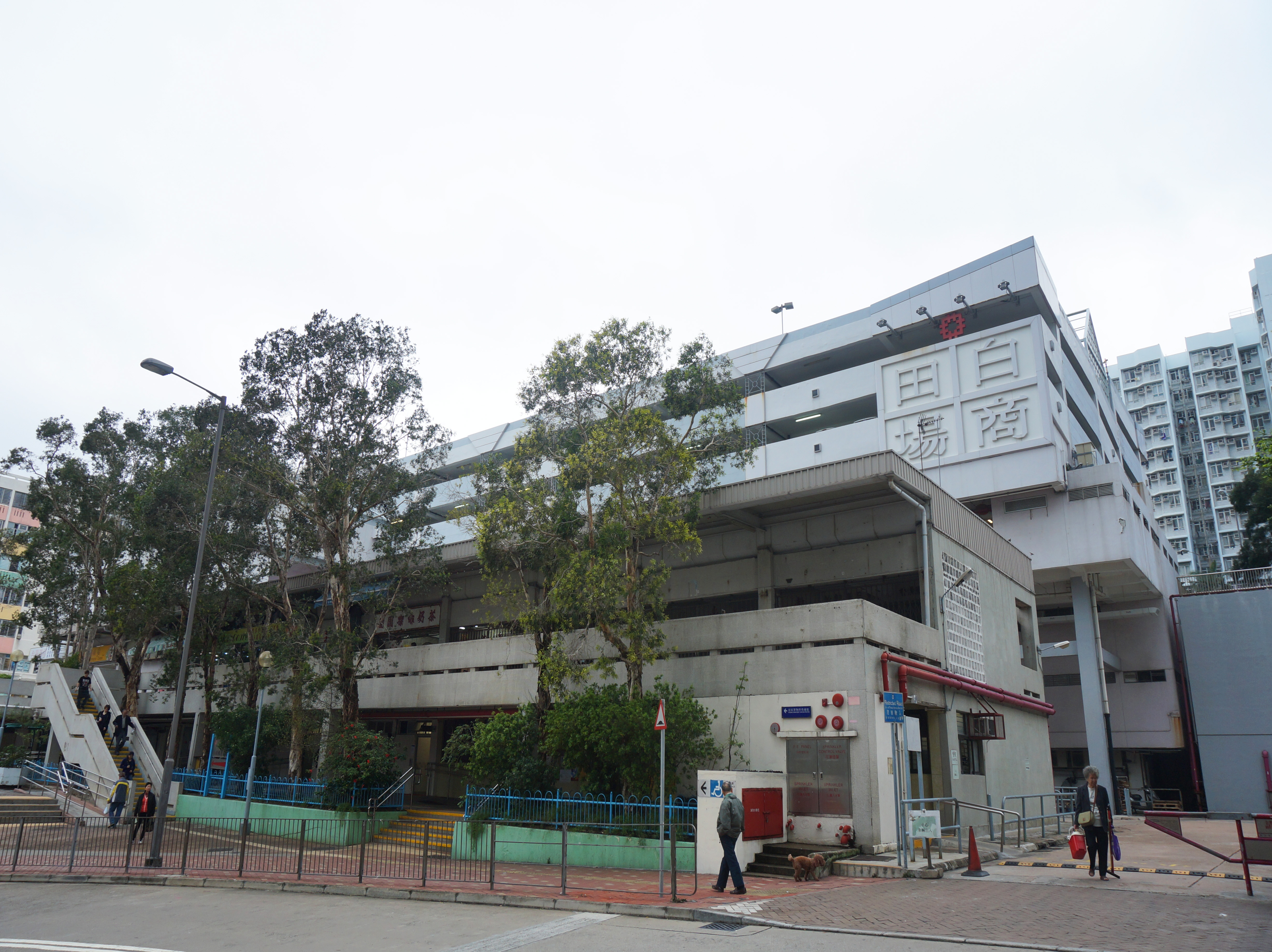
前白田商場外貌（2013年4月）
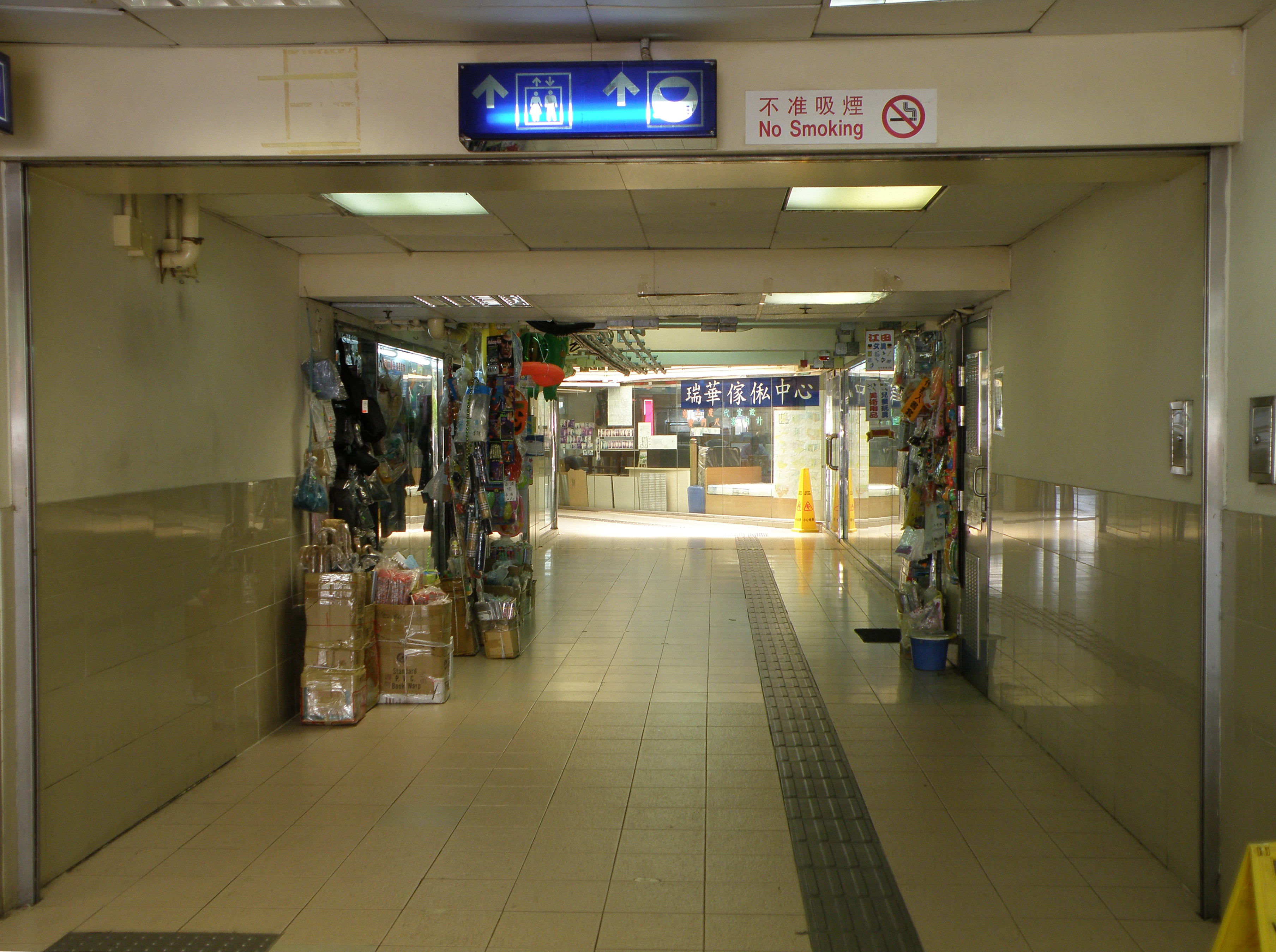
已拆卸的白田商場（2015年10月）
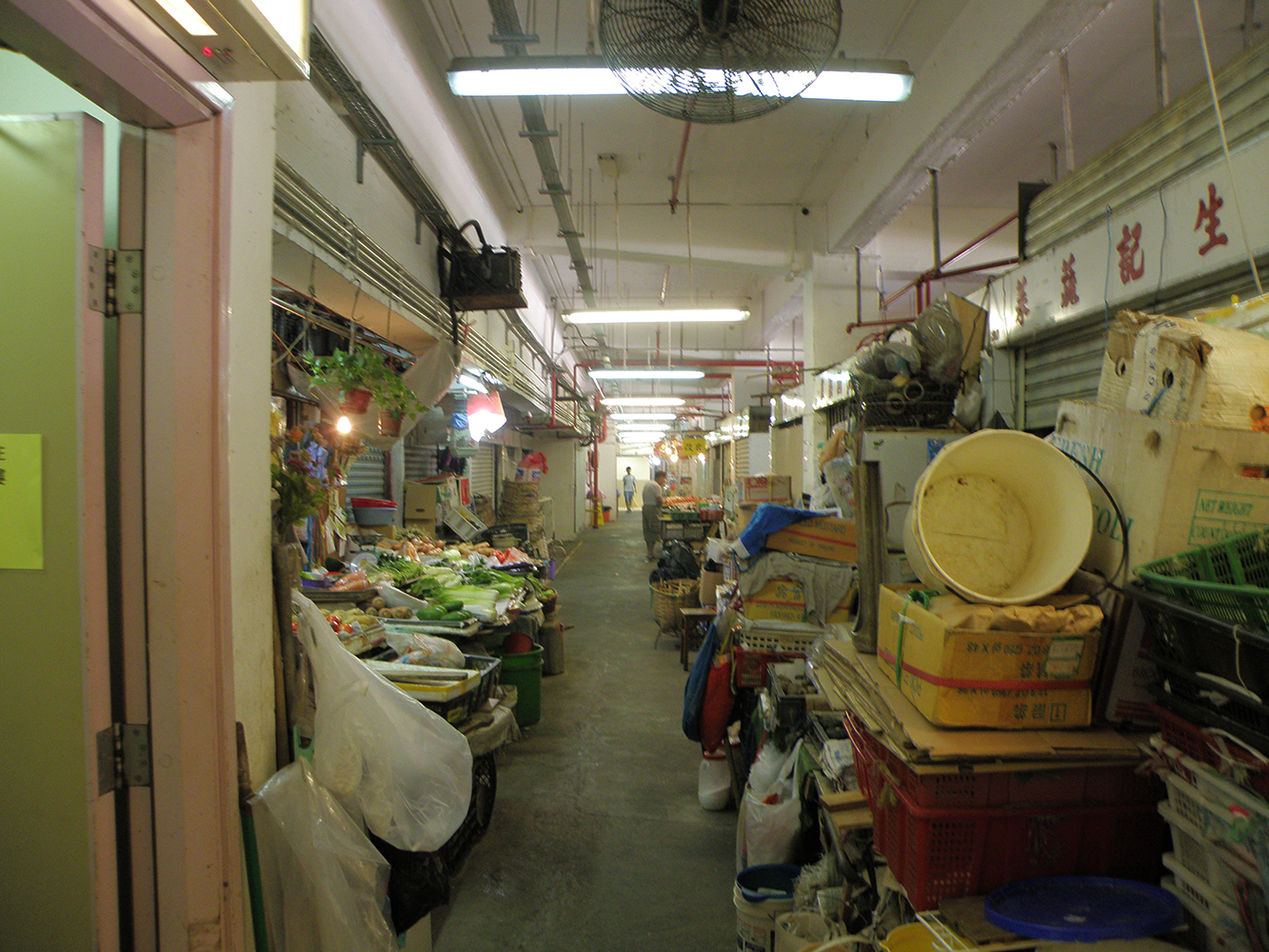
前白田街市（2015年10月）
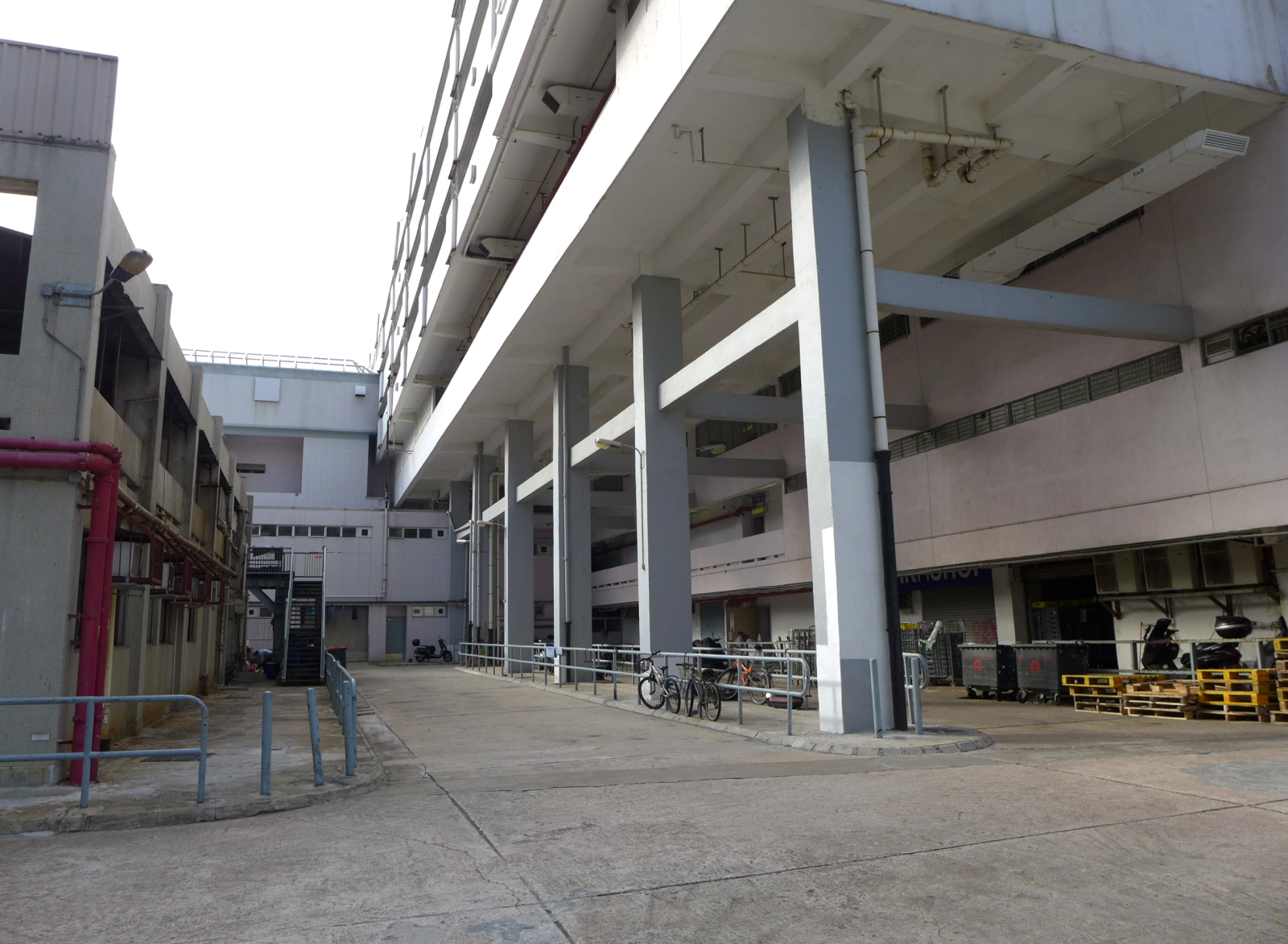
停車場

### 白田邨重建後的圖片庫

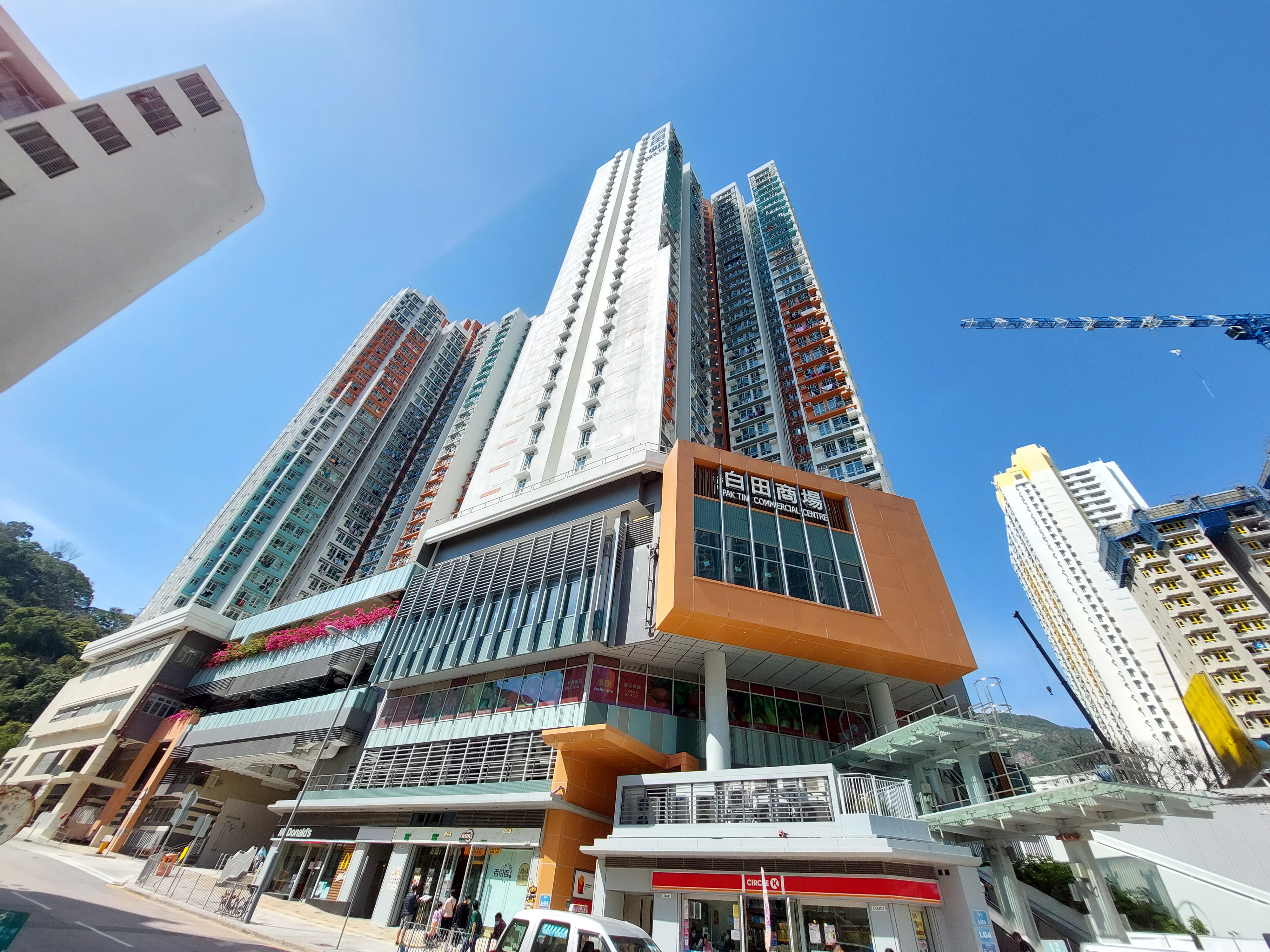
入伙半年後的康田、健田、詠田及心田樓，基座為白田商場
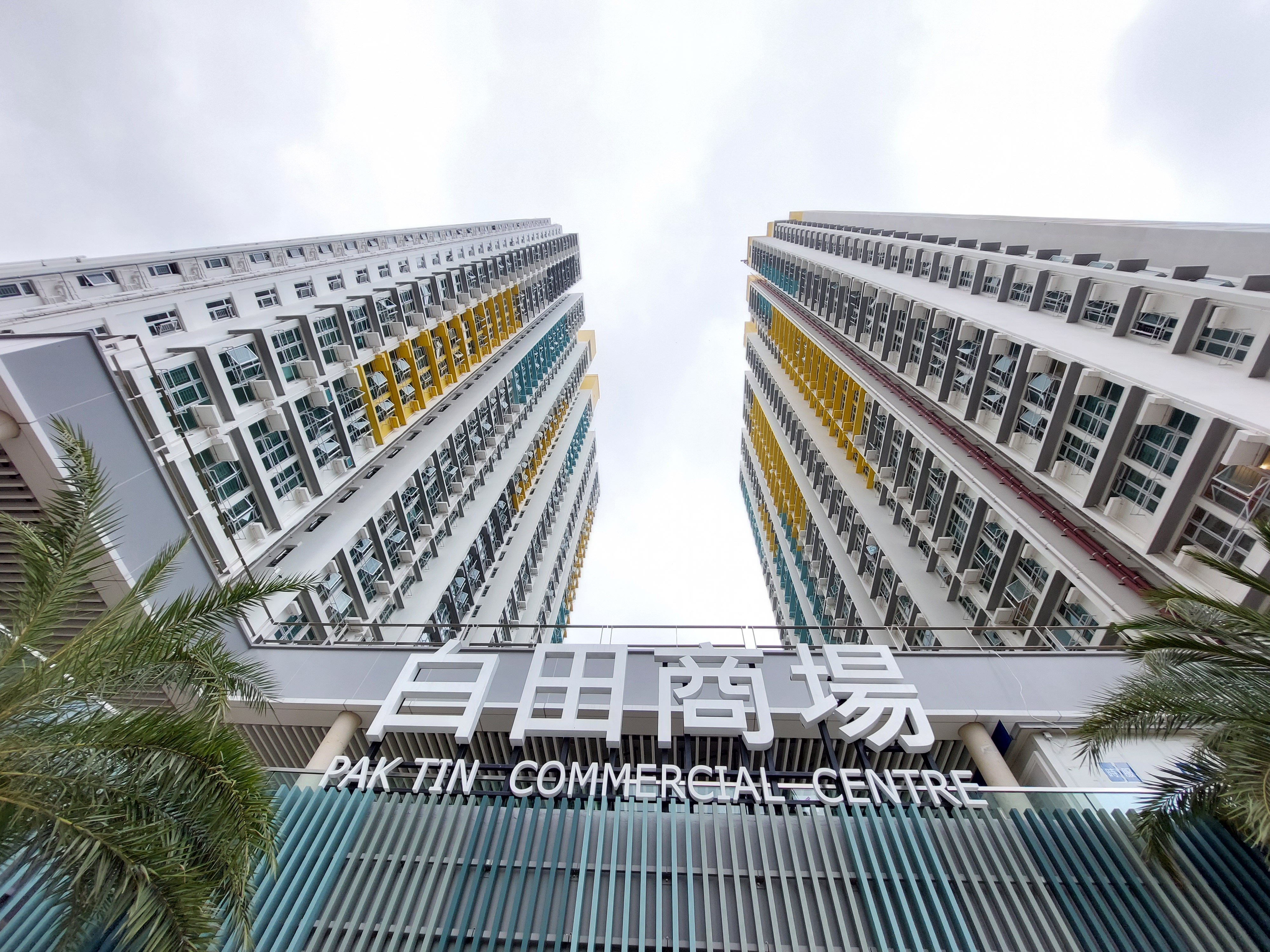
剛入伙的清田及朗田樓
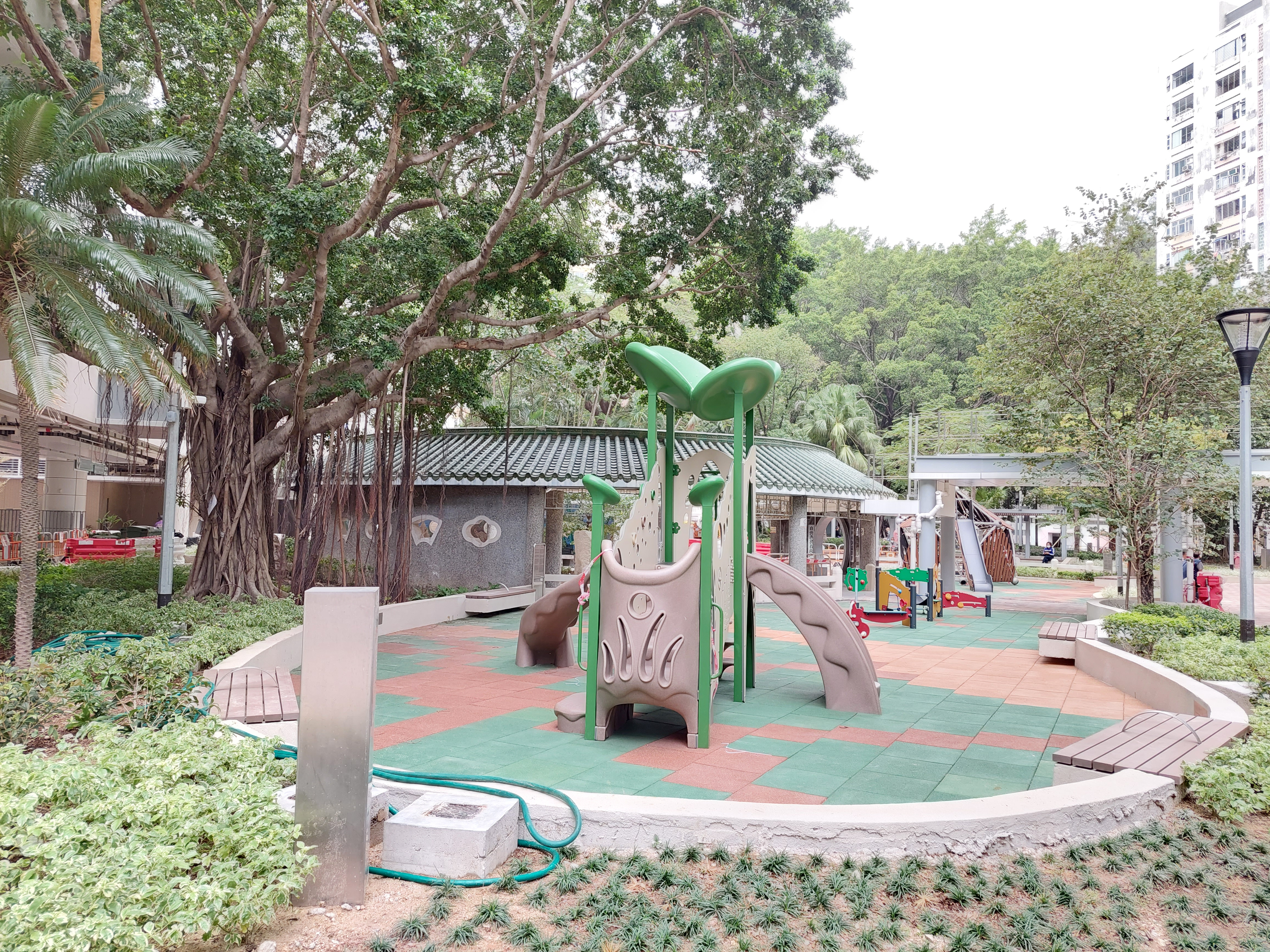
清田、朗田樓對出的遊樂場
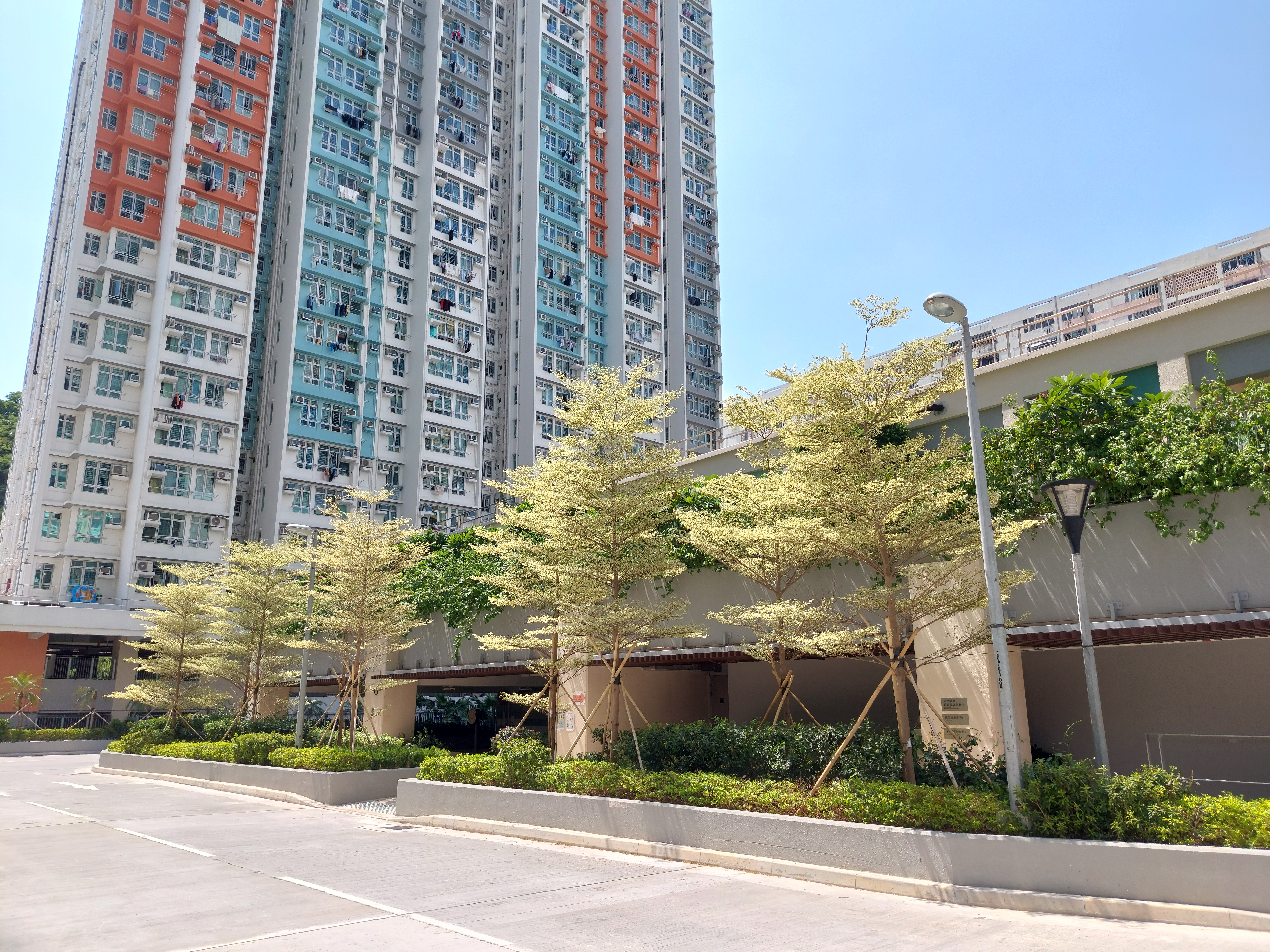
康田樓對出的上、落貨車位
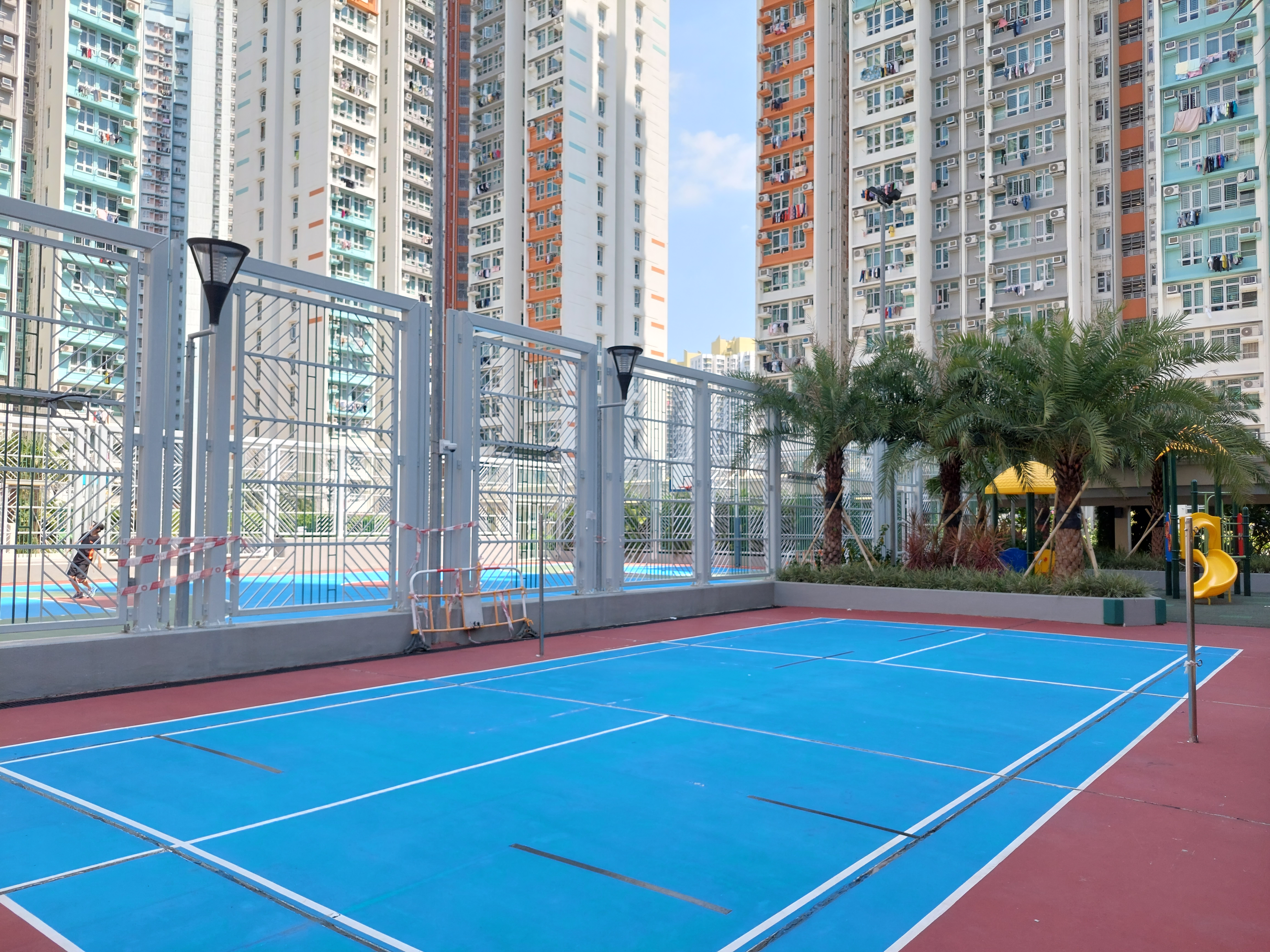
7、8期平台的球場
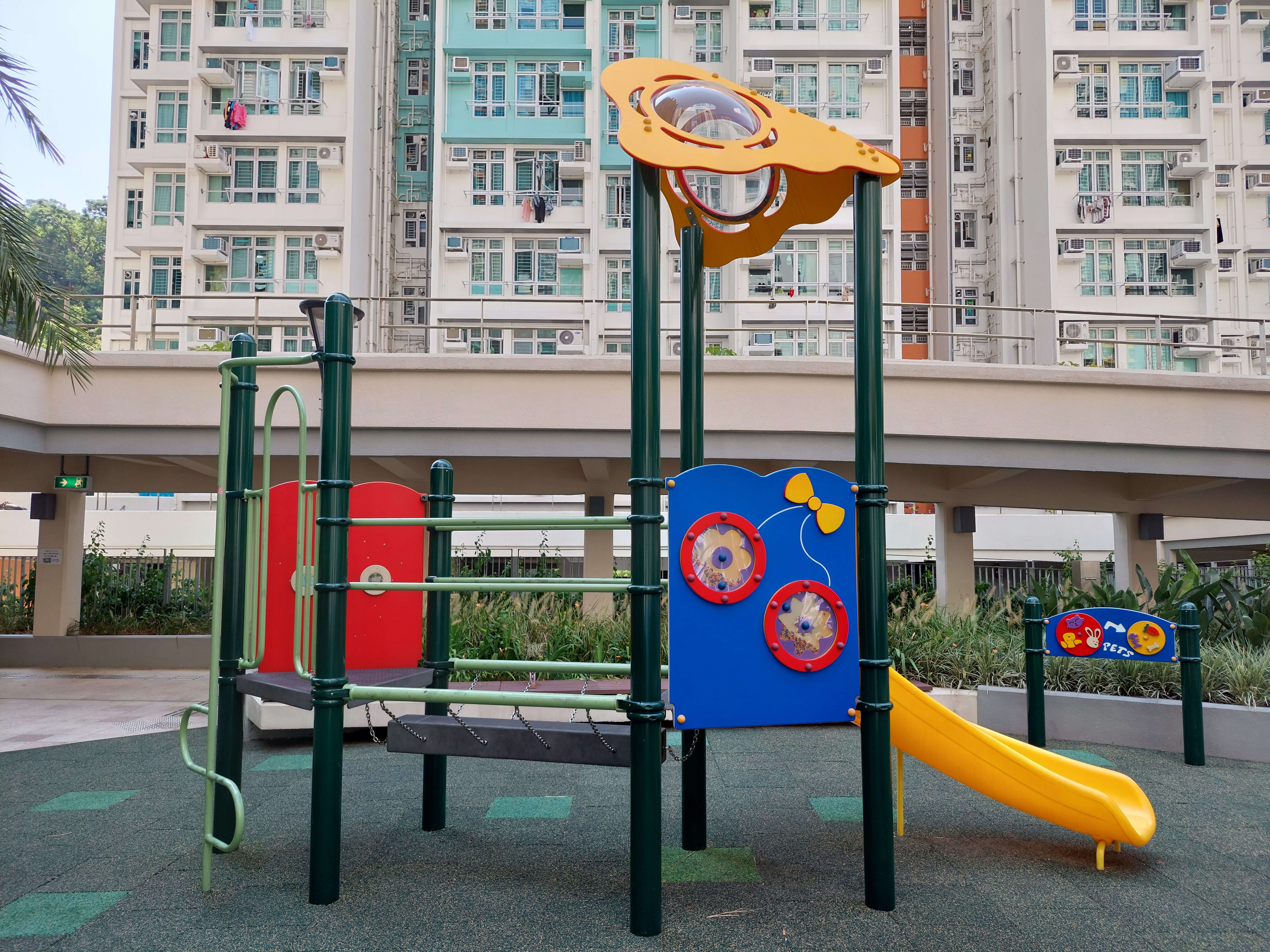
7、8期平台遊樂場
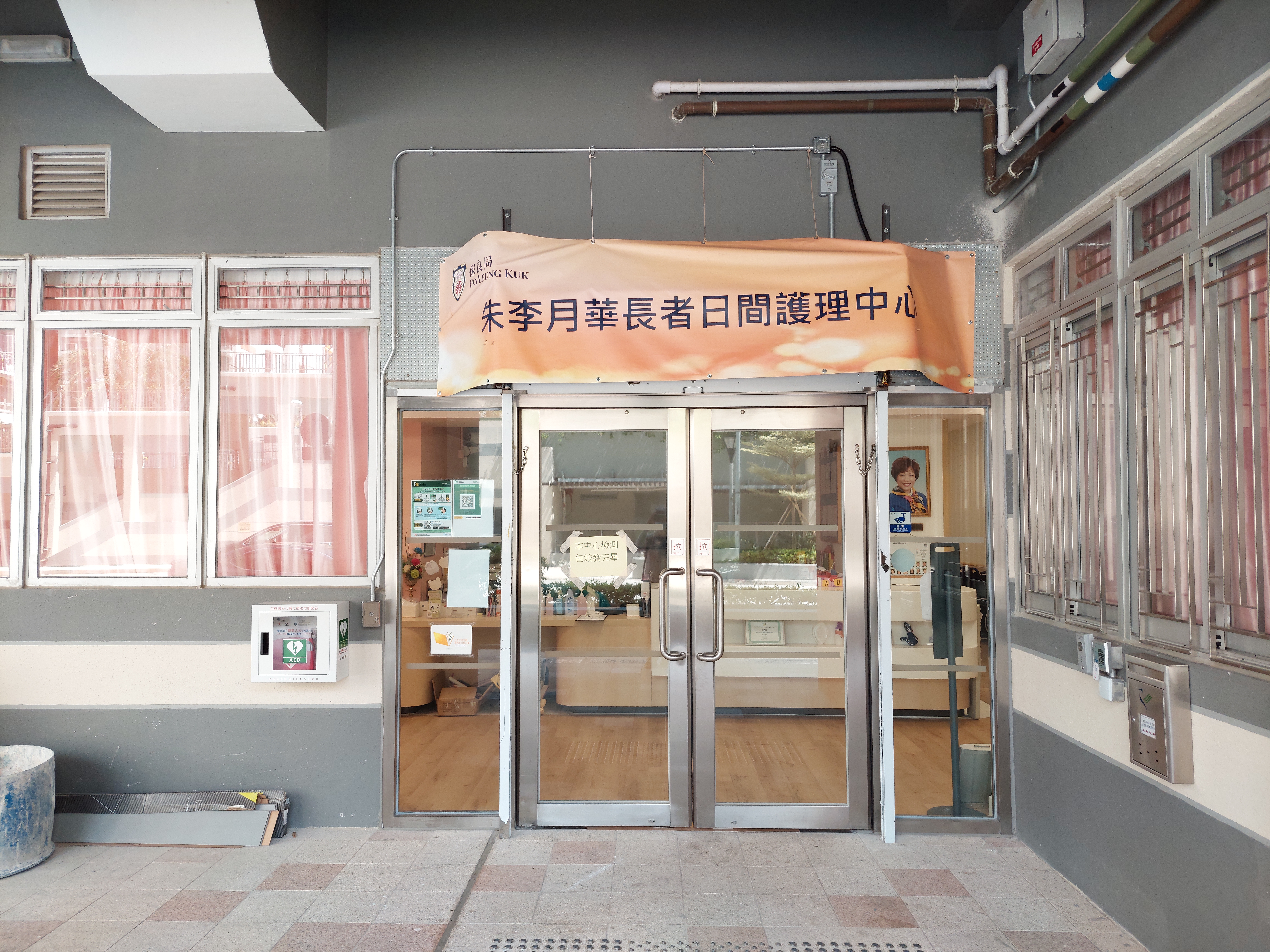
從舊廈遷至7、8期的社福機構
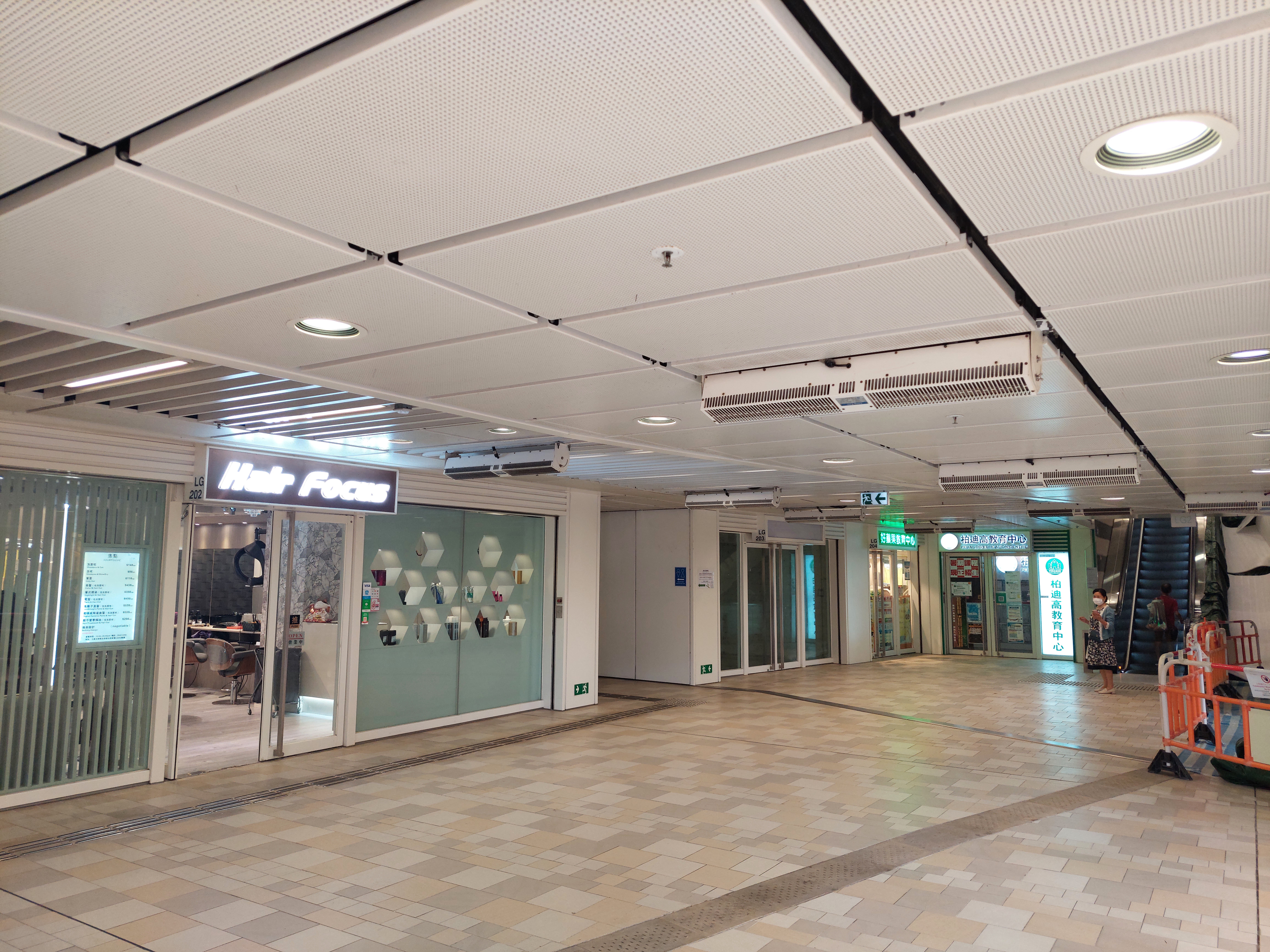
7、8期基座的商場

## 屋邨資料

### 現時樓宇
| 樓宇名稱（座號）       | 樓宇類型                                | 落成年份 | 層數 | 每層伙數                          | 每座單位總數（伙） | 建築師                                       | 承建商                              | 提供升降機服務的廠商              | 期數 |
| ---------------------- | --------------------------------------- | -------- | ---- | --------------------------------- | ------------------ | -------------------------------------------- | ----------------------------------- | --------------------------------- | ---- |
| 翠田樓（A座）          | 和諧3C型（第一代第一款） 連和諧附翼一型 | 1993年   | 14   | 25（1-12樓） 20（13樓） 9（14樓） | 329                | 房屋署建築師                                 | 方永勝建築有限公司                  | 迅達 Miconic V Dynaton MV（ACVV） | 1    |
| 裕田樓（B座）          | 和諧3B型 （第一代第一款）               | 1993年   | 13   | 17（1-12樓） 9（13樓）            | 238                | 房屋署建築師                                 | 方永勝建築有限公司                  | 迅達 Miconic V Dynaton MV（ACVV） | 1    |
| 富田樓（C座）          | 和諧3C型 （第三代第一款）               | 1997年   | 13   | 17（1-12樓） 9（13樓）            | 238                | 房屋署建築師                                 | 金門建築                            | 英國通用電氣-捷運 QVF2（VVVF）    | 4    |
| 澤田樓（D座）          | 和諧3C型 （第三代第一款）               | 1997年   | 13   | 17（1-12樓） 9（13樓）            | 238                | 房屋署建築師                                 | 金門建築                            | 英國通用電氣-捷運 QVF2（VVVF）    | 4    |
| 潤田樓（E座）          | 和諧1A型 （第三代第二款）               | 1997年   | 13   | 20                                | 260                | 房屋署建築師                                 | 金門建築                            | 英國通用電氣-捷運 QVF2（VVVF）    | 4    |
| 安田樓                 | 小型單位大廈 （小型單位設計連家庭單位） | 1998年   | 9    | 43（1-4樓） 35（5-9樓）           | 347                | 房屋署建築師                                 | 偉工有限公司 朱祥興建築（接手續建） | 迅達 Miconic TX（VVVF）           | 2    |
| 瑞田樓                 | 長者住屋大廈二型                        | 2000年   | 7    | 96（5-7樓）                       | 288                | 周氏建築師事務所                             | 朱祥興建築（接手續建）              | 奧的斯 MCS-321（VVVF）            | 5    |
| 盛田樓（F座）          | 和諧一型 （第三代後期第六款）           | 2000年   | 40   | 20（1-18樓，20-40樓） 19（19樓）  | 799                | Design 2                                     | 瑞安建業                            | LG HVP-II（VVVF）                 | 3    |
| 昌田樓（G座）          | 和諧一型 （第三代後期第六款）           | 2000年   | 40   | 20（1-18樓，20-40樓） 19（19樓）  | 799                | Design 2                                     | 瑞安建業                            | LG HVP-II（VVVF）                 | 3    |
| 太田樓（J座）          | 新和諧一型第六款                        | 2004年   | 40   | 20（1-18樓，20-40樓） 19（19樓）  | 799                | 房屋署總建築師（3）                          | 瑞安建業                            | 迅達 700（Miconic TX-GC）（VVVF） | 6    |
| 麗田樓（H座）          | 新和諧一型第三款 （特別設計）           | 2004年   | 40   | 20（1-27樓） 19（28-40樓）        | 784                | 房屋署總建築師（3）                          | 瑞安建業                            | 迅達 700（Miconic TX-GC）（VVVF） | 6    |
| 運田樓（HH座）         | 新和諧附翼大廈五型 （特別設計）         | 2004年   | 27   | 9                                 | 243                | 房屋署總建築師（3）                          | 瑞安建業                            | 迅達 700（Miconic TX-GC）（VVVF） | 6    |
| 康田樓（第1座）        | 非標準設計大廈 （T字型）                | 2021年   | 30   | 18                                | 522                | 房屋署總建築師（4）、 周余石（香港）有限公司 | 俊和集團                            | 奧的斯 OH5000（VVVF）             | 7    |
| 健田樓（第2座）        | 非標準設計大廈 （T字型）                | 2021年   | 29   | 18                                | 522                | 房屋署總建築師（4）、 周余石（香港）有限公司 | 俊和集團                            | 奧的斯 OH5000（VVVF）             | 7    |
| 詠田樓（第3座）        | 非標準設計大廈 （十字型）               | 2021年   | 29   | 16                                | 464                | 房屋署總建築師（4）、 周余石（香港）有限公司 | 俊和集團                            | 奧的斯 OH5000（VVVF）             | 8    |
| 心田樓（第4座）        | 非標準設計大廈 （十字型）               | 2021年   | 29   | 18                                | 522                | 房屋署總建築師（4）、 周余石（香港）有限公司 | 俊和集團                            | 奧的斯 OH5000（VVVF）             | 8    |
| 朗田樓（第6座）        | 非標準設計大廈 （L字型）                | 2021年   | 33   | 14                                | 448                | 房屋署總建築師（4）、 周余石（香港）有限公司 | 俊和集團                            | 通力 Minispace（VVVF）            | 11   |
| 清田樓（第7座）        | 非標準設計大廈 （T字型）                | 2021年   | 33   | 20                                | 640                | 房屋署總建築師（4）、 周余石（香港）有限公司 | 俊和集團                            | 通力 Minispace（VVVF）            | 11   |
| 雅田樓（第5座）        | 非標準設計大廈 （十字型）               | 2025年   | 33   | 28                                | 924                | 房屋署總建築師（4）、 周余石（香港）有限公司 | 精進建築                            | 通力 Minispace（VVVF）            | 10   |
| 未命名樓宇（第8座）    | 非標準設計大廈 （十字型）               | 2027年   | 41   | （待補）                          | （待補）           | 房屋署總建築師（4）、 周余石（香港）有限公司 | 華營建築                            | 奧的斯                            | 13   |
| 未命名樓宇（第9座）    | 非標準設計大廈 （十字型）               | 2027年   | 41   | （待補）                          | （待補）           | 房屋署總建築師（4）、 周余石（香港）有限公司 | 華營建築                            | 奧的斯                            | 13   |
| 未命名樓宇（第10座）   | 非標準設計大廈 （十字型）               | 2027年   | 41   | （待補）                          | （待補）           | 房屋署總建築師（4）、 周余石（香港）有限公司 | 華營建築                            | 奧的斯                            | 13   |
| 未命名樓宇（第11座）   | 非標準設計大廈 （T字型）                | 2027年   | 41   | （待補）                          | （待補）           | 房屋署總建築師（4）、 興業建築師有限公司     | 華營建築                            | 通力                              | 12   |
| 未命名樓宇（第12座）   | 非標準設計大廈 （T字型）                | 2027年   | 41   | （待補）                          | （待補）           | 房屋署總建築師（4）、 興業建築師有限公司     | 華營建築                            | 通力                              | 12   |
| 未命名樓宇（第13座）   | 非標準設計大廈 （其他類型）             | 2027年   | 41   | （待補）                          | （待補）           | 房屋署總建築師（4）、 興業建築師有限公司     | 華營建築                            | 通力                              | 12   |
| 社區綜合大樓（第14座） | 社區綜合大樓（第14座）                  | 2018年   | 4    | （不適用）                        | （不適用）         | 房屋署總建築師（4）、 周古梁建築師事務所     | 華營建築                            | 蒂森克虜伯 Evolution（VVVF）      | 9    |

### 歷代樓宇
| 重建前的白田邨   | 重建前的白田邨                               | 重建前的白田邨 | 重建前的白田邨 | 重建前的白田邨        | 重建前的白田邨                  | 重建前的白田邨                  | 重建前的白田邨                       | 重建前的白田邨                                         |
| 樓宇座號         | 樓宇類型                                     | 落成年份       | 拆卸年份       | 承建商                | 提供升降機服務的廠商 （更換前） | 提供升降機服務的廠商 （更換後） | 重建後原地所屬的樓宇                 | 安置屋邨                                               |
| ---------------- | -------------------------------------------- | -------------- | -------------- | --------------------- | ------------------------------- | ------------------------------- | ------------------------------------ | ------------------------------------------------------ |
| 第1座            | 舊長型大廈 （第七型徙置大廈）                | 1975年         | 2014年         | 德榮建築              | （不設升降機）                  | 三菱電機                        | 康田樓 健田樓 詠田樓 心田樓 白田商場 | 石硤尾邨 牛頭角下邨                                    |
| 第2座            | 舊長型大廈 （第七型徙置大廈）                | 1975年         | 2014年         | 德榮建築              | （不設升降機）                  | 三菱電機                        | 康田樓 健田樓 詠田樓 心田樓 白田商場 | 石硤尾邨 牛頭角下邨                                    |
| 第3座            | 舊長型大廈 （第七型徙置大廈）                | 1975年         | 2014年         | 德榮建築              | （不設升降機）                  | 三菱電機                        | 康田樓 健田樓 詠田樓 心田樓 白田商場 | 石硤尾邨 牛頭角下邨                                    |
| 第4座            | 第四型                                       | 1969年         | 2000年         | 德榮建築              | （不設升降機）                  | （不適用）                      | 太田樓                               | 海富苑                                                 |
| 第5座            | 第四型                                       | 1969年         | 2000年         | 德榮建築              | （不設升降機）                  | （不適用）                      | 麗田樓                               | 海富苑                                                 |
| 第6座            | 第四型                                       | 1969年         | 2000年         | 德榮建築              | （不設升降機）                  | （不適用）                      | 運田樓                               | 海富苑                                                 |
| 第7座            | 第六型                                       | 1971-1972年    | 1995年         | 德榮建築              | （不設升降機）                  | （不適用）                      | 瑞田樓                               | （同一屋邨） 翠田樓 裕田樓                             |
| 第8座            | 第六型                                       | 1971-1972年    | 1995年         | 德榮建築              | （不設升降機）                  | （不適用）                      | 昌田樓 盛田樓                        | （同一屋邨） 翠田樓 裕田樓                             |
| 第9座            | 舊長型大廈 （第七型徙置大廈）                | 1979年         | 2022年         | 亨利建築 （瑞安建業） | 奧的斯                          | 東芝                            | （三幢未命名樓宇）                   | 蘇屋邨 （同一屋邨） 康田樓 健田樓 詠田樓 心田樓        |
| 第10座           | 舊長型大廈 （第七型徙置大廈）                | 1979年         | 2022年         | 亨利建築 （瑞安建業） | 奧的斯                          | 東芝                            | （三幢未命名樓宇）                   | 蘇屋邨 （同一屋邨） 康田樓 健田樓 詠田樓 心田樓        |
| 第11座           | 舊長型大廈 （第七型徙置大廈）                | 1979年         | 2022年         | 亨利建築 （瑞安建業） | 奧的斯                          | 東芝                            | （三幢未命名樓宇）                   | 蘇屋邨 （同一屋邨） 康田樓 健田樓 詠田樓 心田樓        |
| 第12座           | 舊長型大廈 （第七型徙置大廈） （早期型設計） | 1975年         | 2014年         | 德榮建築              | （不設升降機）                  | 三菱電機                        | 清田樓 朗田樓 白田商場               | 石硤尾邨 牛頭角下邨                                    |
| 第13座           | 舊長型大廈 （第七型徙置大廈） （早期型設計） | 1975年         | 2022年         | 德榮建築              | 日立                            | 英國通用電氣-快而安             | （三幢未命名樓宇）                   | （同一屋邨） 清田樓 朗田樓                             |
| 第14座           | 第六型                                       | 1971-1972年    | 1989年         | 德榮建築              | 日立                            | [不適用]                        | 翠田樓 裕田樓 潤田樓                 | 南昌邨                                                 |
| 第15座           | 第六型                                       | 1971-1972年    | 1989年         | 德榮建築              | 日立                            | [不適用]                        | 翠田樓 裕田樓 潤田樓                 | 南昌邨                                                 |
| 第16座           | 第六型                                       | 1971-1972年    | 1989年         | 德榮建築              | 日立                            | [不適用]                        | 翠田樓 裕田樓 潤田樓                 | 南昌邨                                                 |
| 第17座           | 第六型                                       | 1971-1972年    | 1994年         | 德榮建築              | 日立                            | [不適用]                        | 富田樓 澤田樓 社區綜合大樓           | 麗安邨 橫頭磡邨 南昌邨 李鄭屋邨 東頭邨 竹園北邨 翠屏邨 |
| 白田商場及停車場 | 白田商場及停車場                             | 1979年         | 2019年         | 亨利建築 （瑞安建業） | 奧的斯                          | LG                              | 雅田樓 白田商場                      | （不適用）                                             |
| 白田社區會堂     | 白田社區會堂                                 | 1979年         | 2019年         | 亨利建築 （瑞安建業） | （不設升降機）                  | （不設升降機）                  | 雅田樓 白田商場                      | （不適用）                                             |

粗體表示該樓宇牽涉26座問題公屋醜聞，其中14至16座更是26座問題公屋之一，其混凝土強度未達高層單位20.7MPa或低層單位31MPa的標準，相關樓宇已納入整體重建計劃下重建

### 重建期間的工程圖片

#### 重建第七至八期

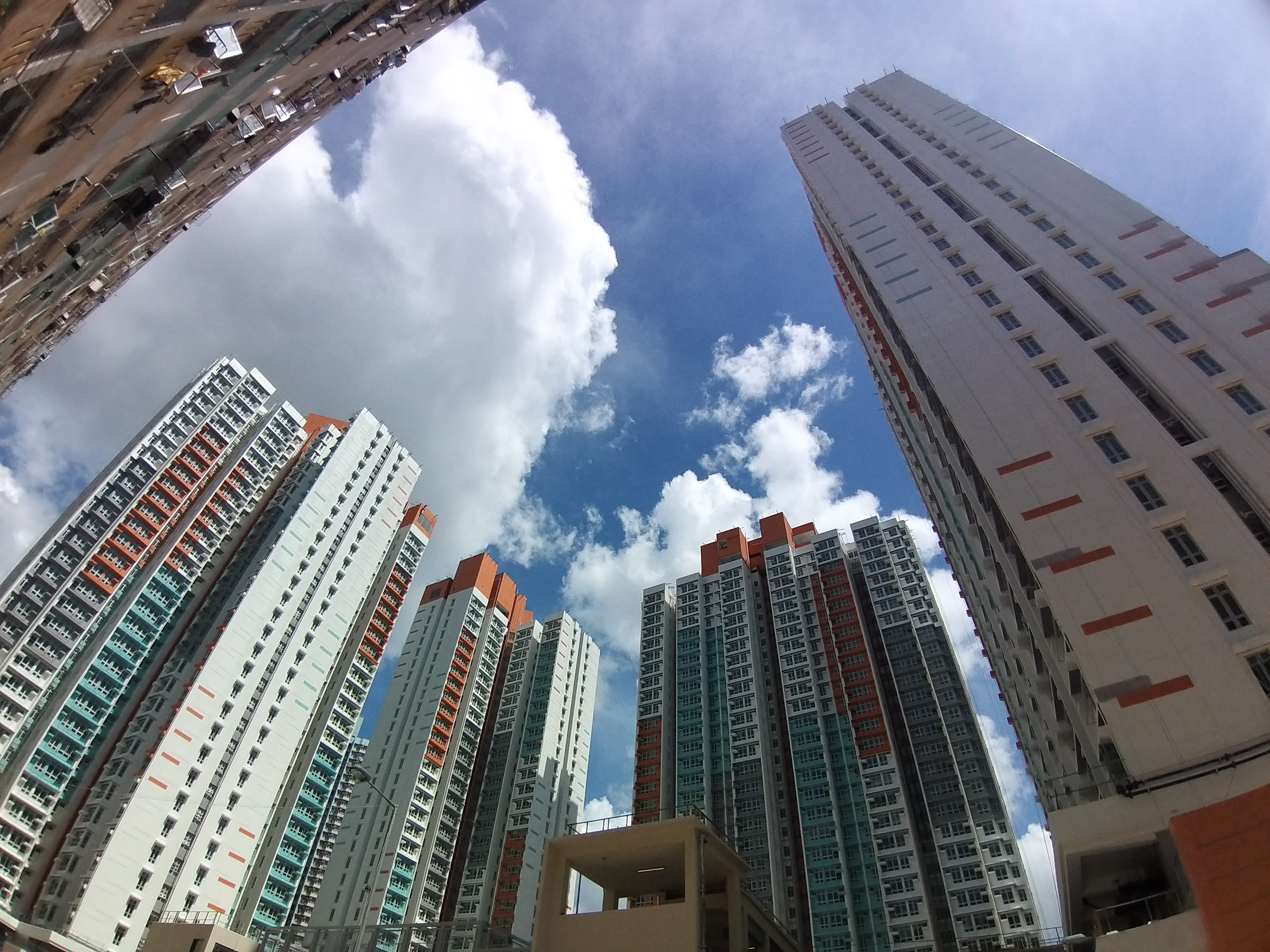
2020年7月
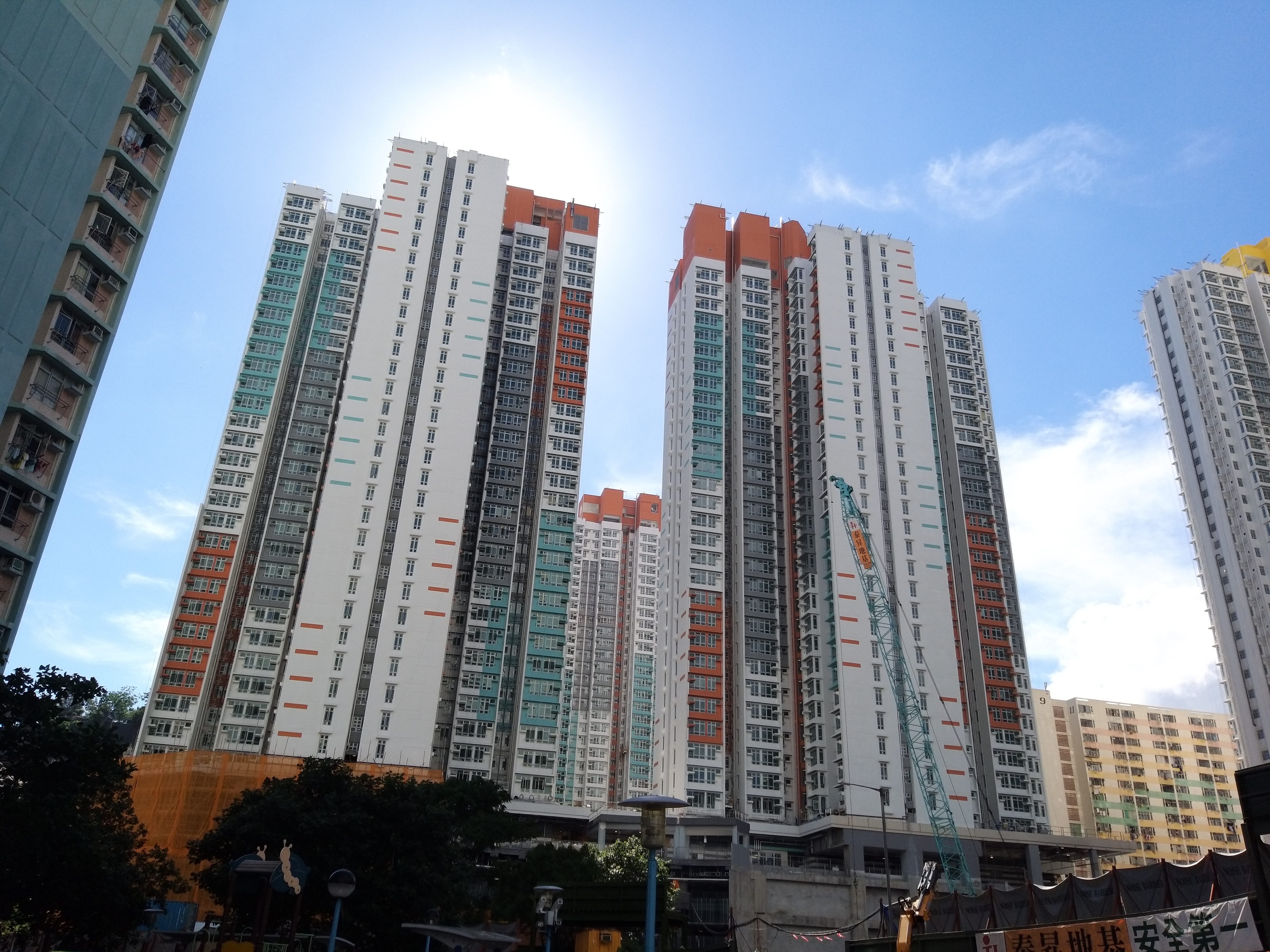
白田邨健田樓及心田樓東面（2020年6月）
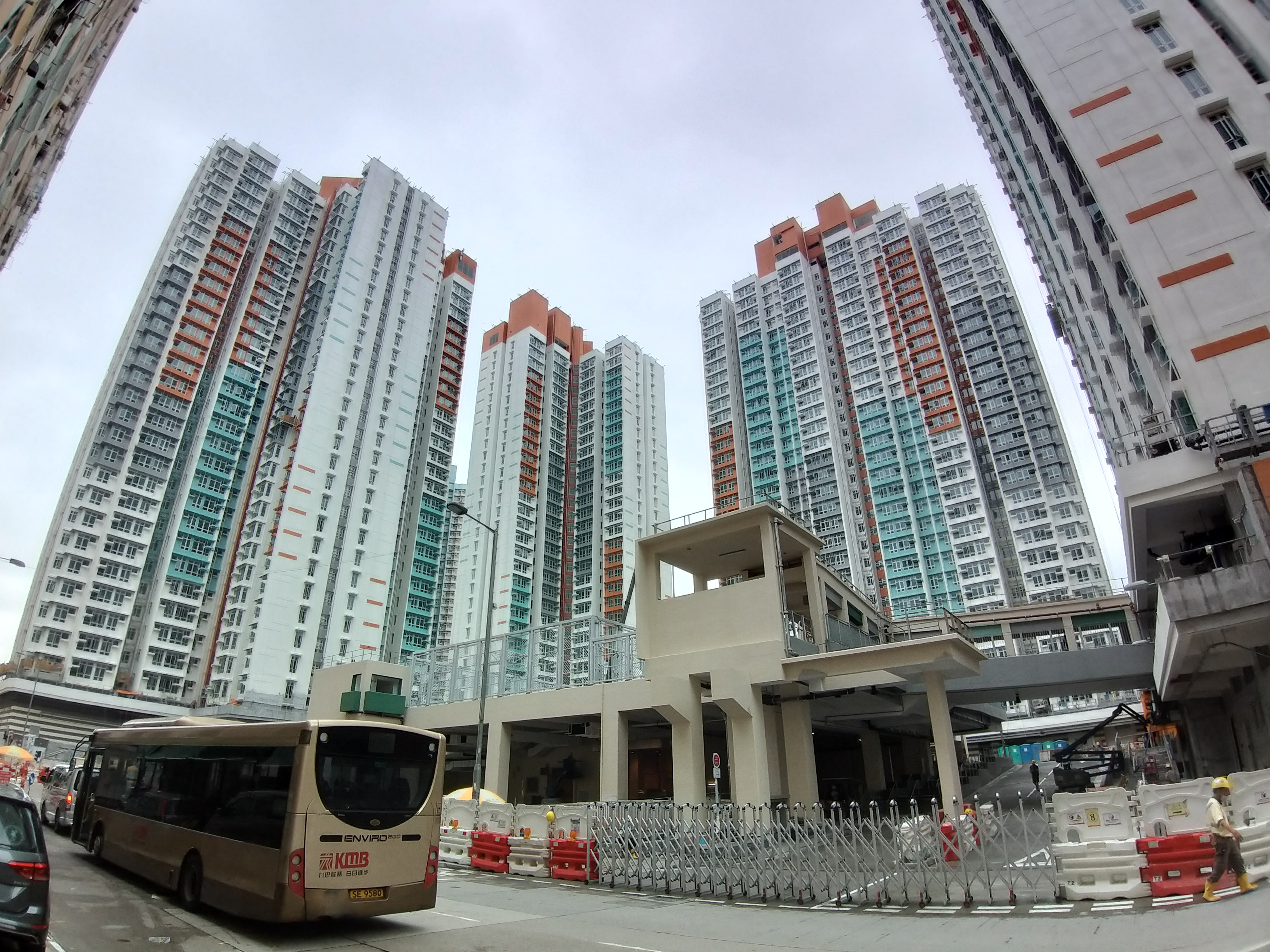
白田邨心田樓、詠田樓及康田樓（2020年5月）
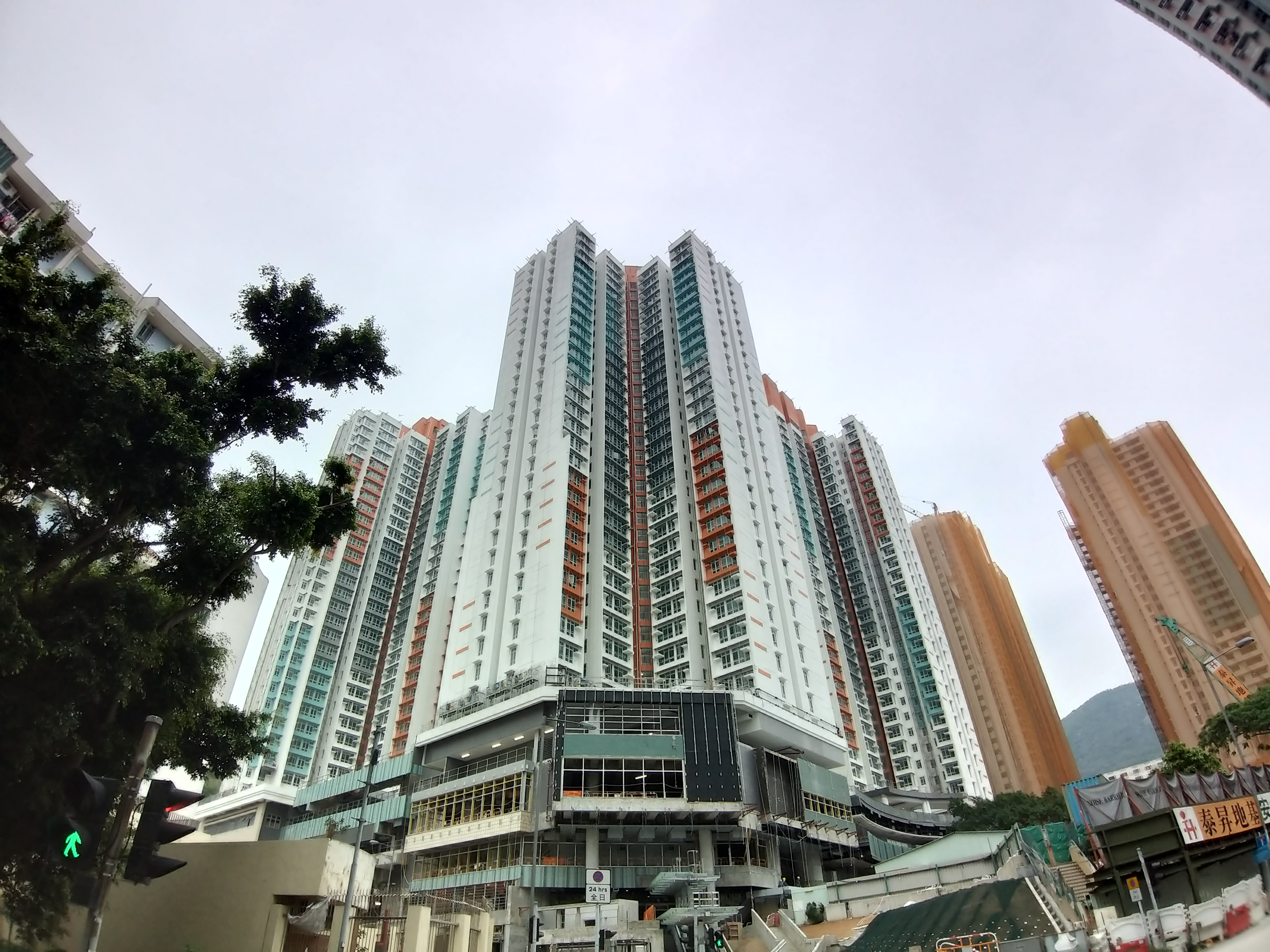
2020年4月
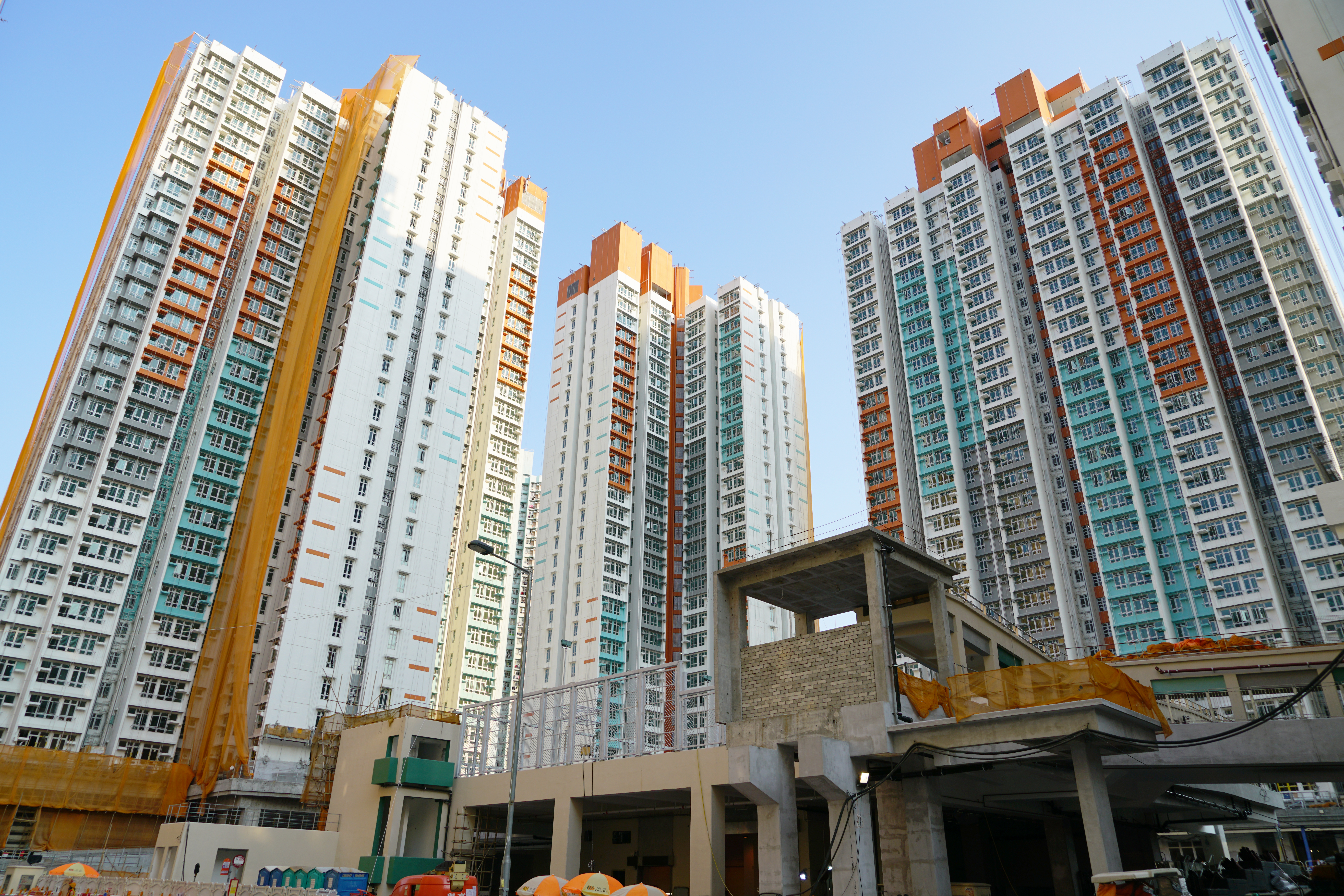
2020年3月，西北面
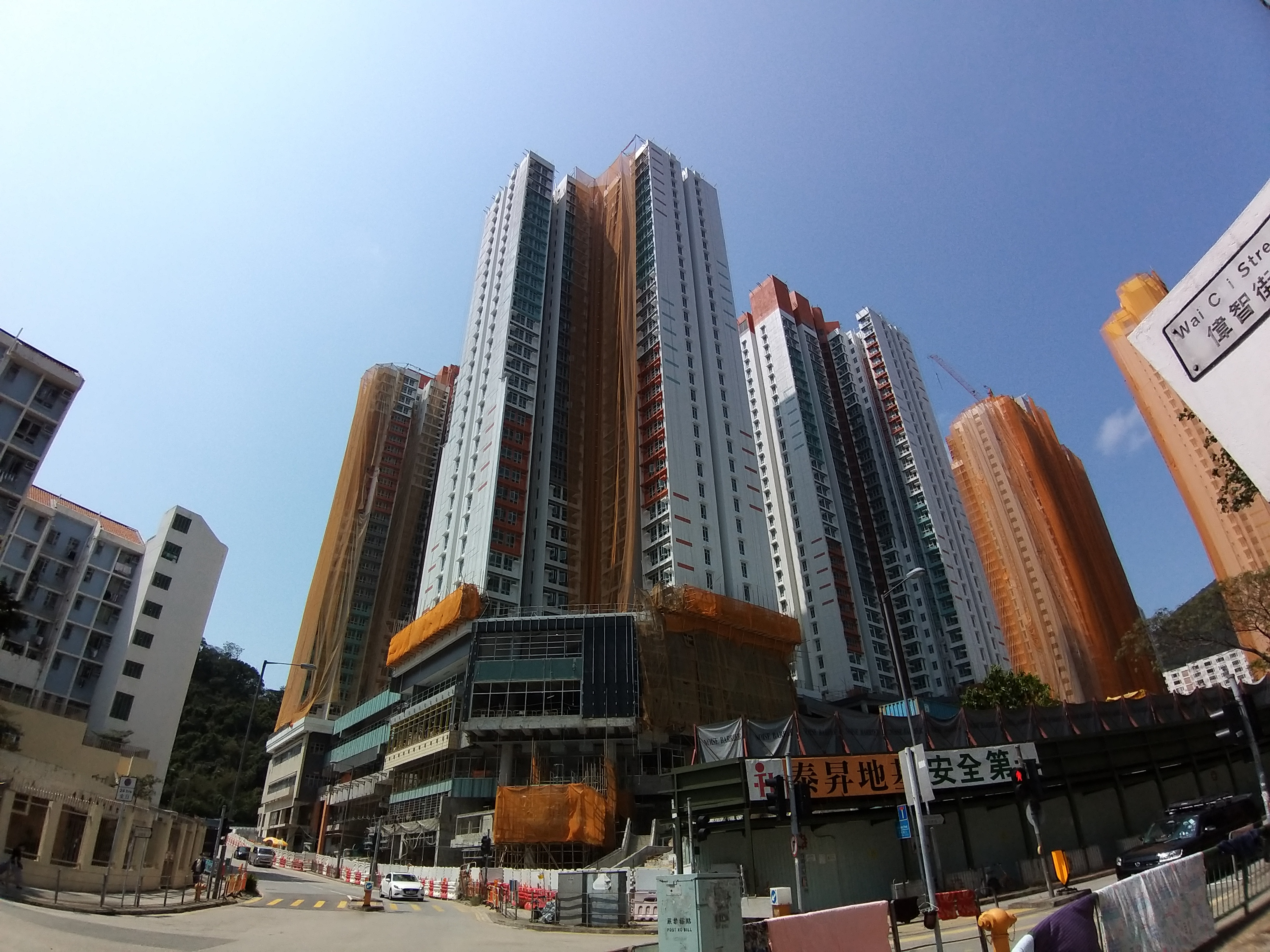
白田商場與詠田樓東南面（2020年3月）
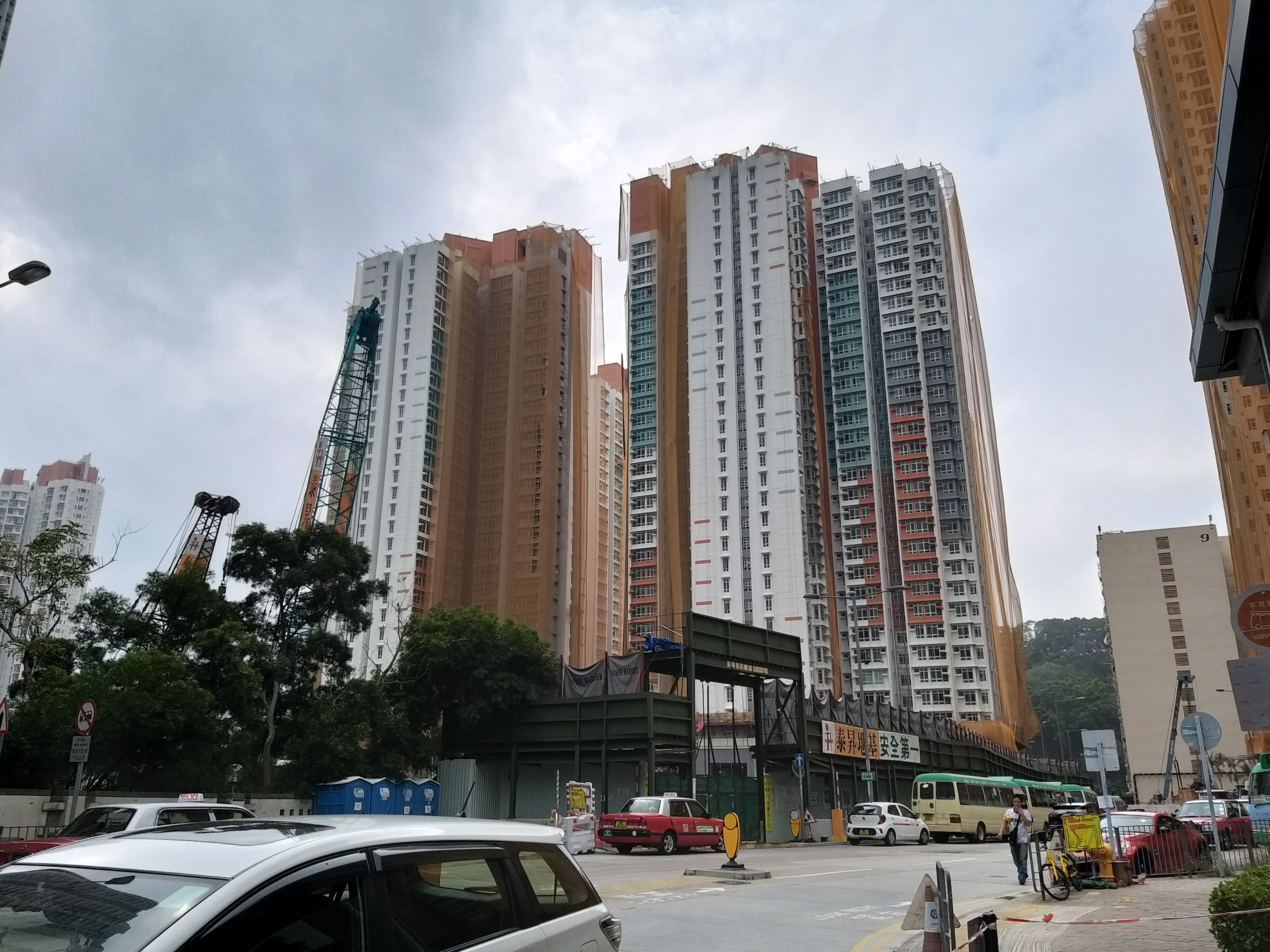
詠田樓與心田樓（2020年2月）
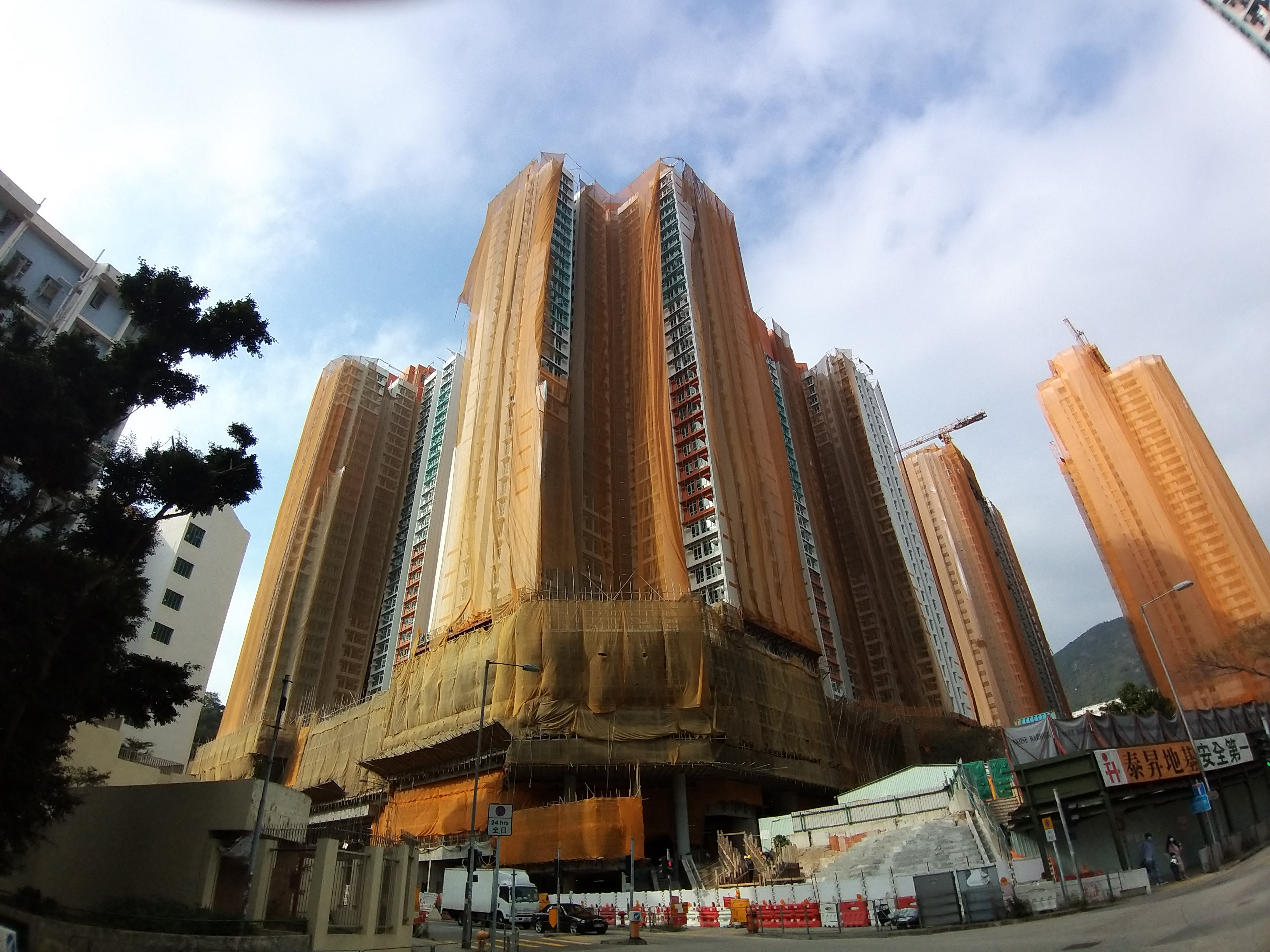
2020年1月
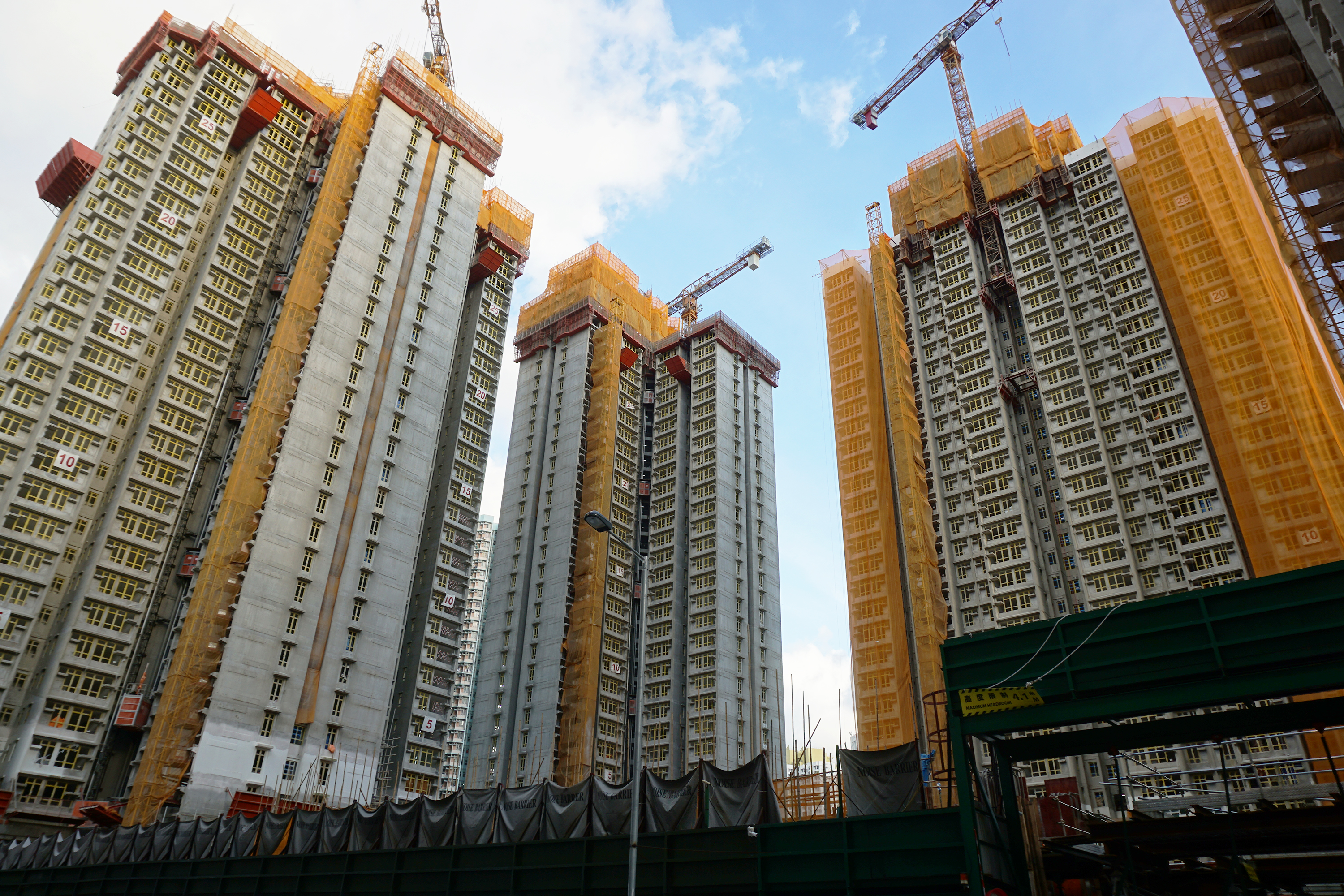
2019年6月
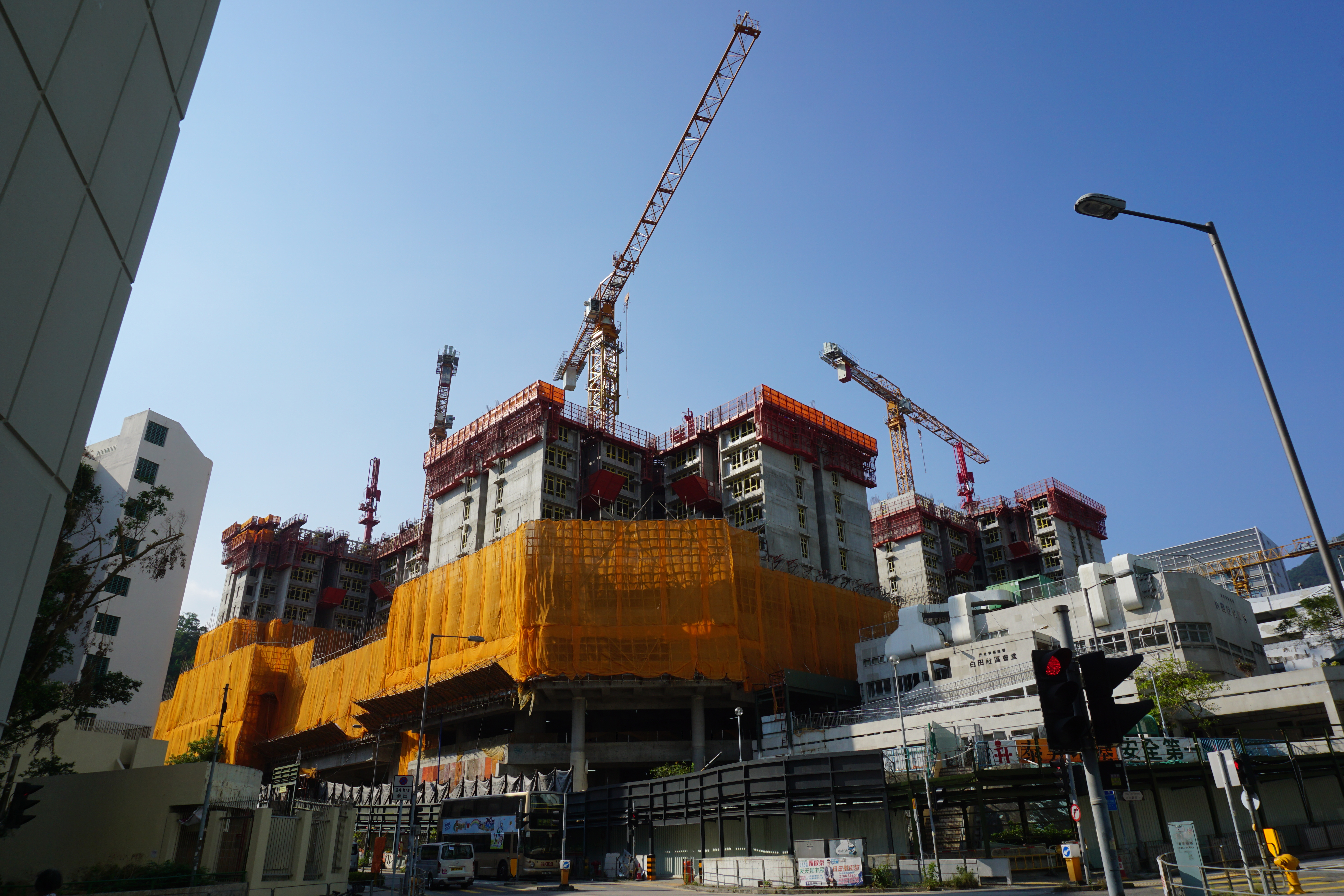
2018年10月
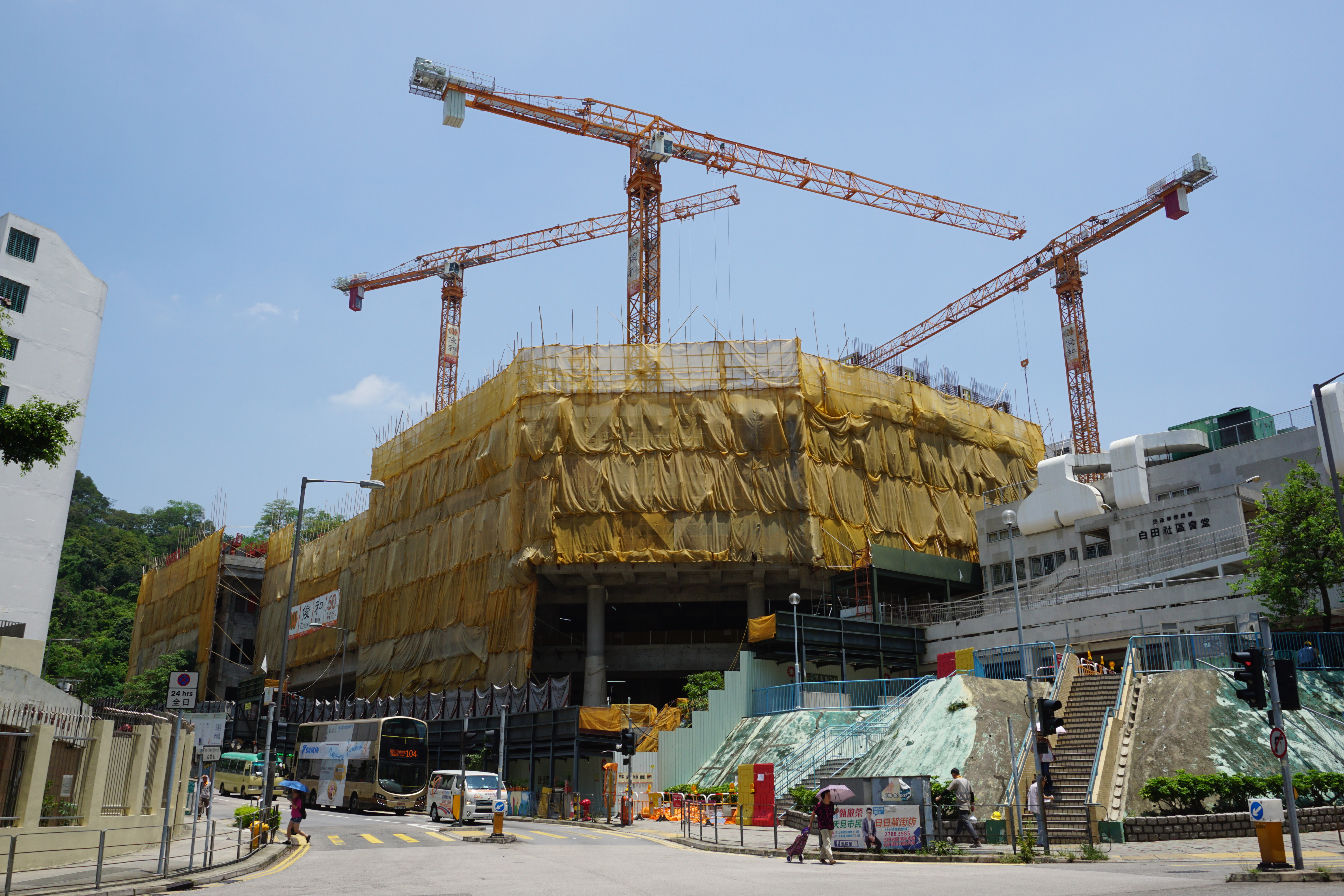
2018年6月
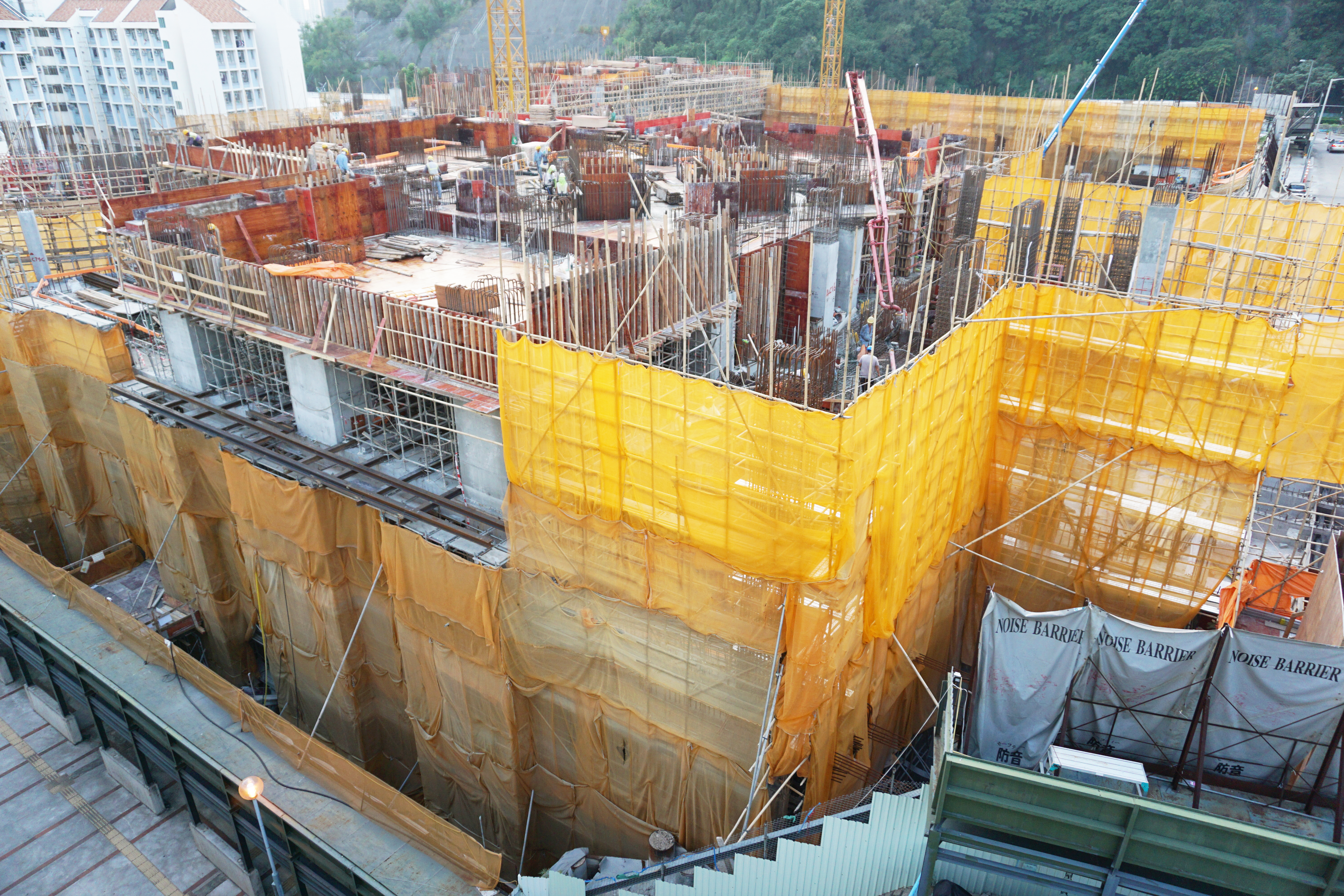
2017年11月
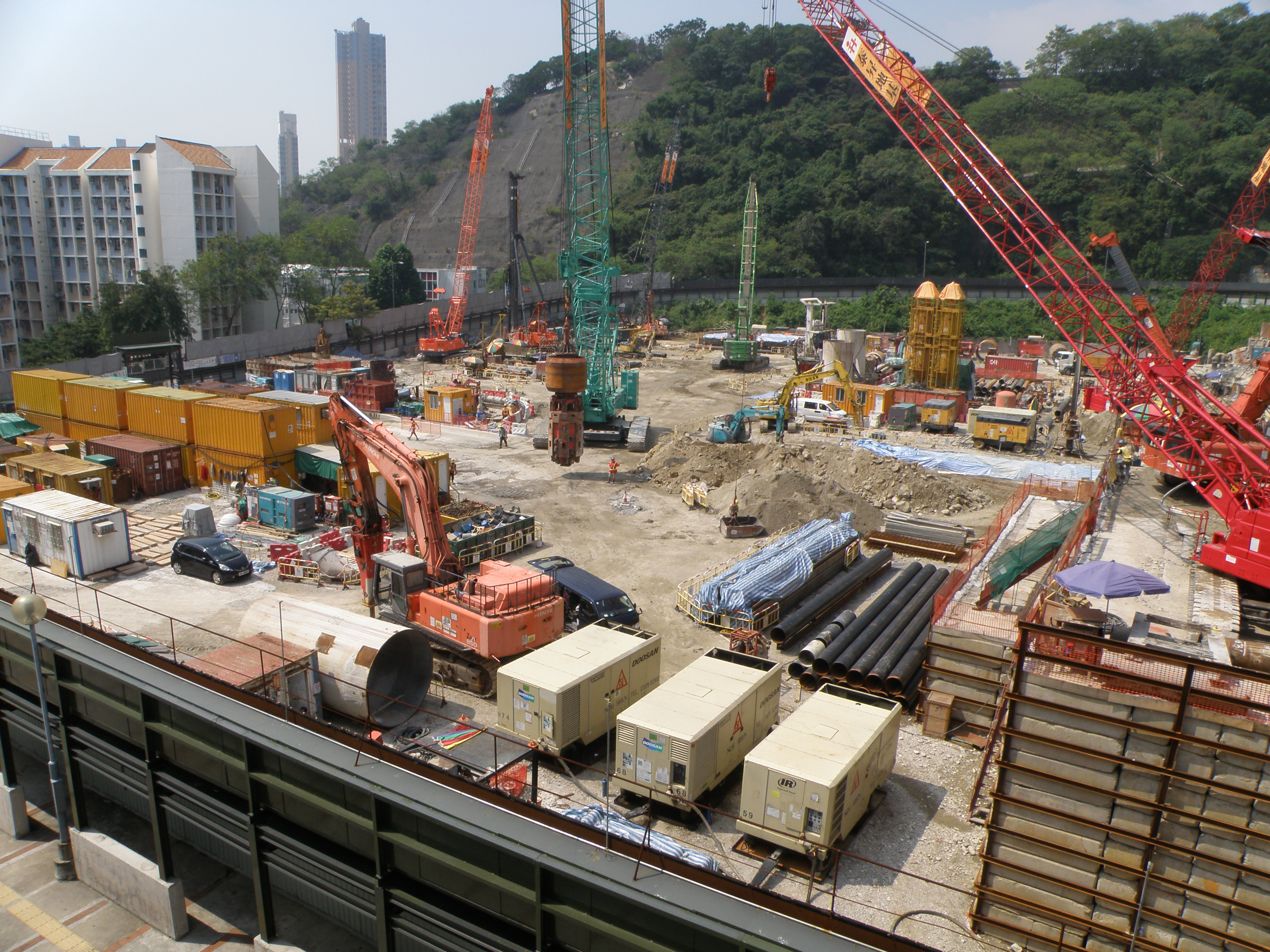
2015年10月

#### 重建第十期

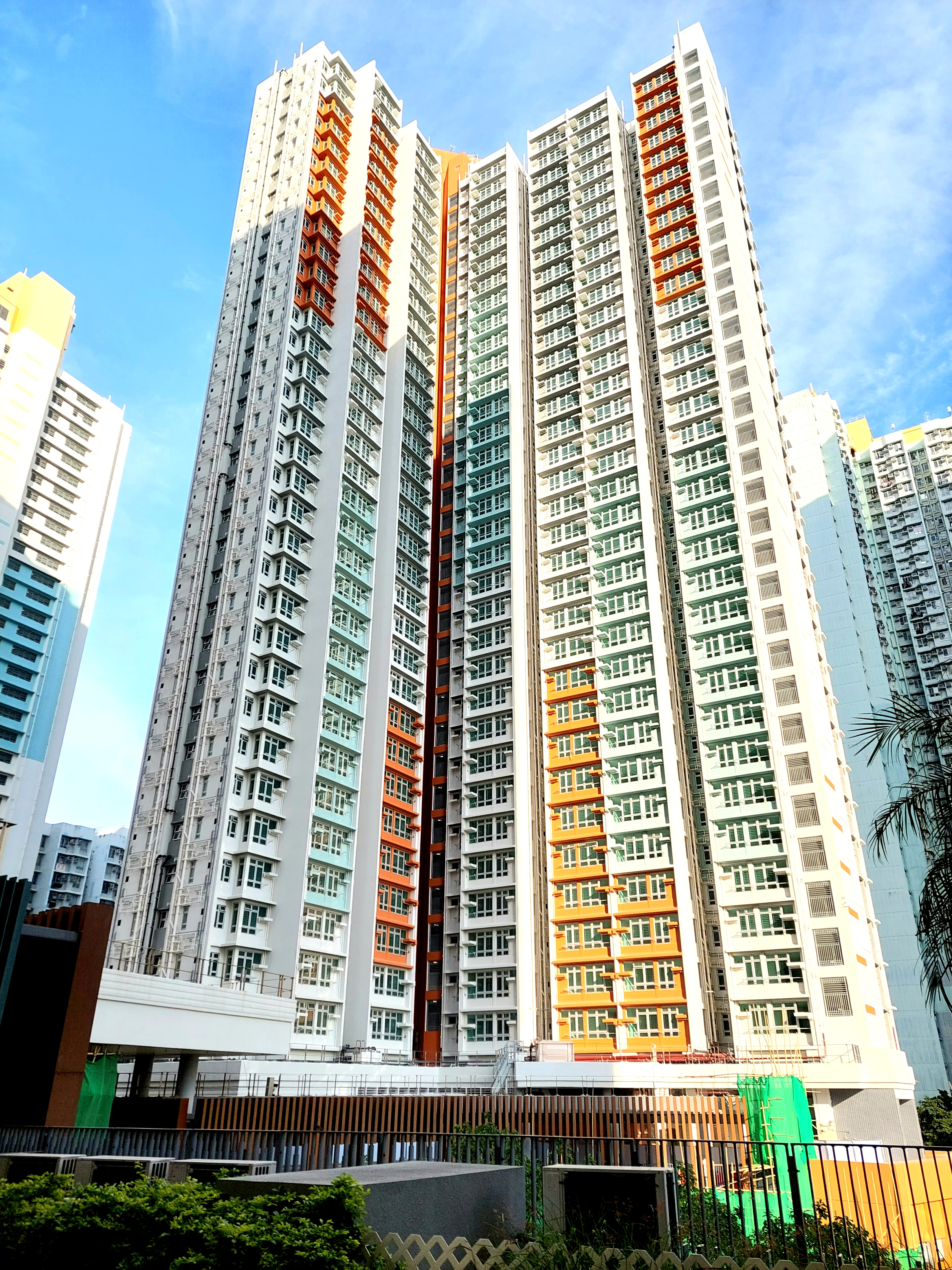
2024年12月
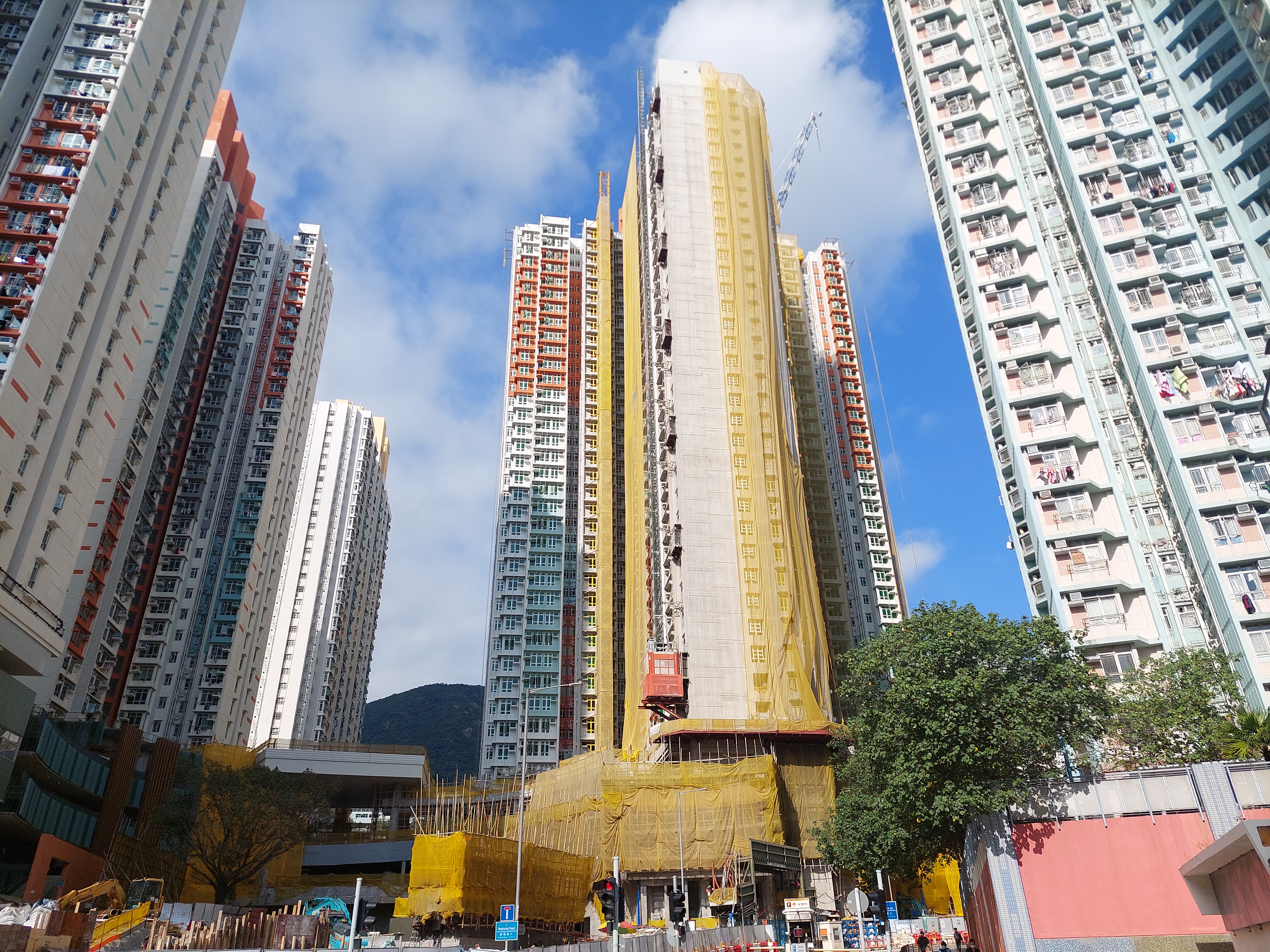
正拆除天秤，2023年11月
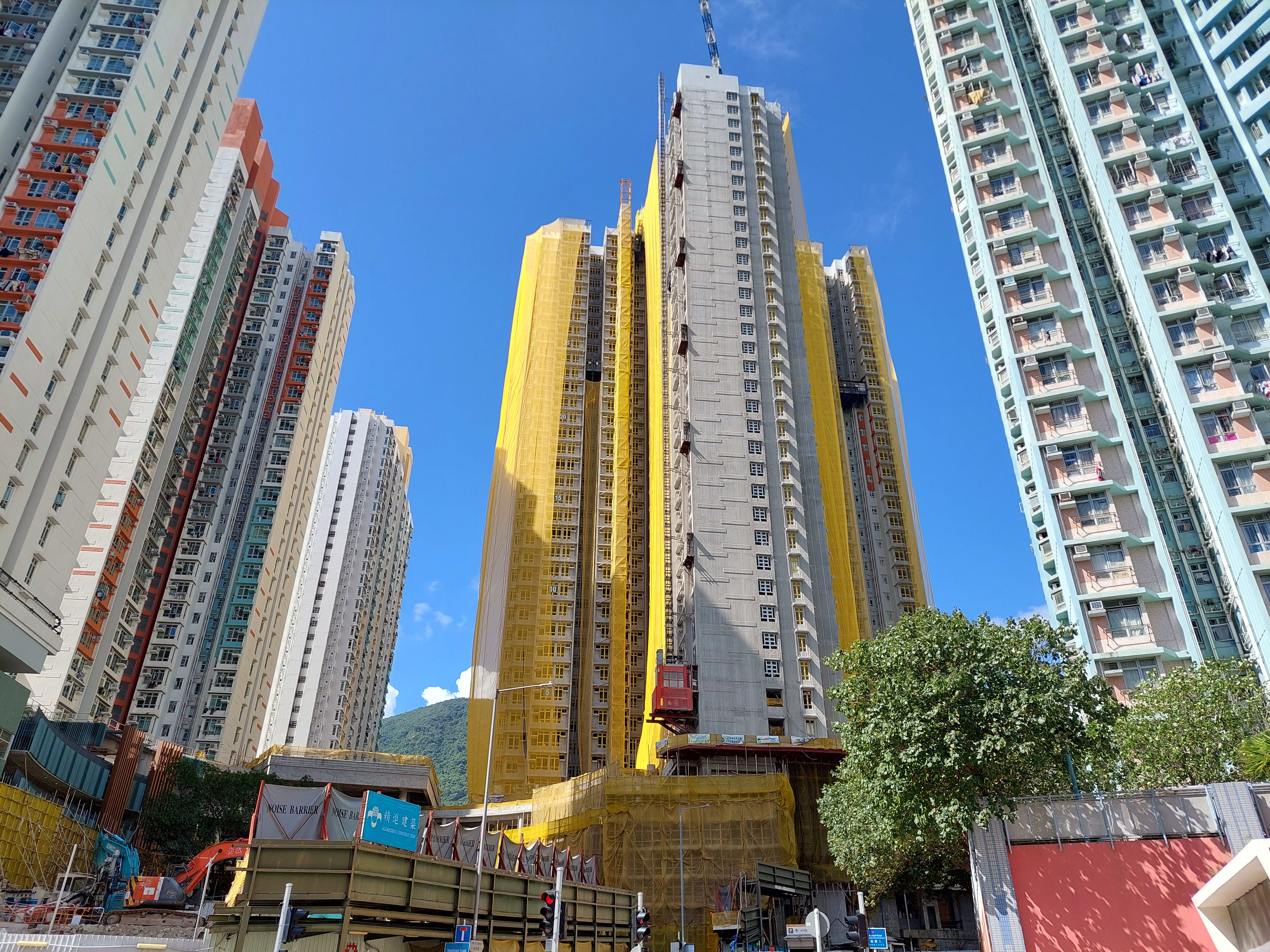
已封頂，2023年8月
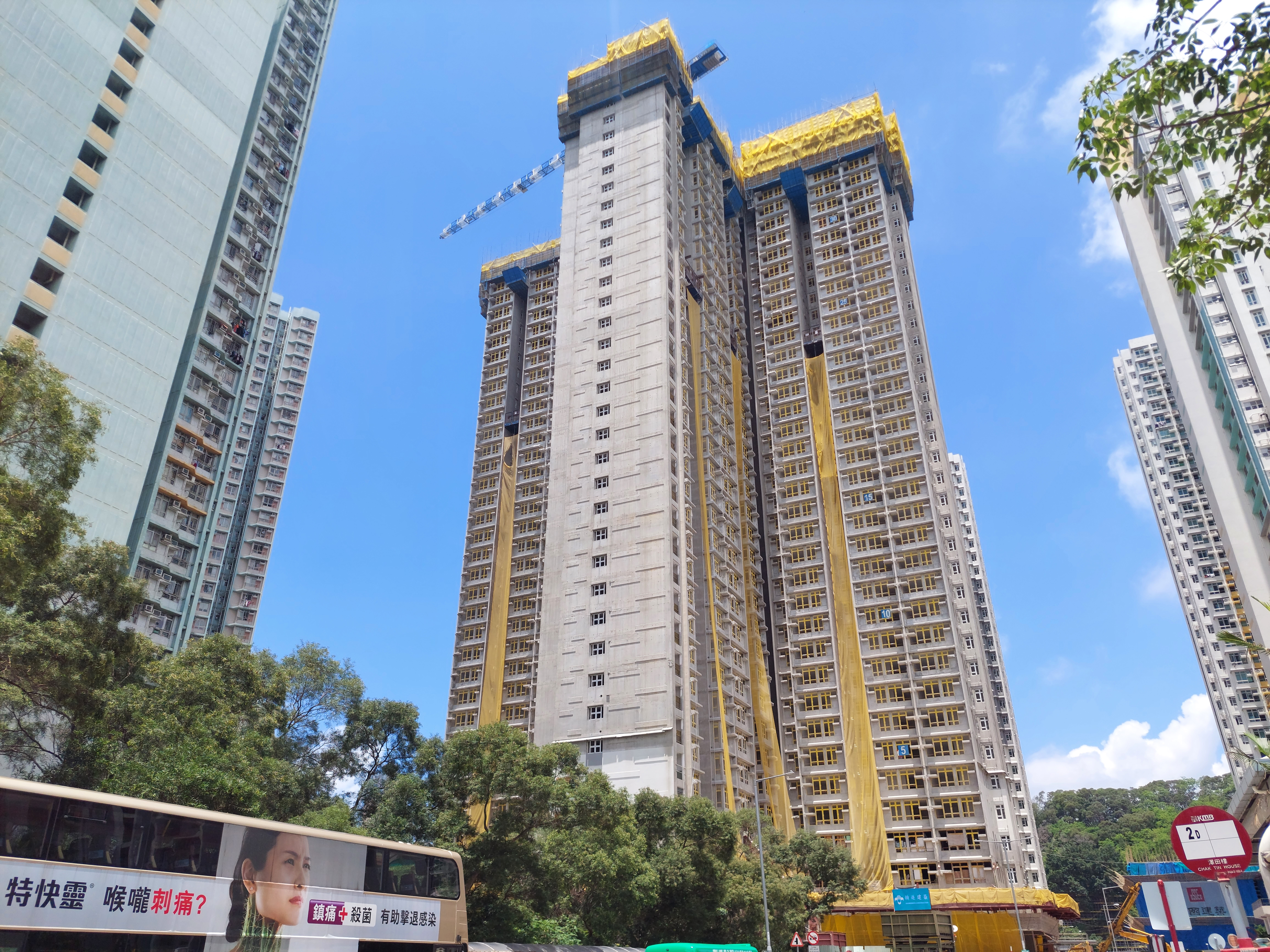
2023年5月
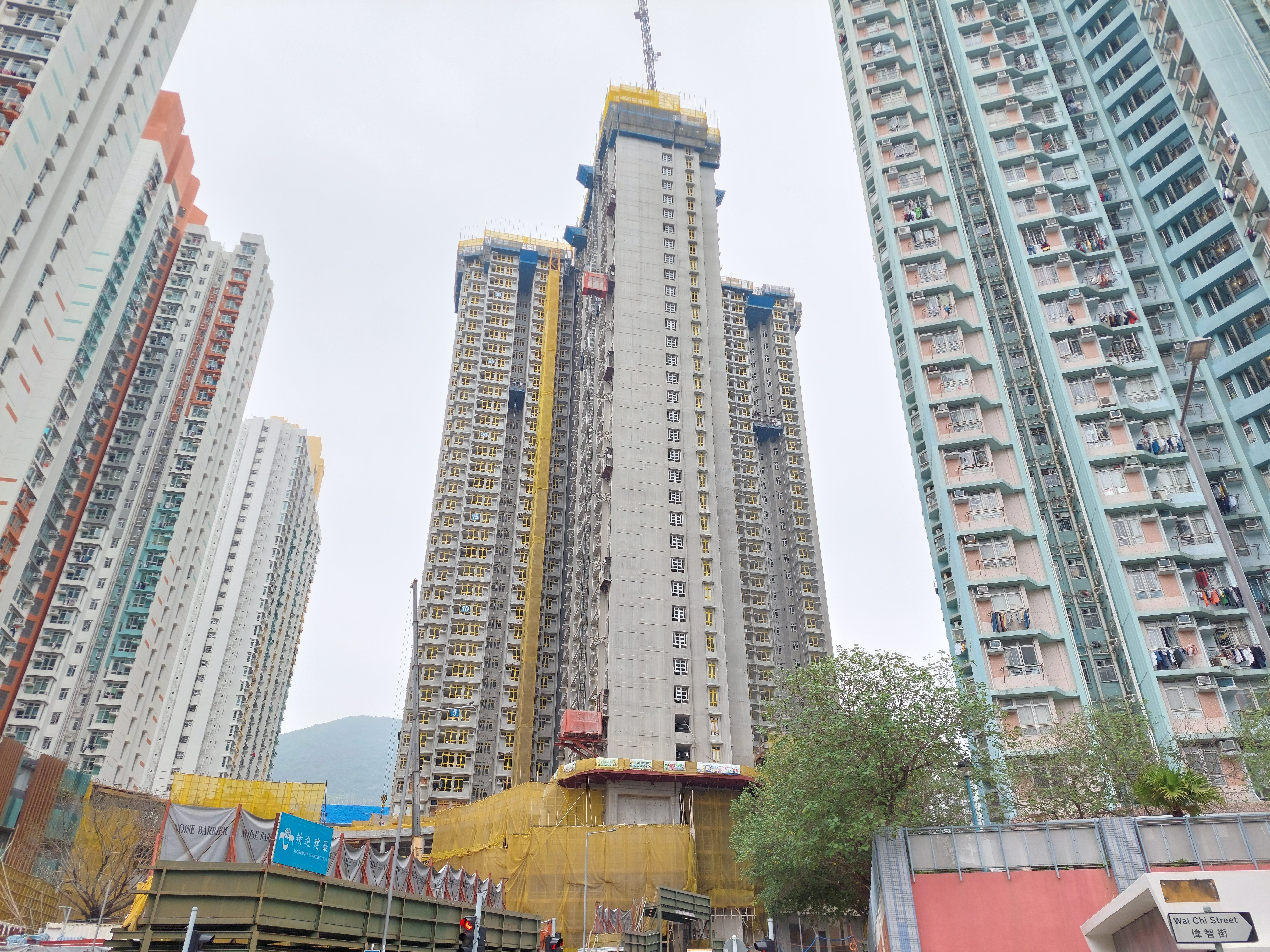
建至天台，2023年4月
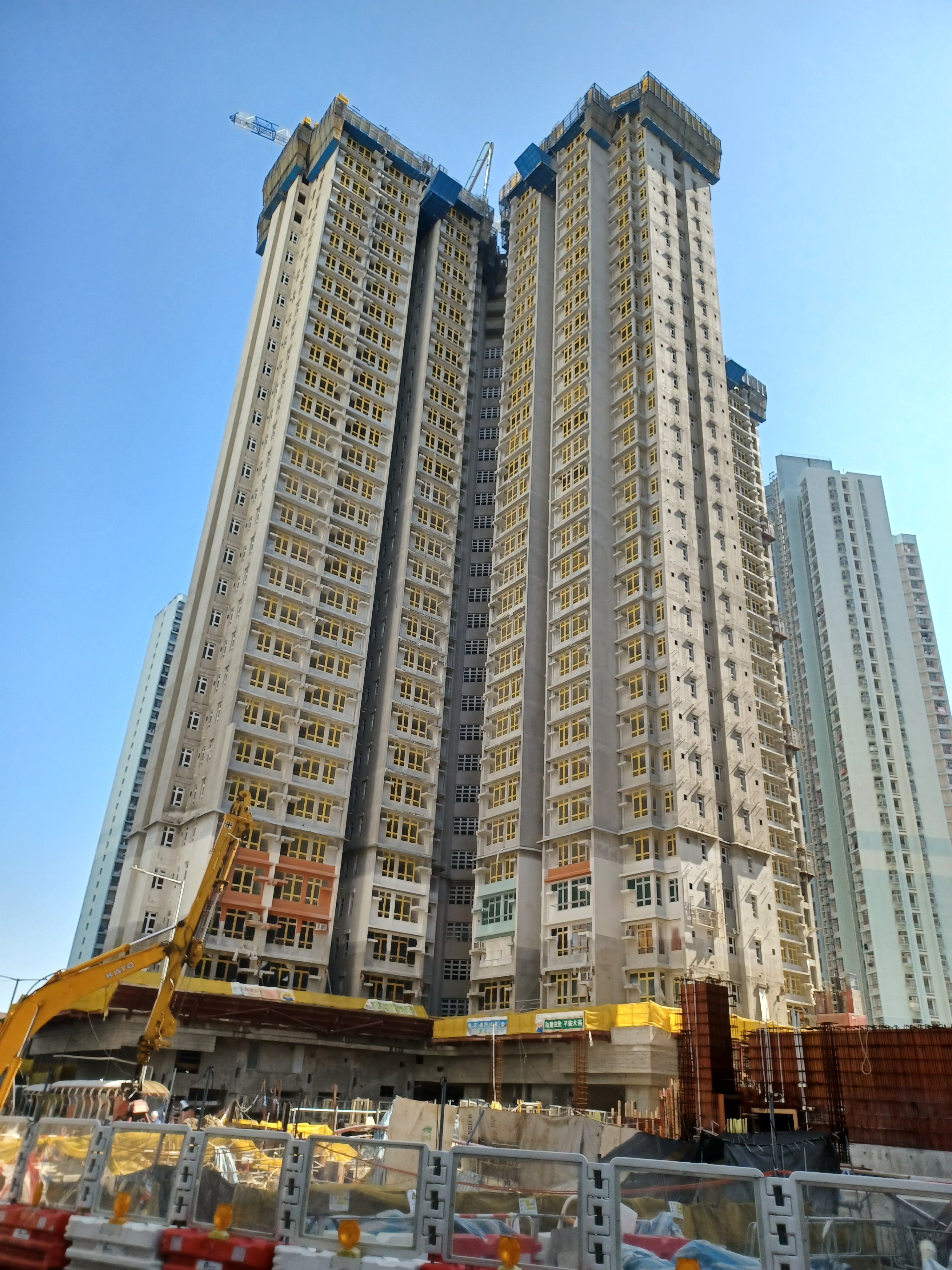
2023年1月
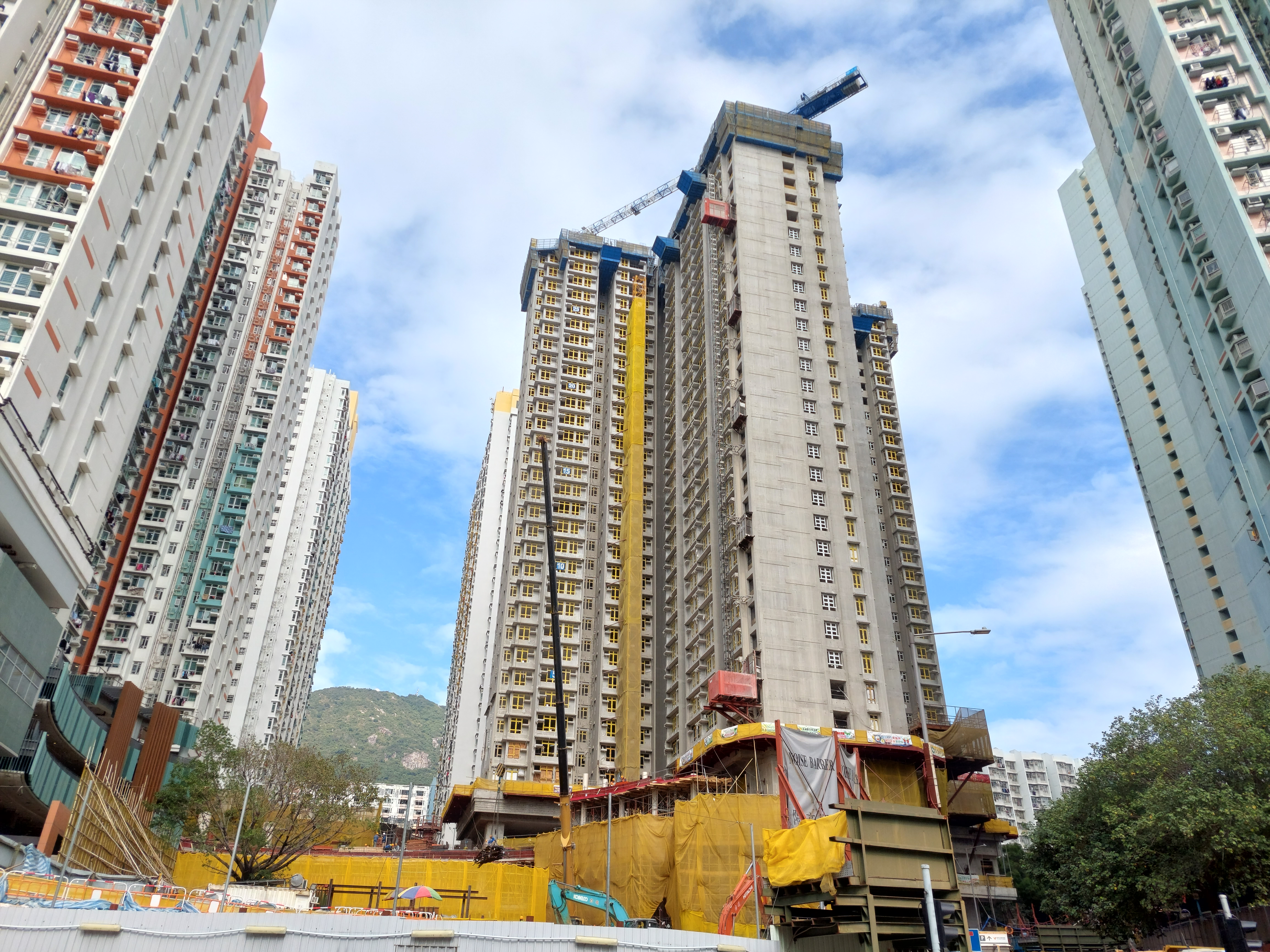
2023年1月
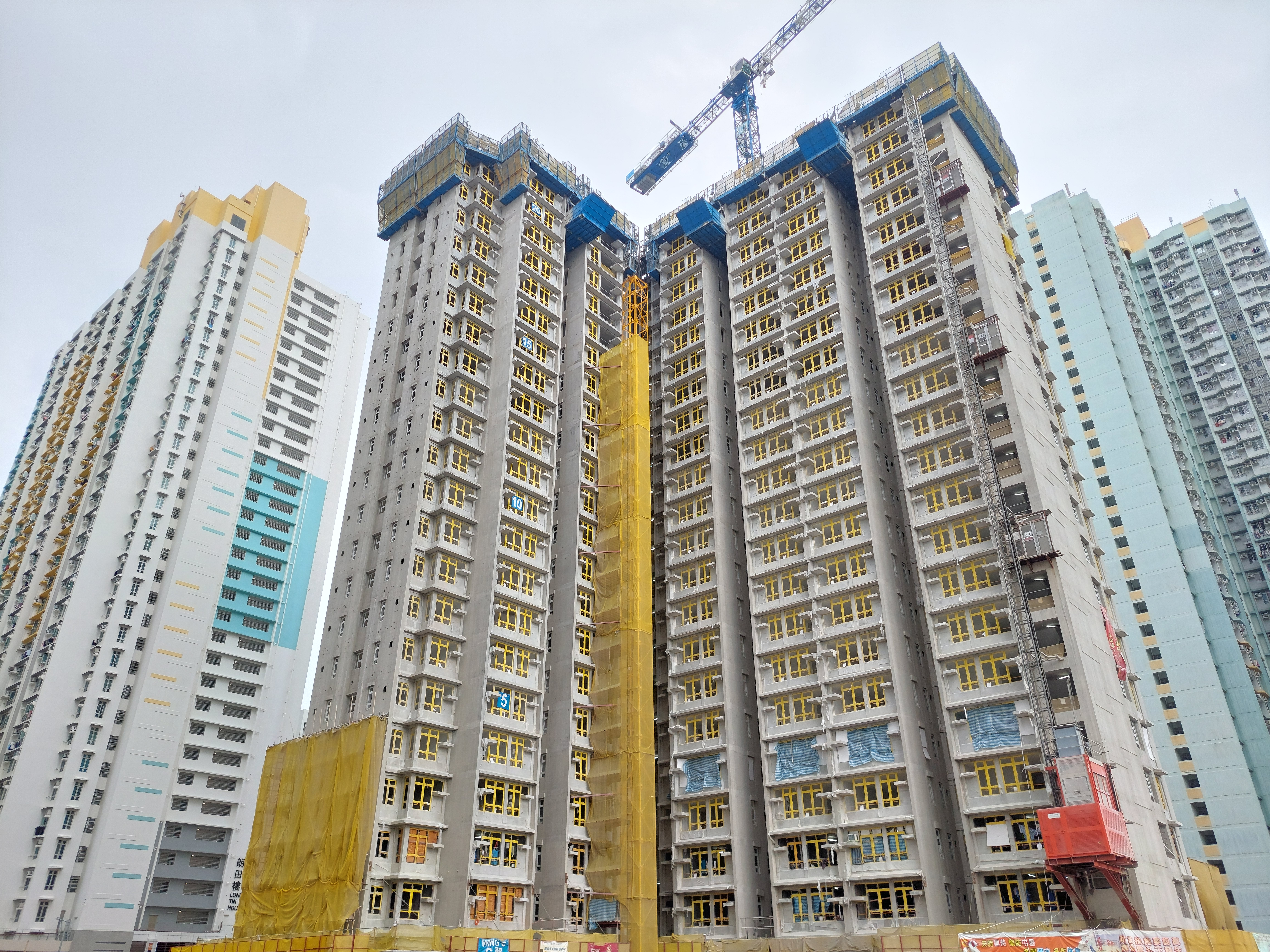
2022年11月
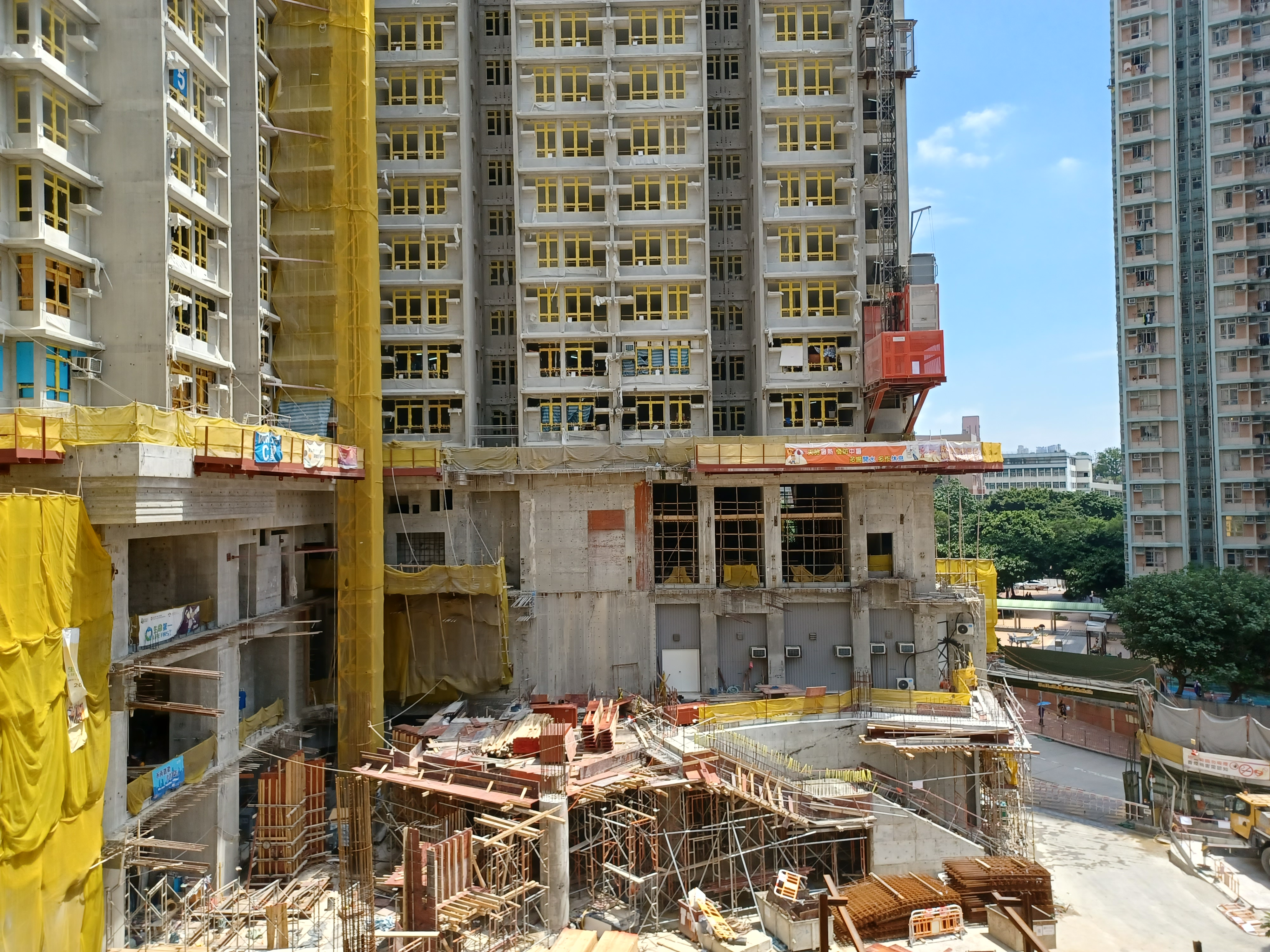
2022年9月
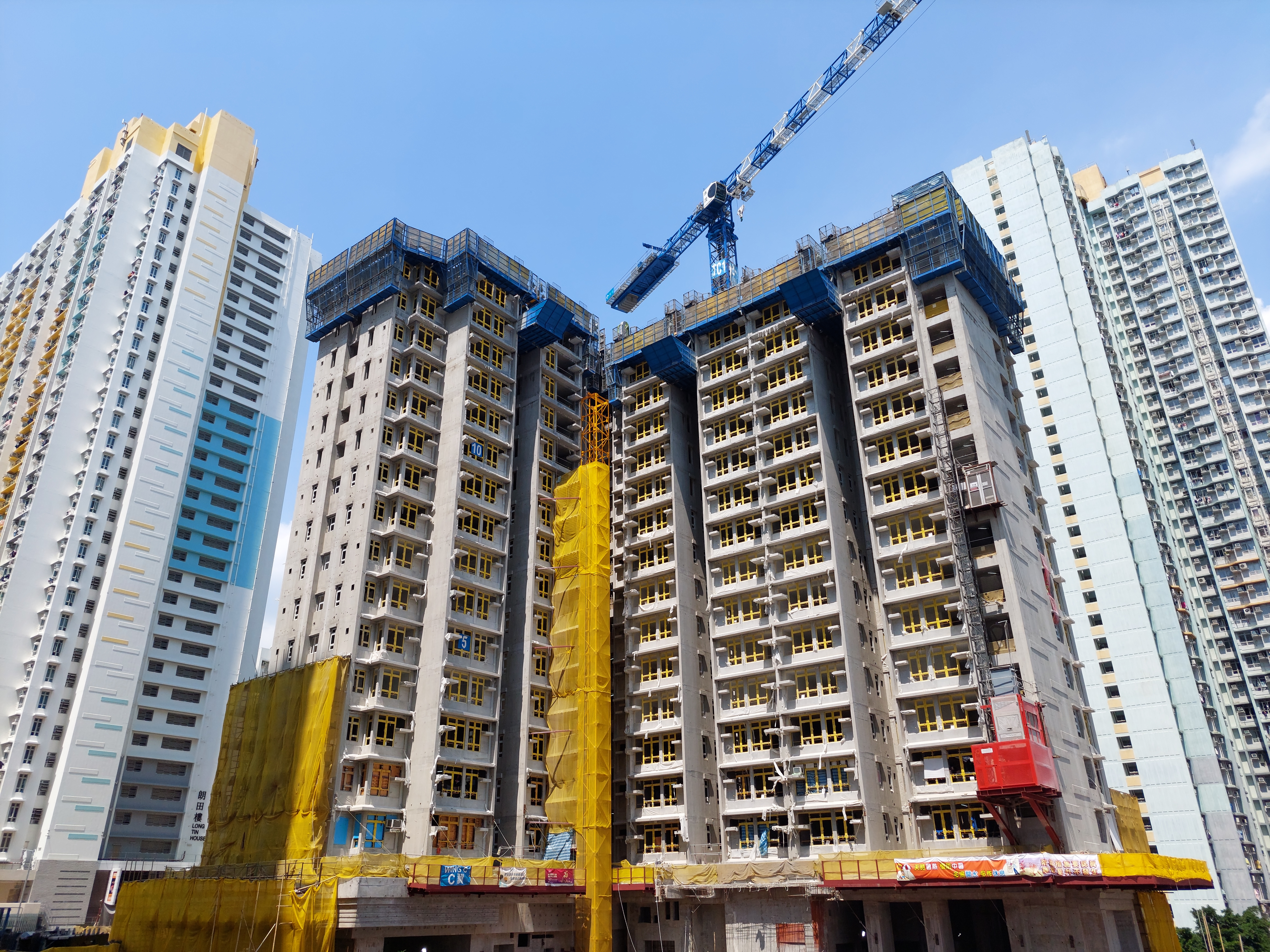
2022年7月
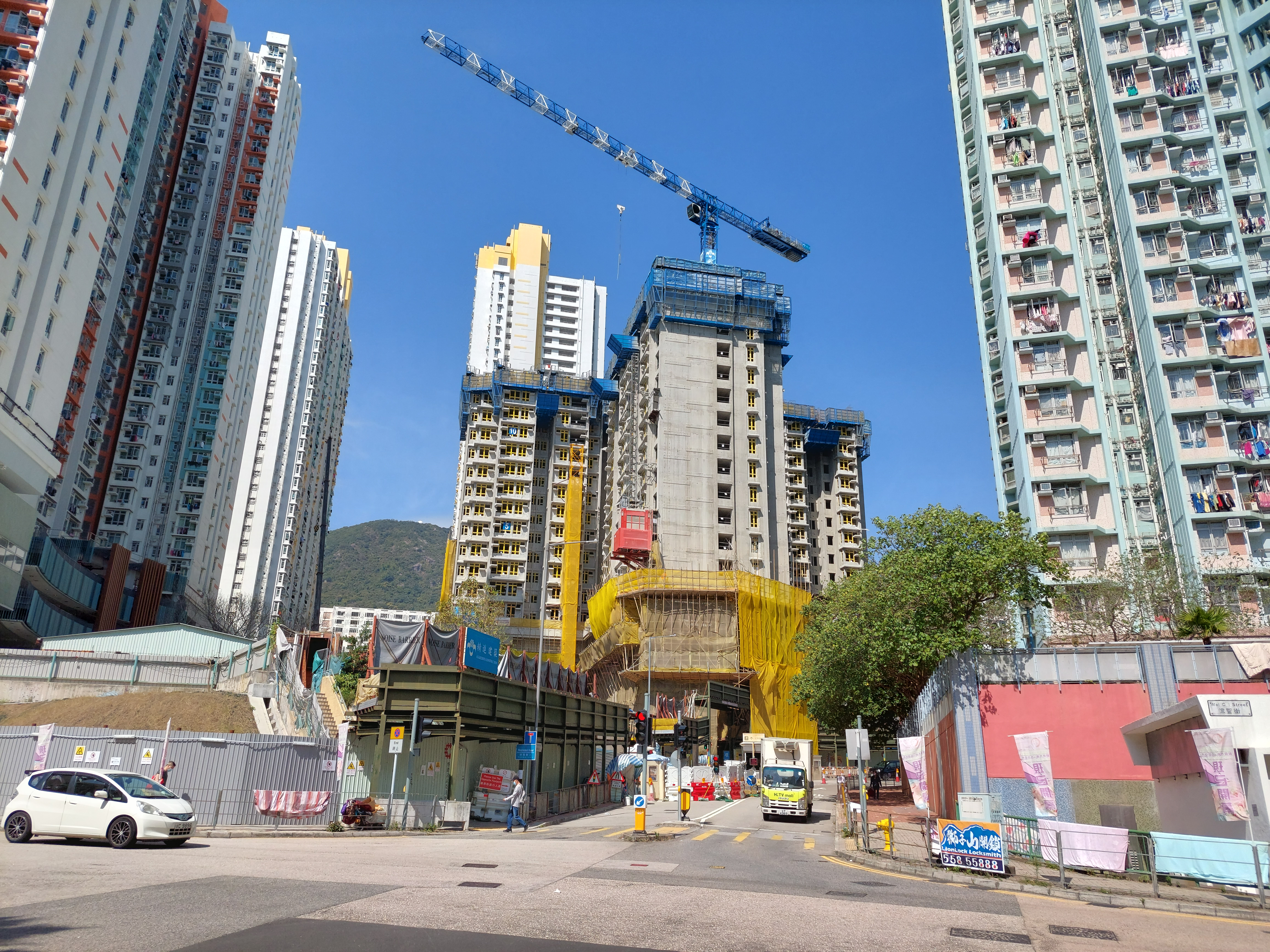
2022年3月
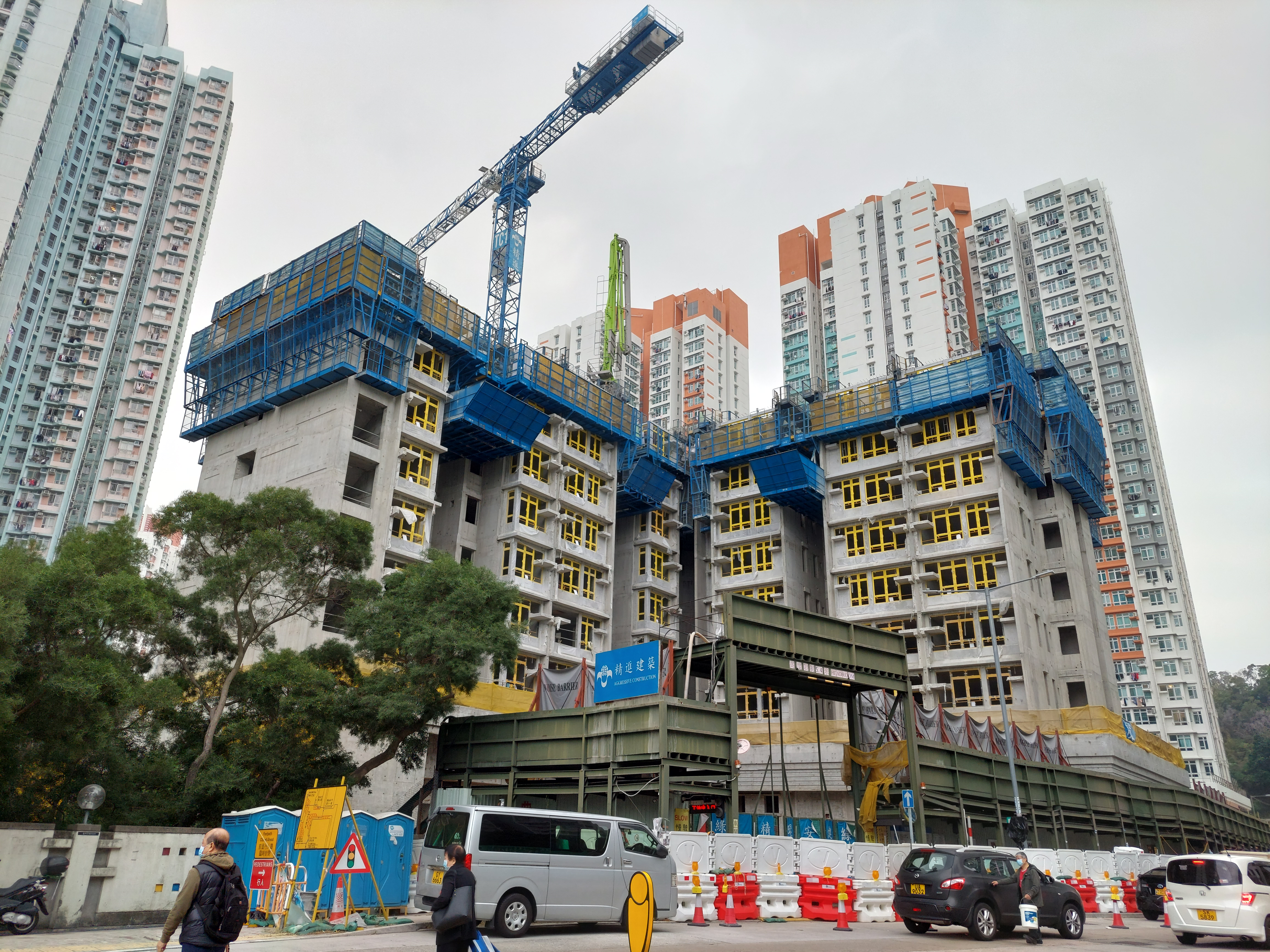
2022年1月
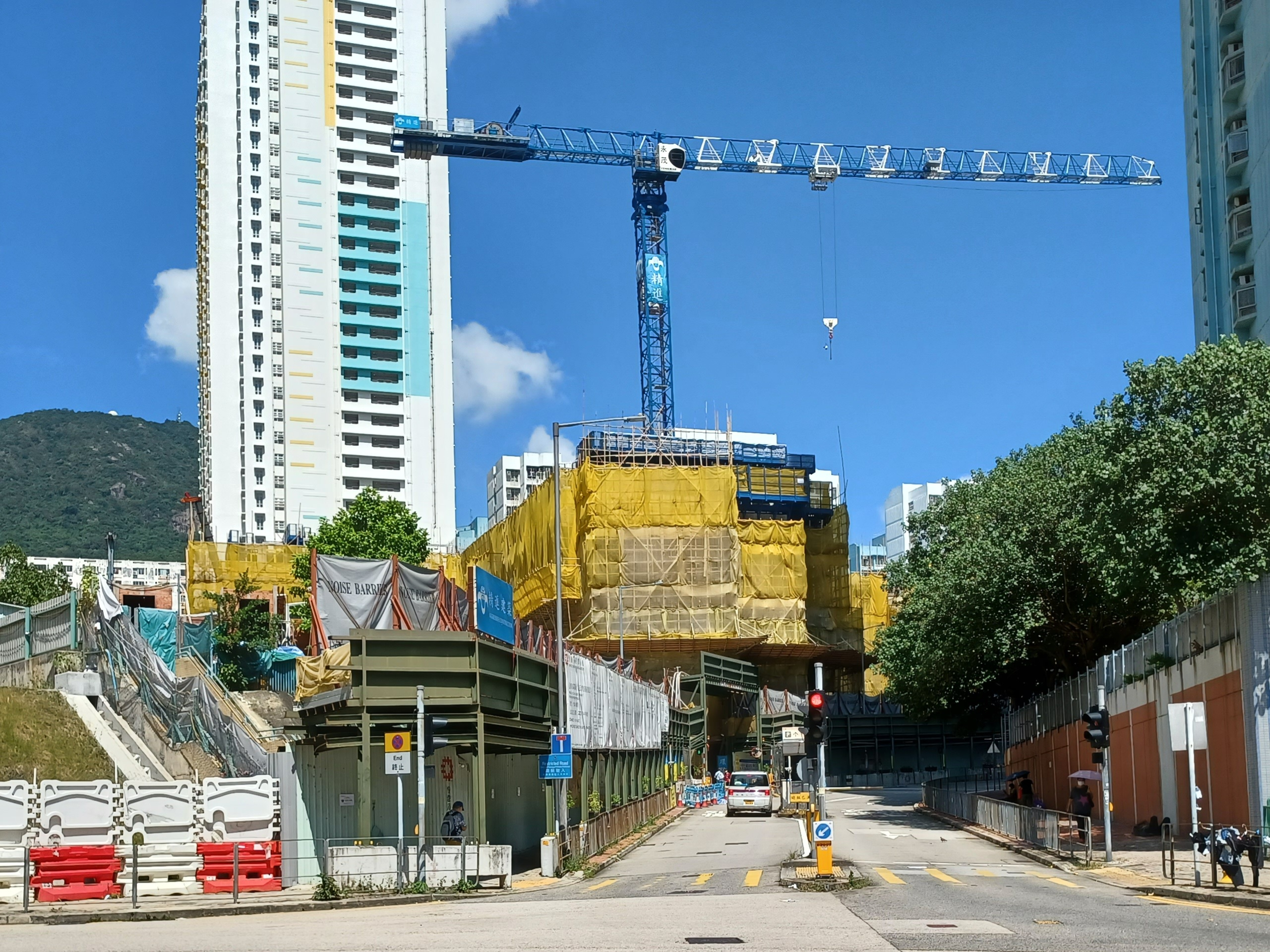
2021年10月
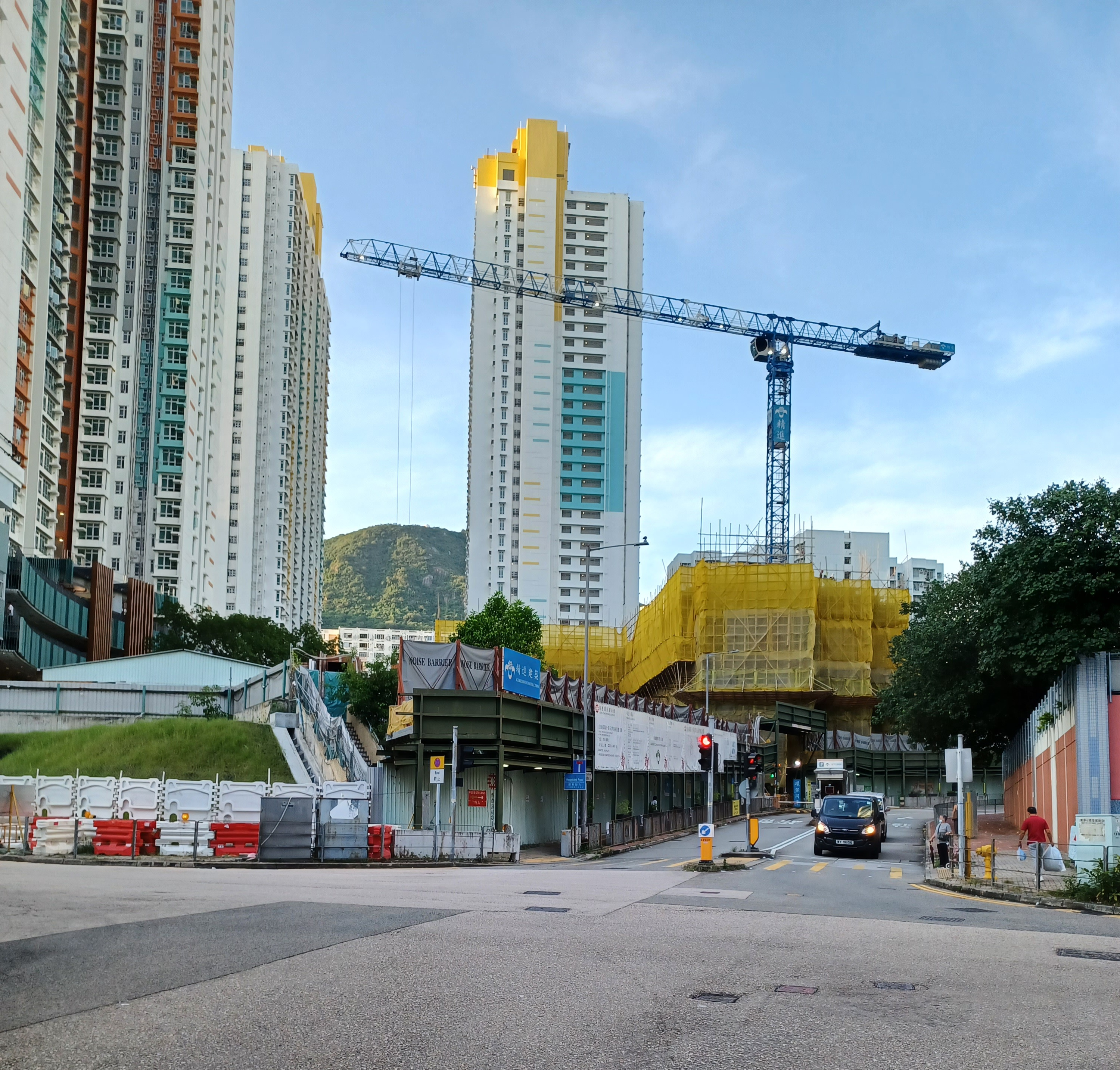
2021年8月
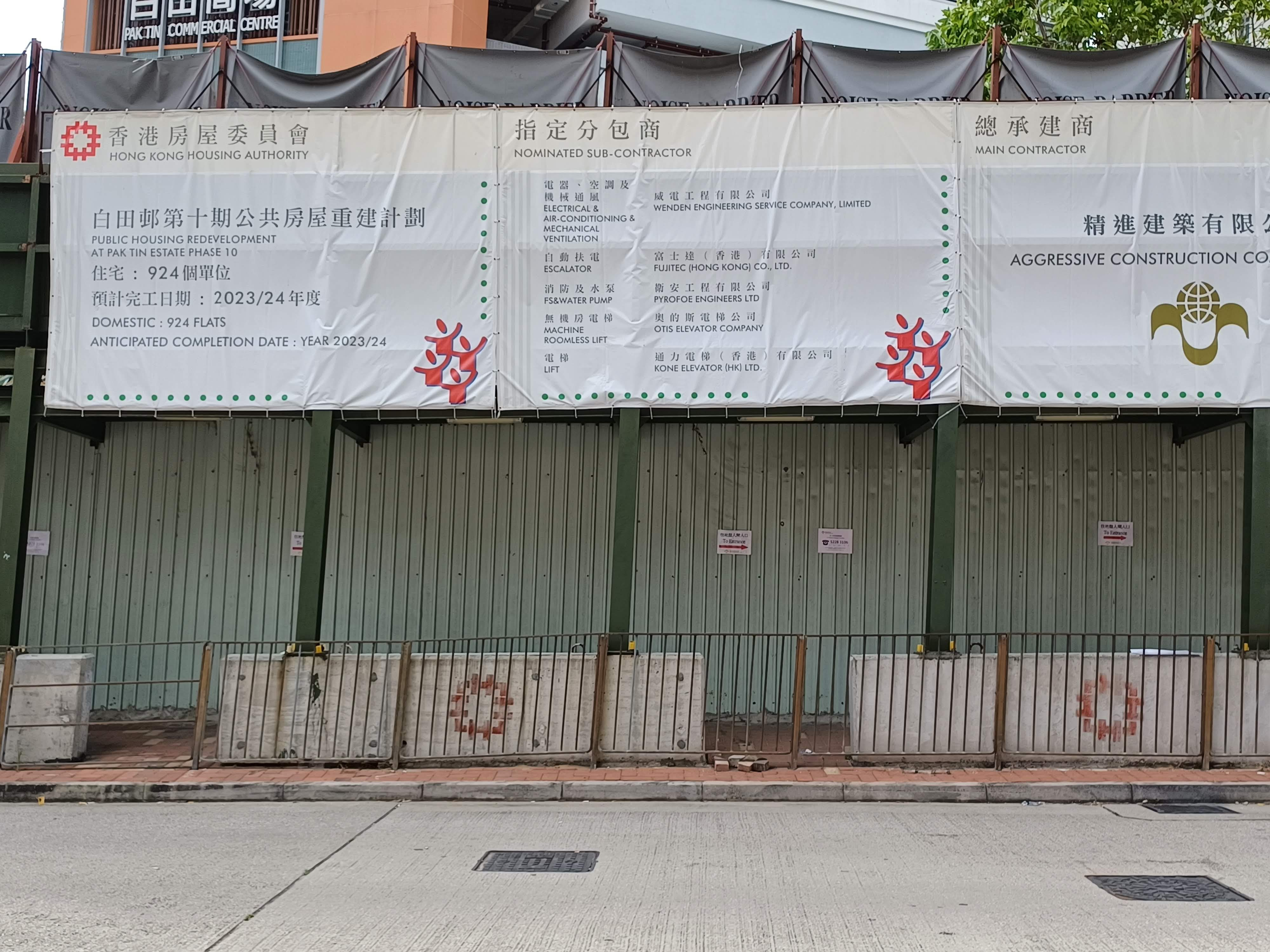
地盤的工程告示板，2021年5月（左邊部份）
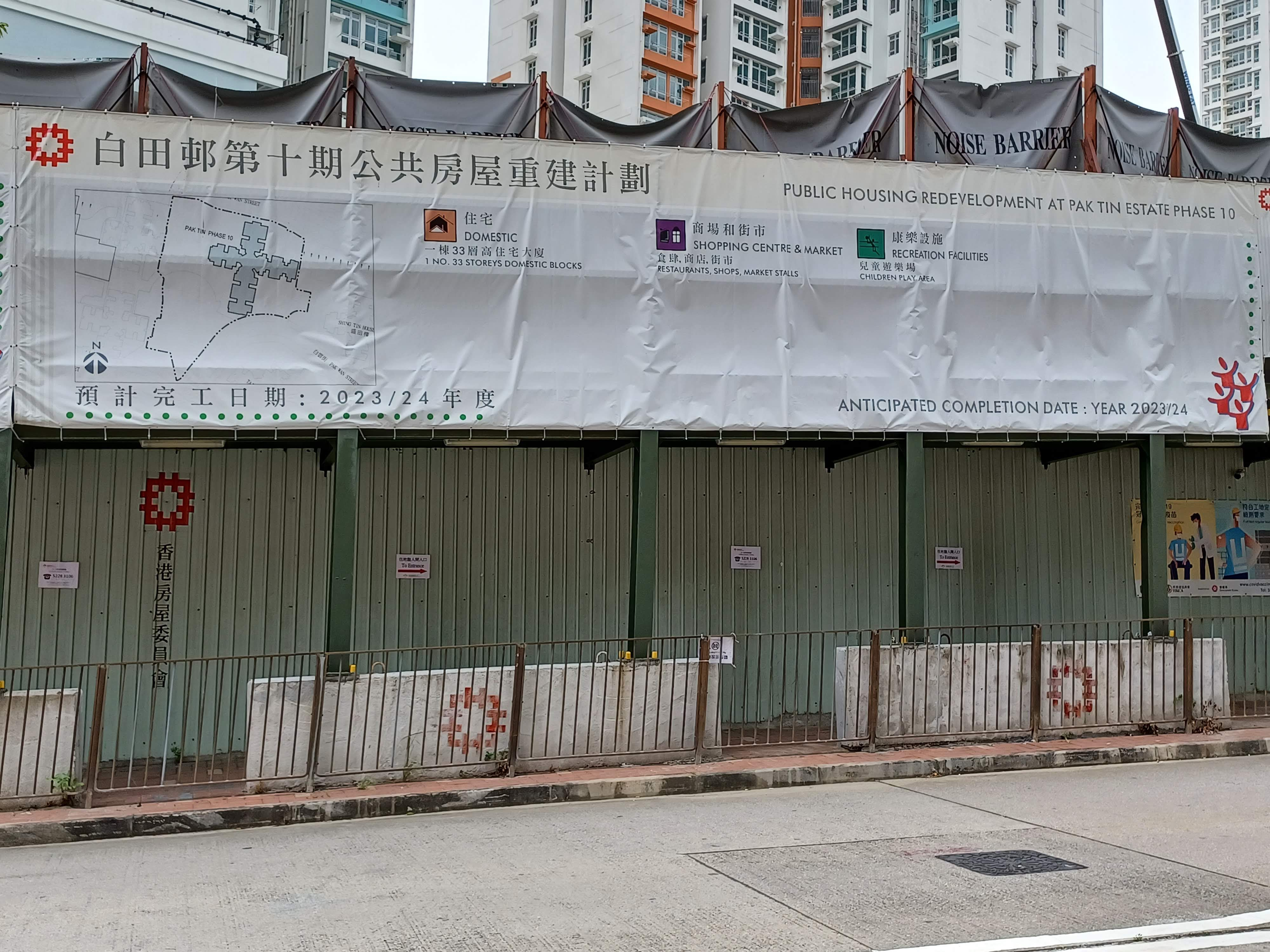
地盤的工程告示板，2021年5月（右邊部份）
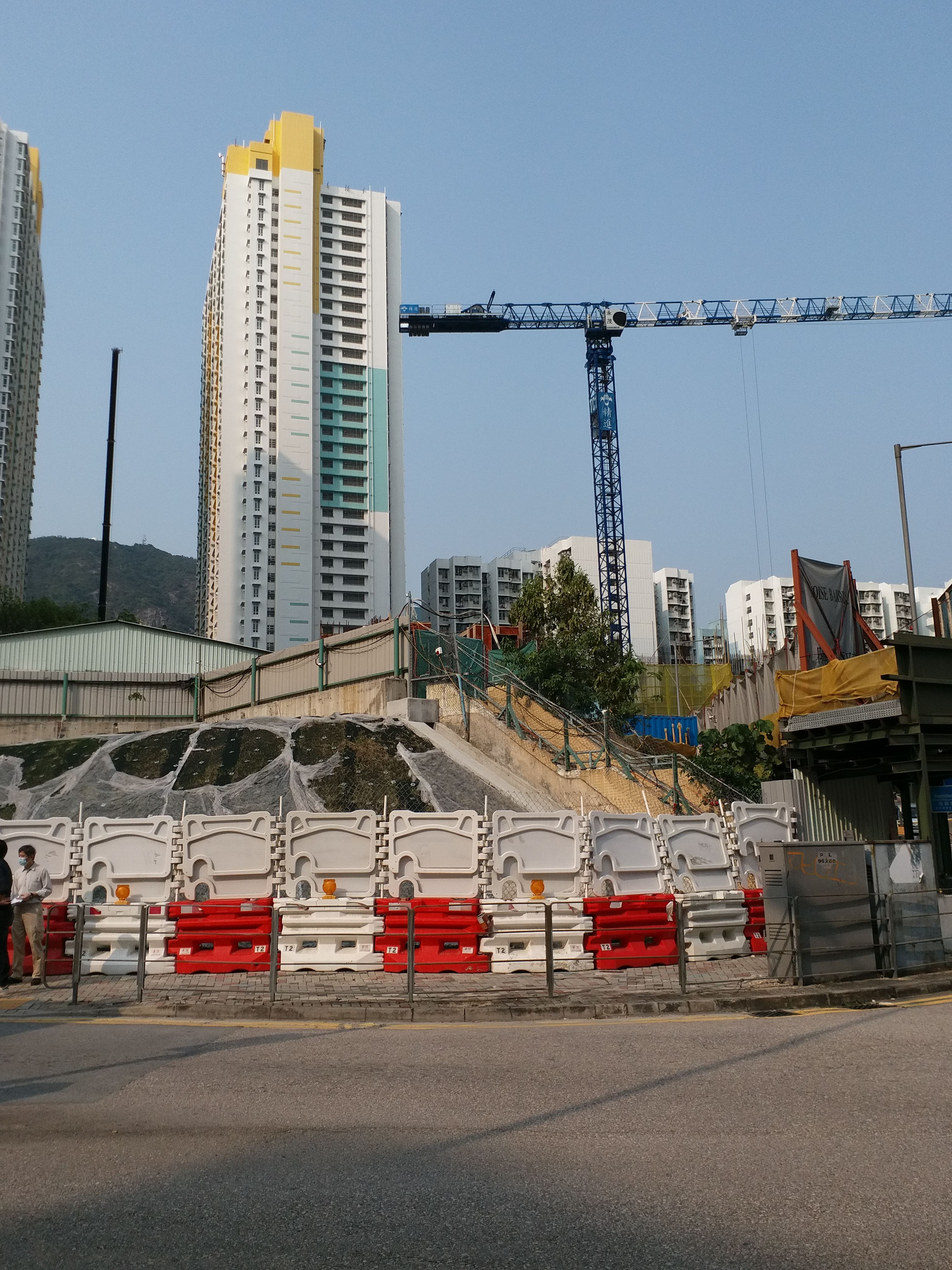
2021年3月
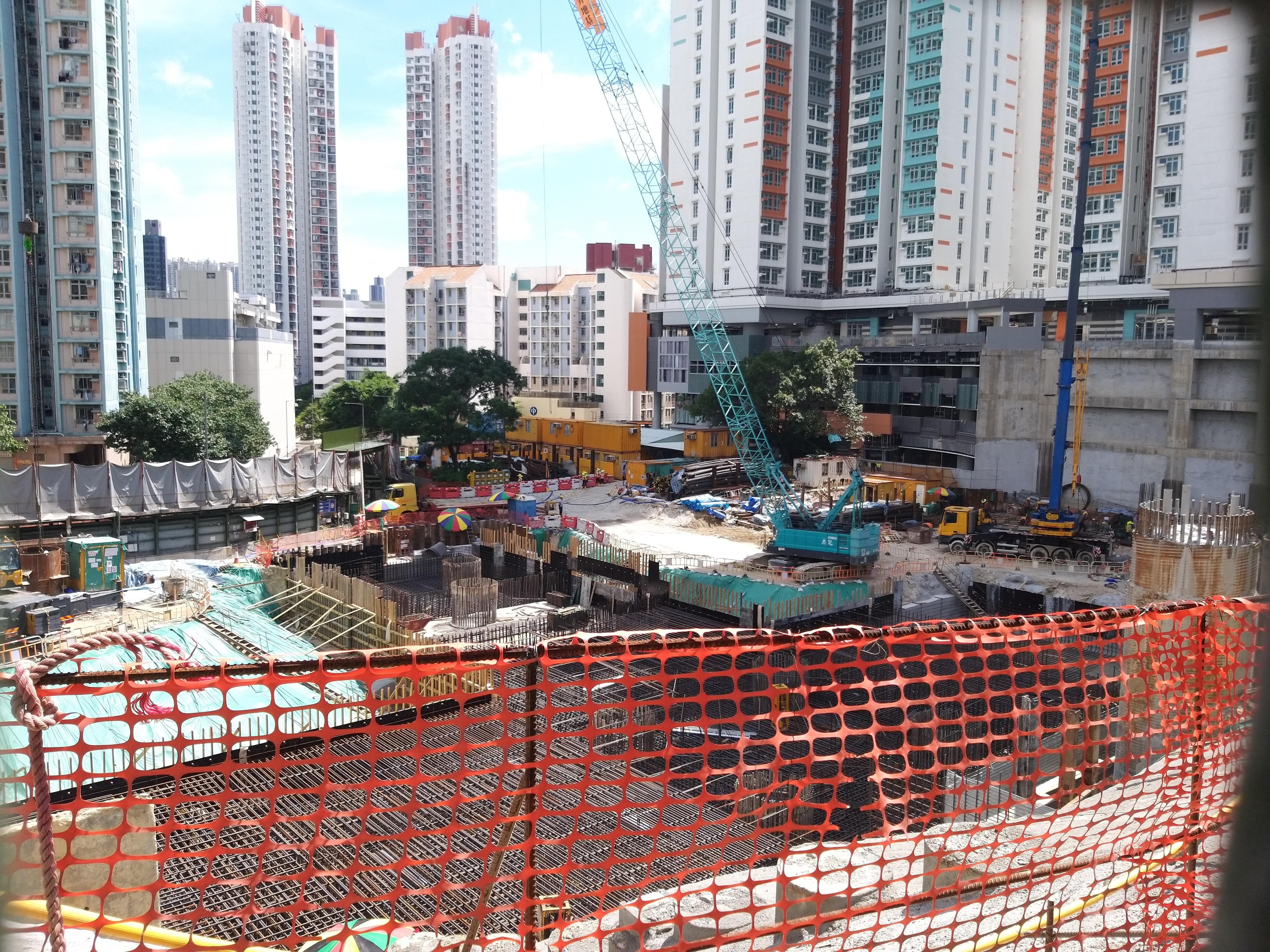
2020年7月
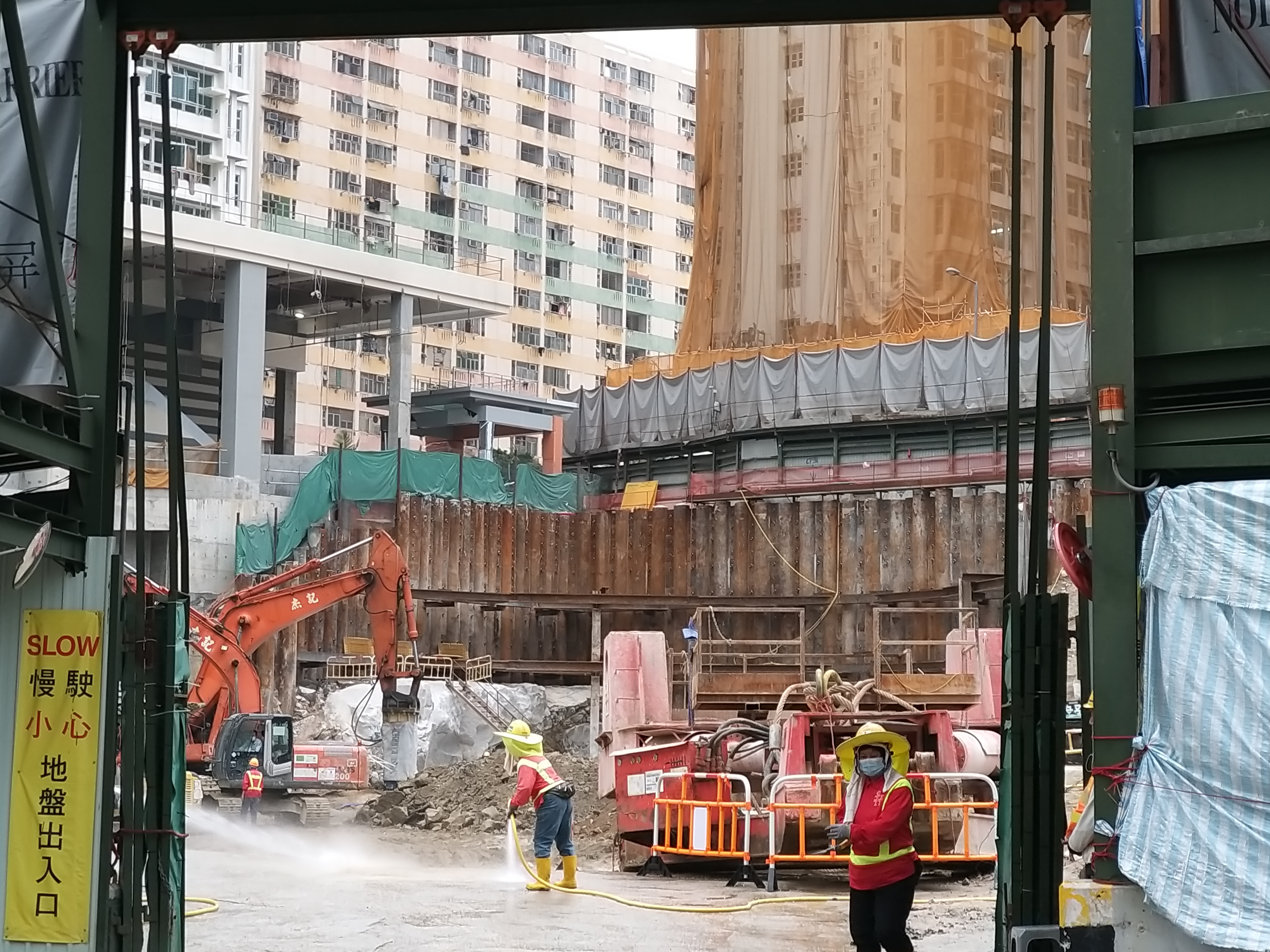
2020年4月
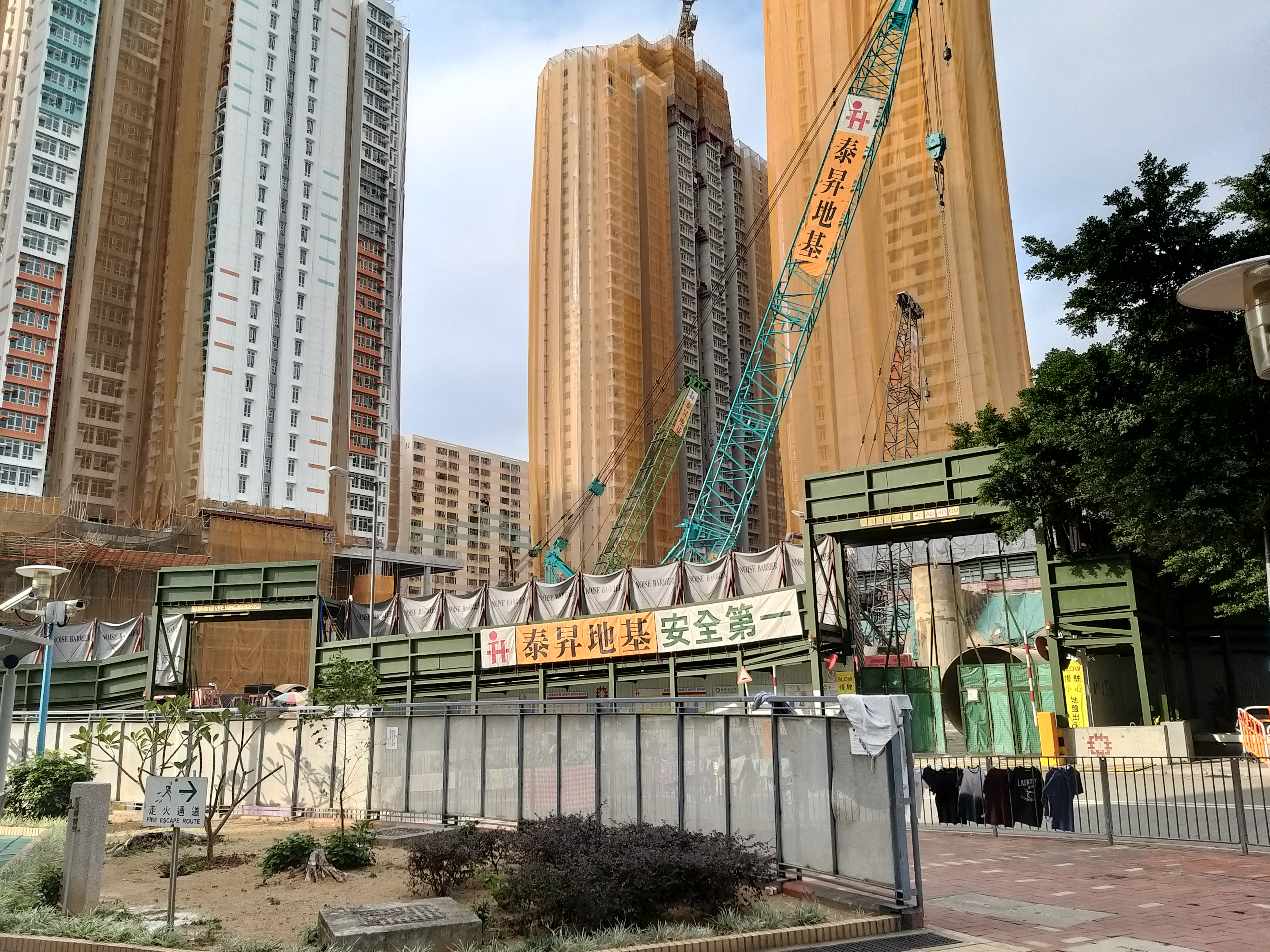
2020年1月

#### 重建第十一期

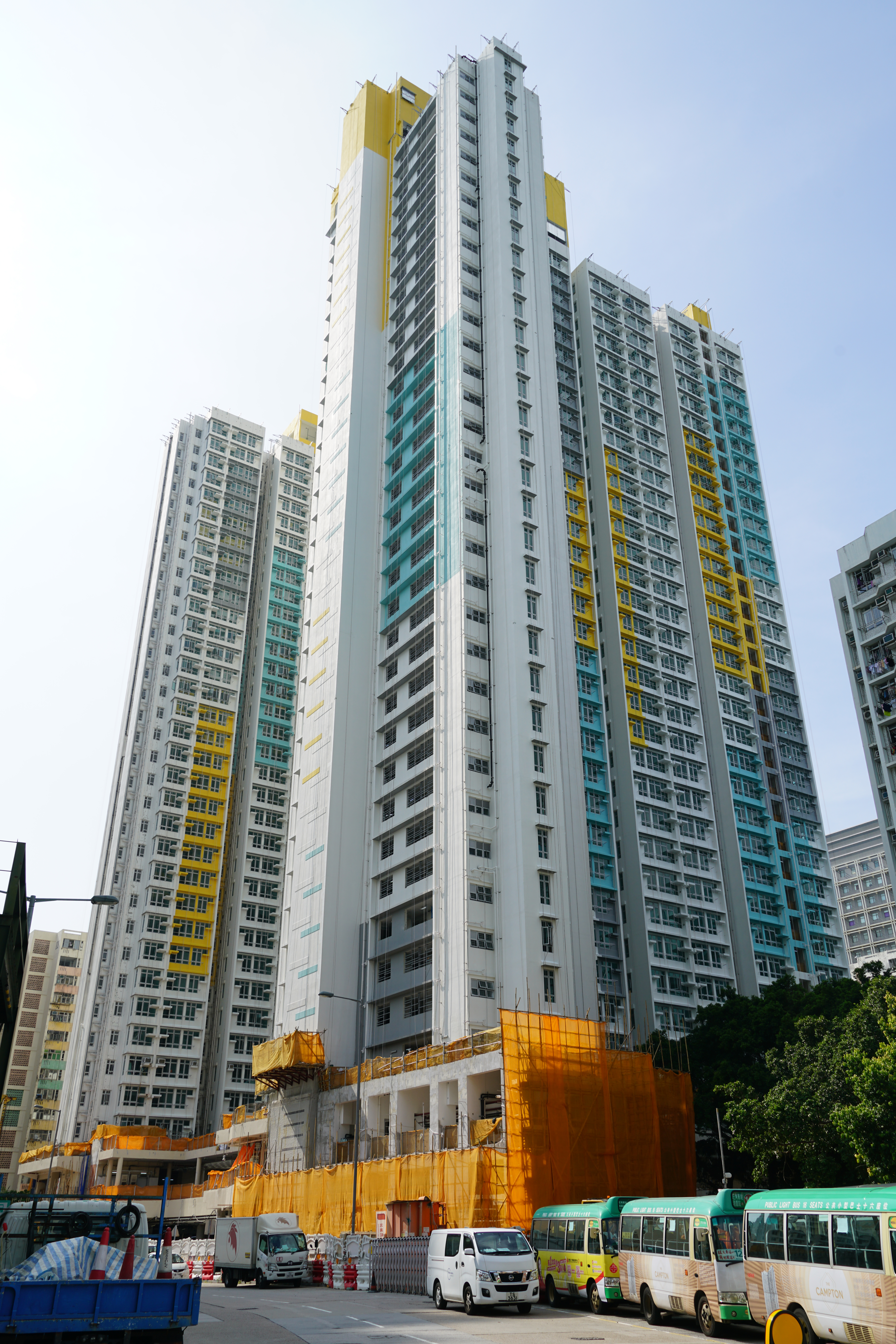
白田邨清田樓、朗田樓（2020年8月）
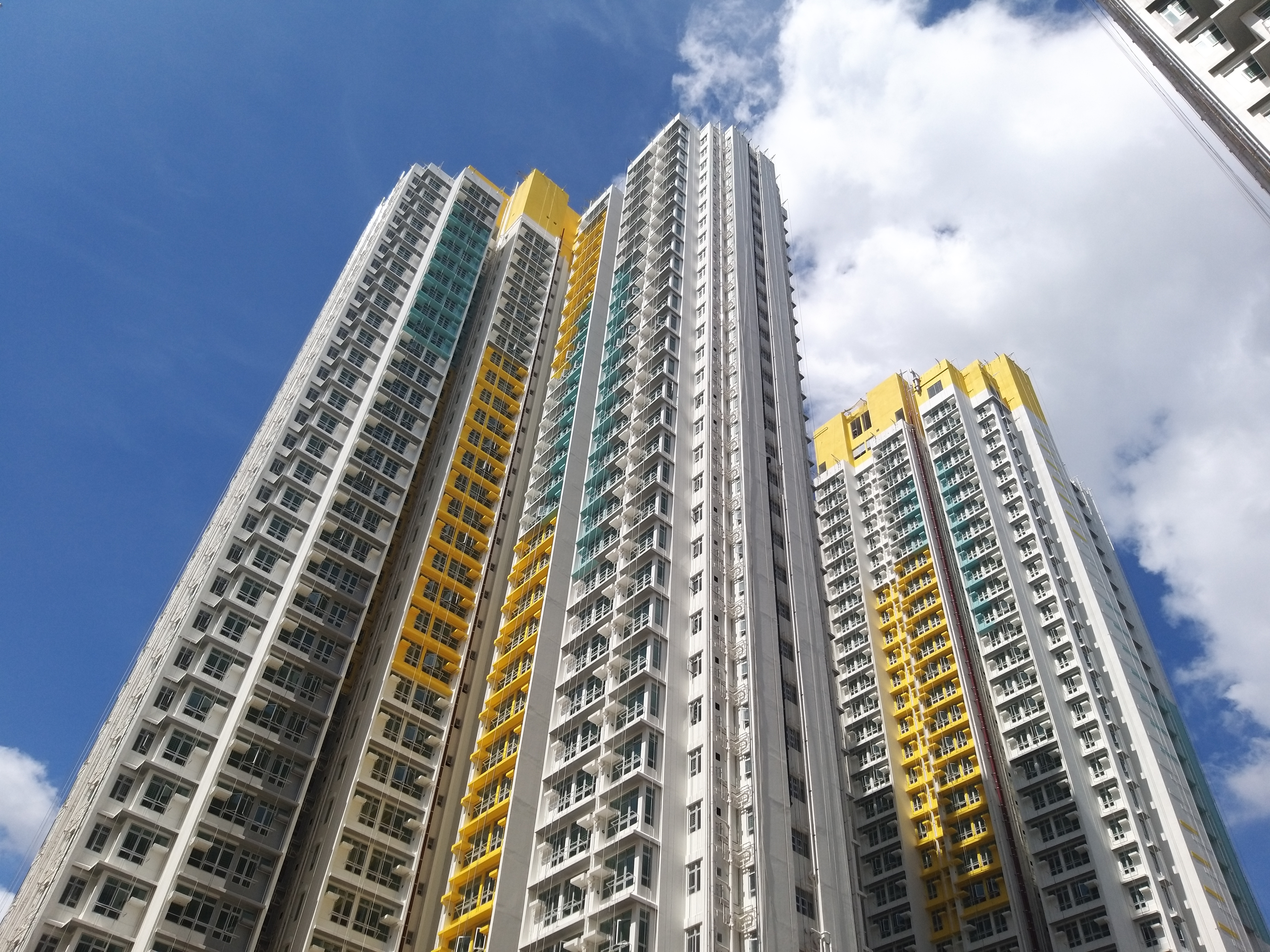
白田邨11期西南面（2020年7月）
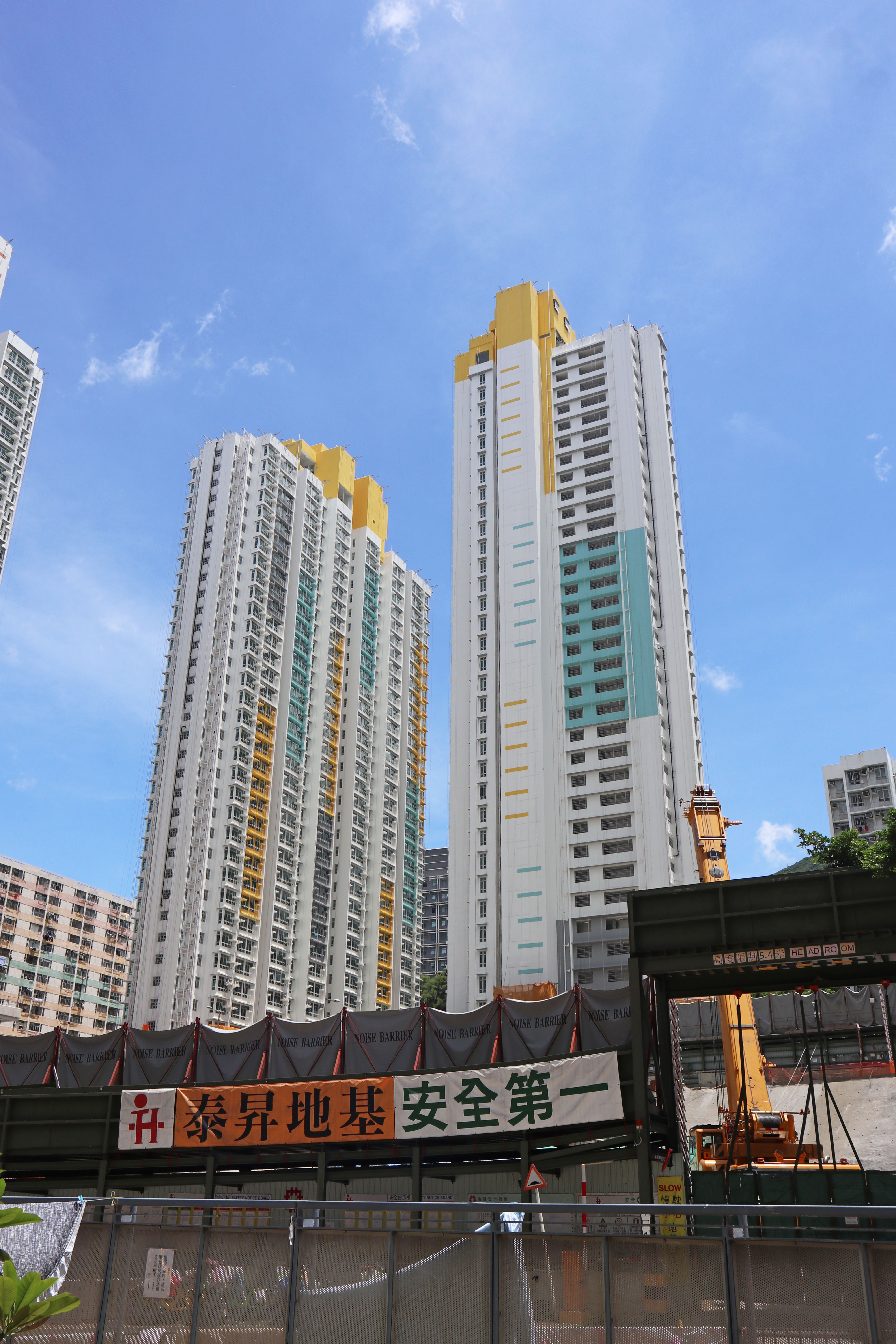
白田邨清田樓、朗田樓（2020年6月）
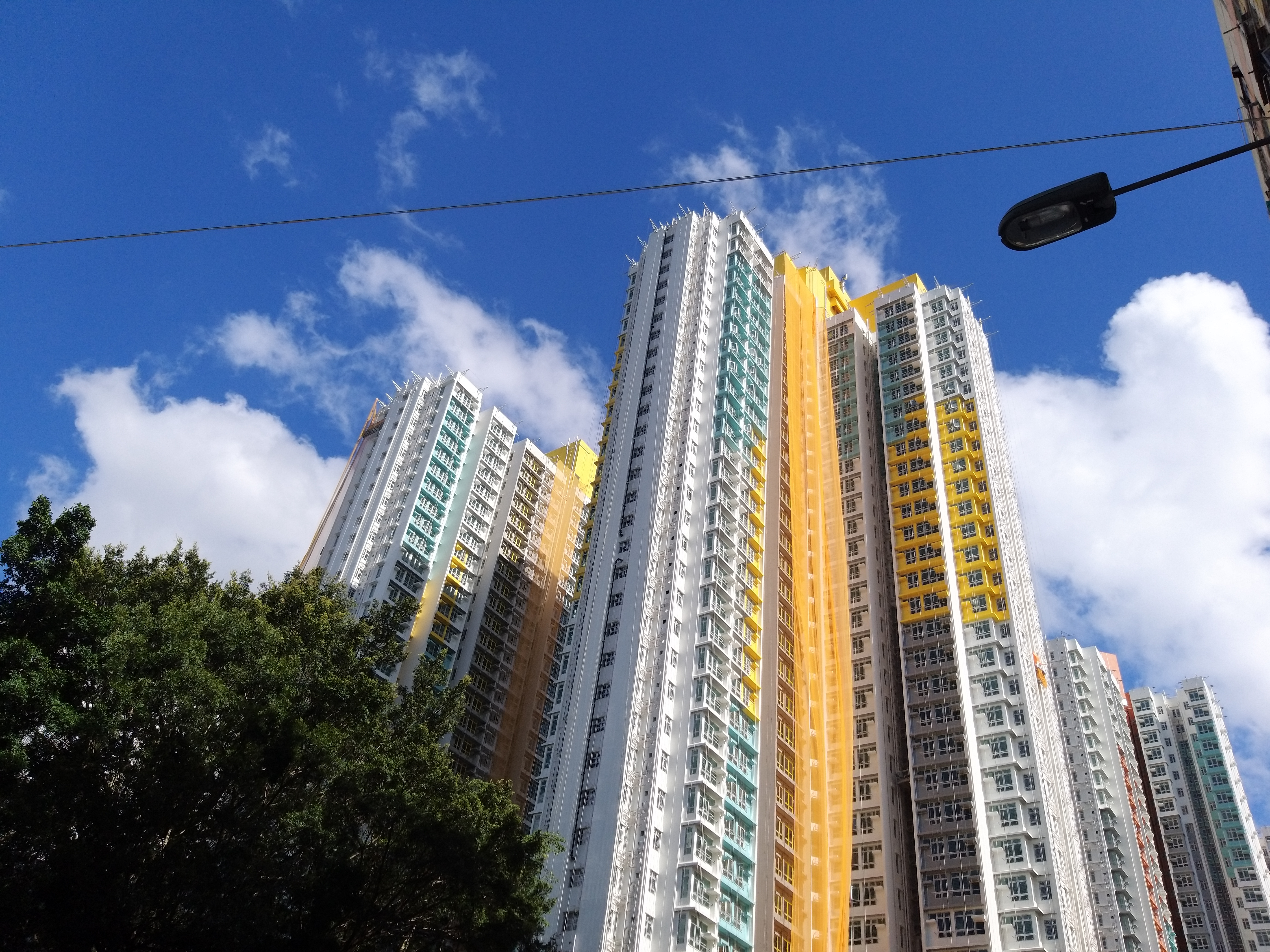
白田邨清田樓、朗田樓北面（2020年6月）
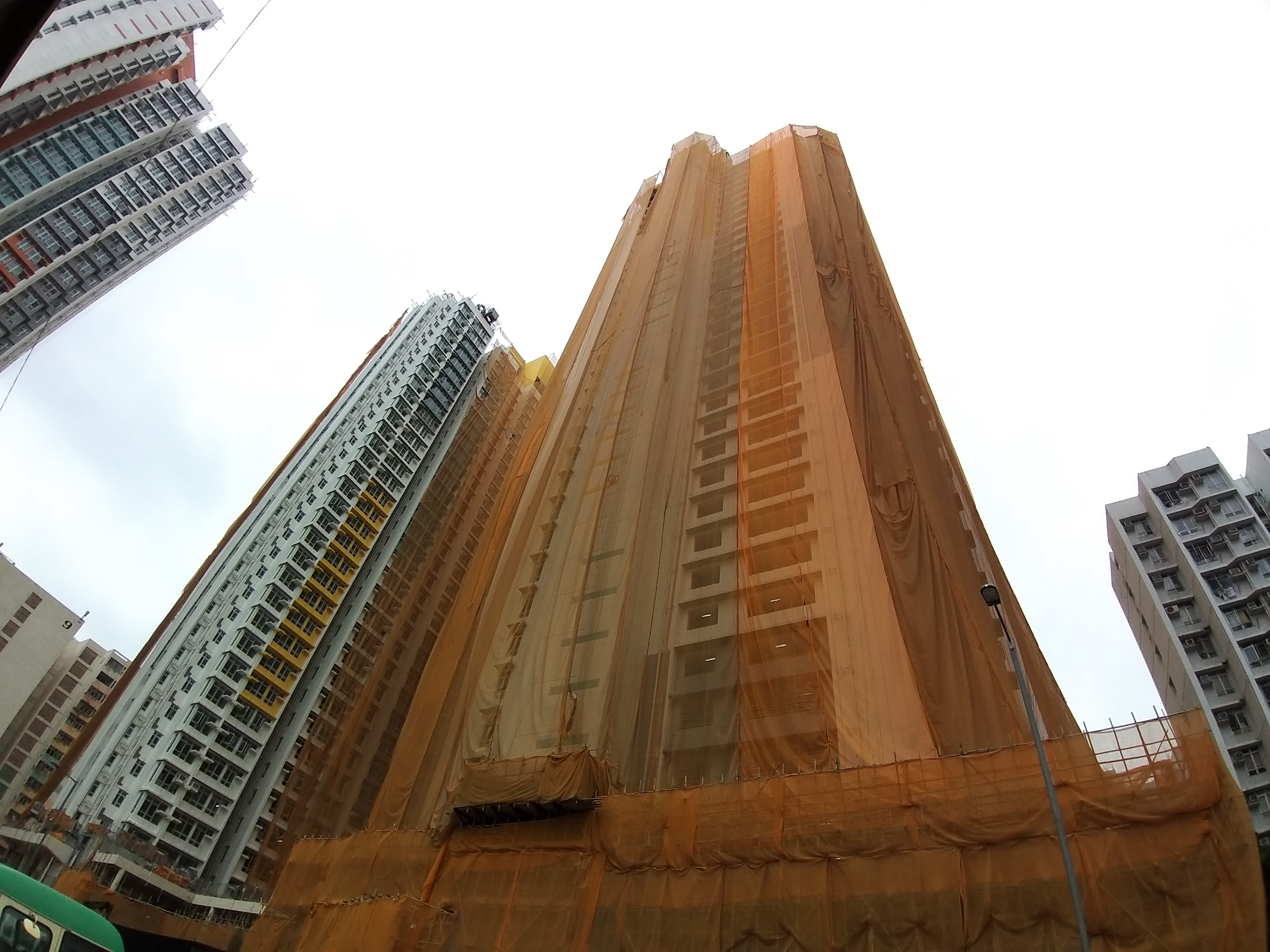
白田邨清田樓及朗田樓南面（2020年5月）
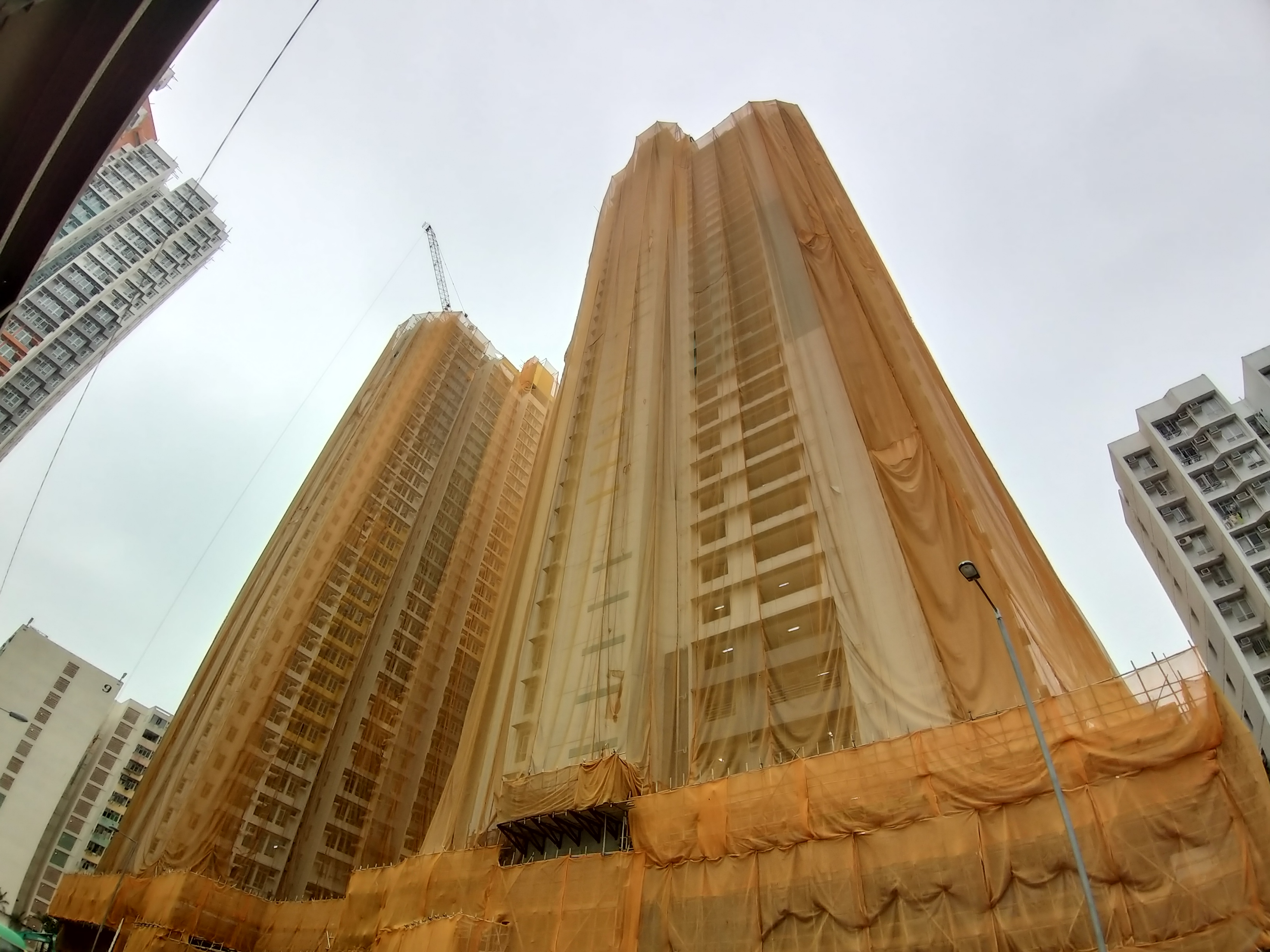
從白雲街看白田邨清田樓及朗田樓（2020年4月）
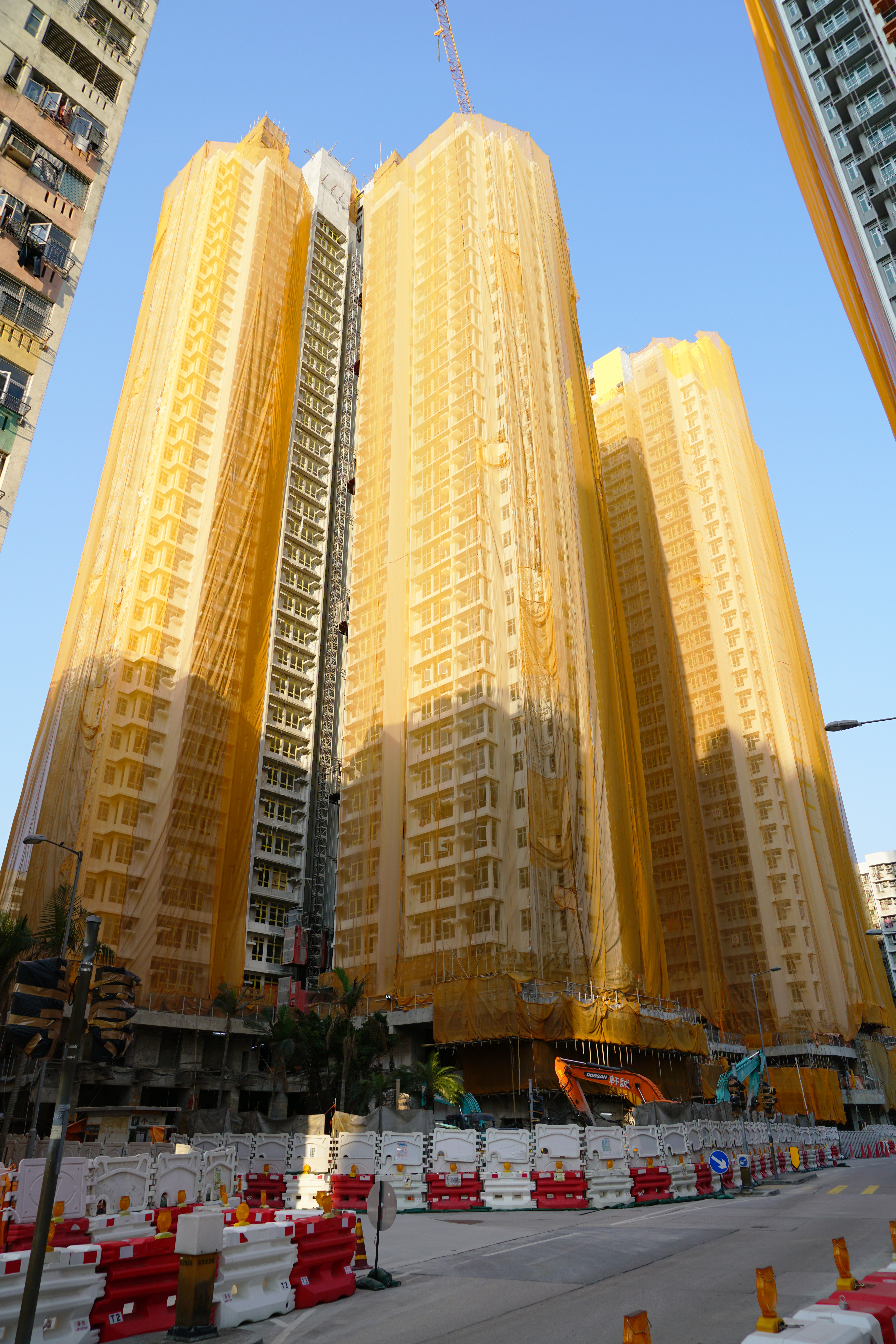
2020年3月
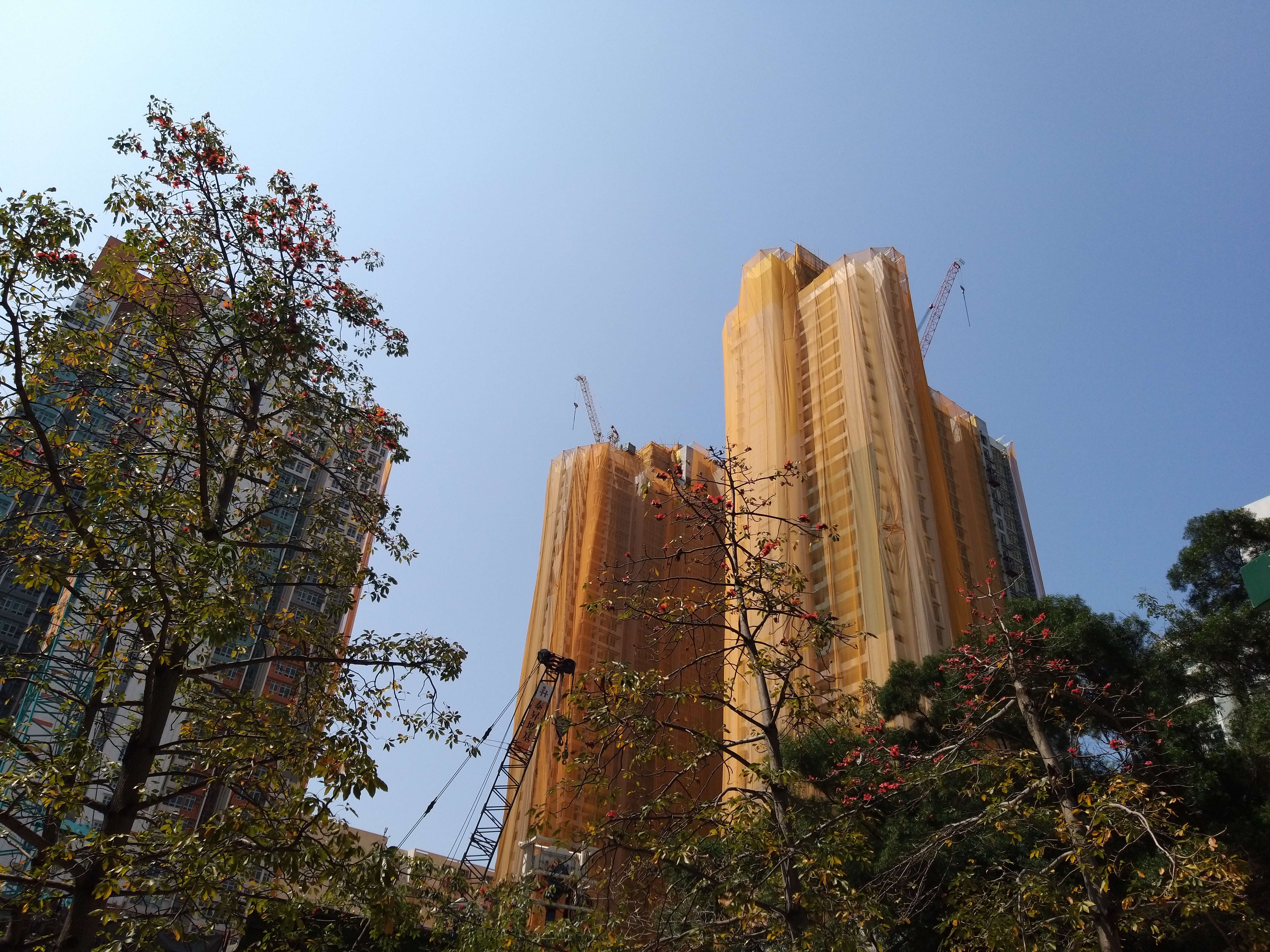
2020年3月
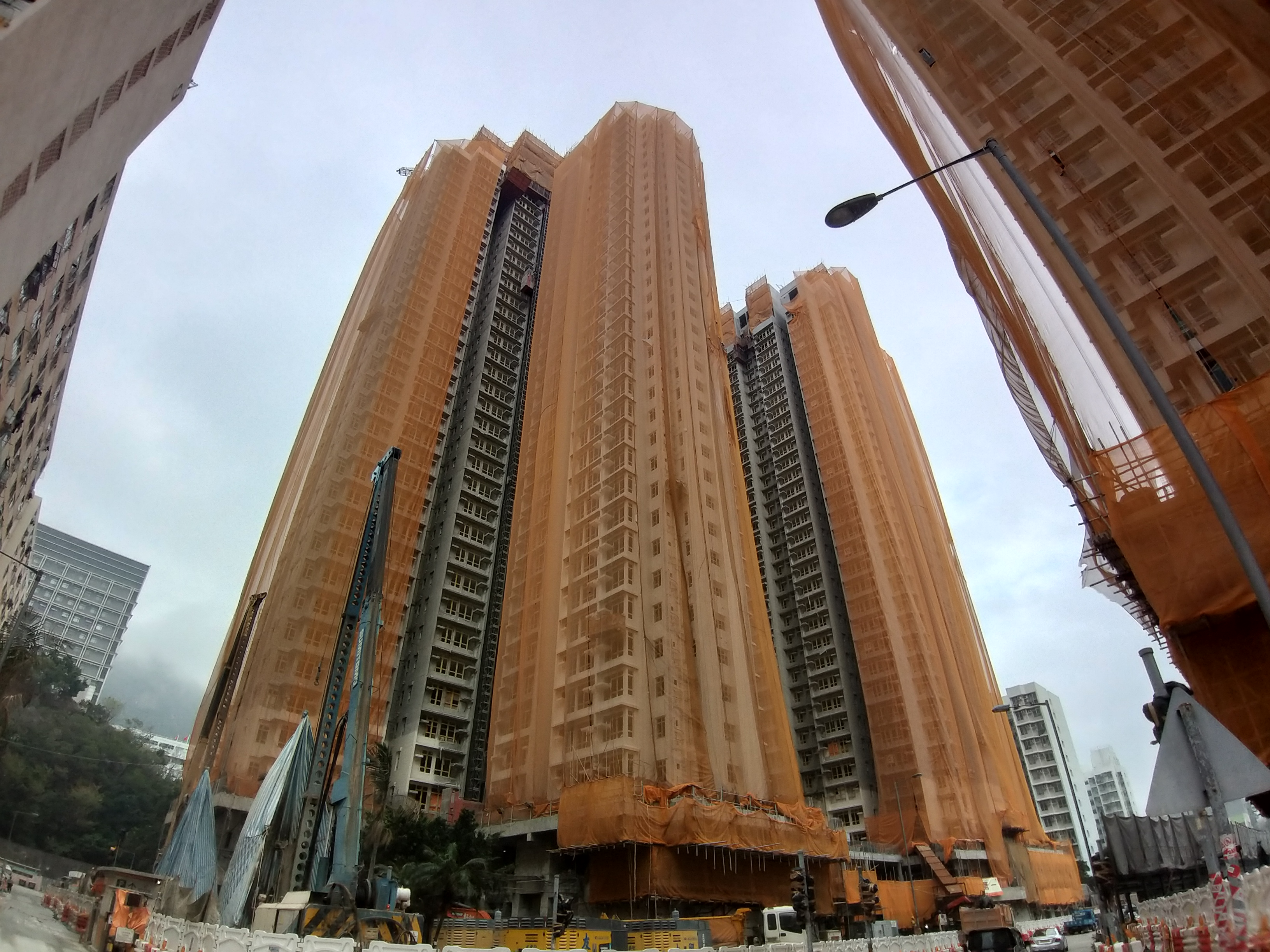
2020年2月
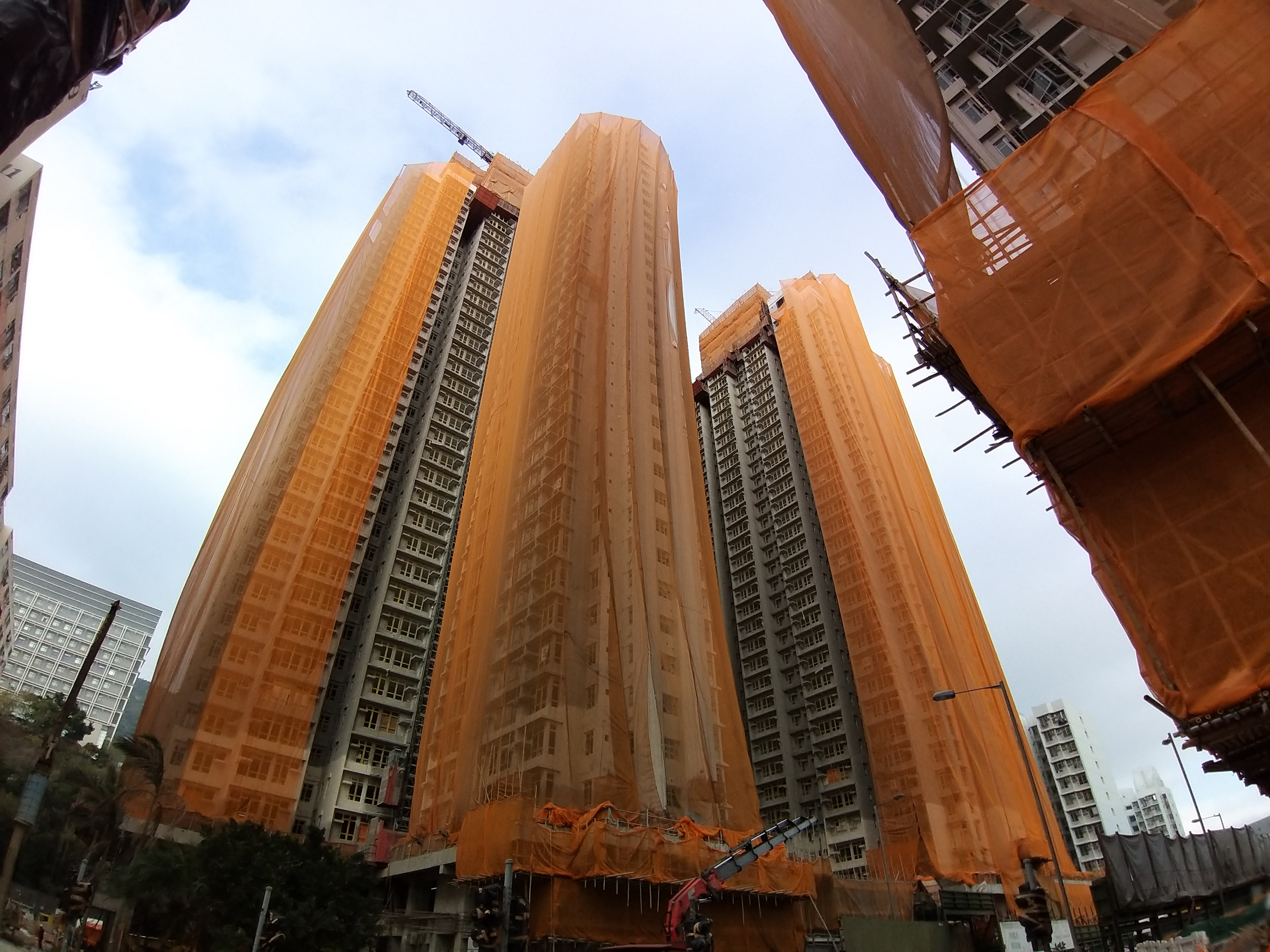
2020年1月
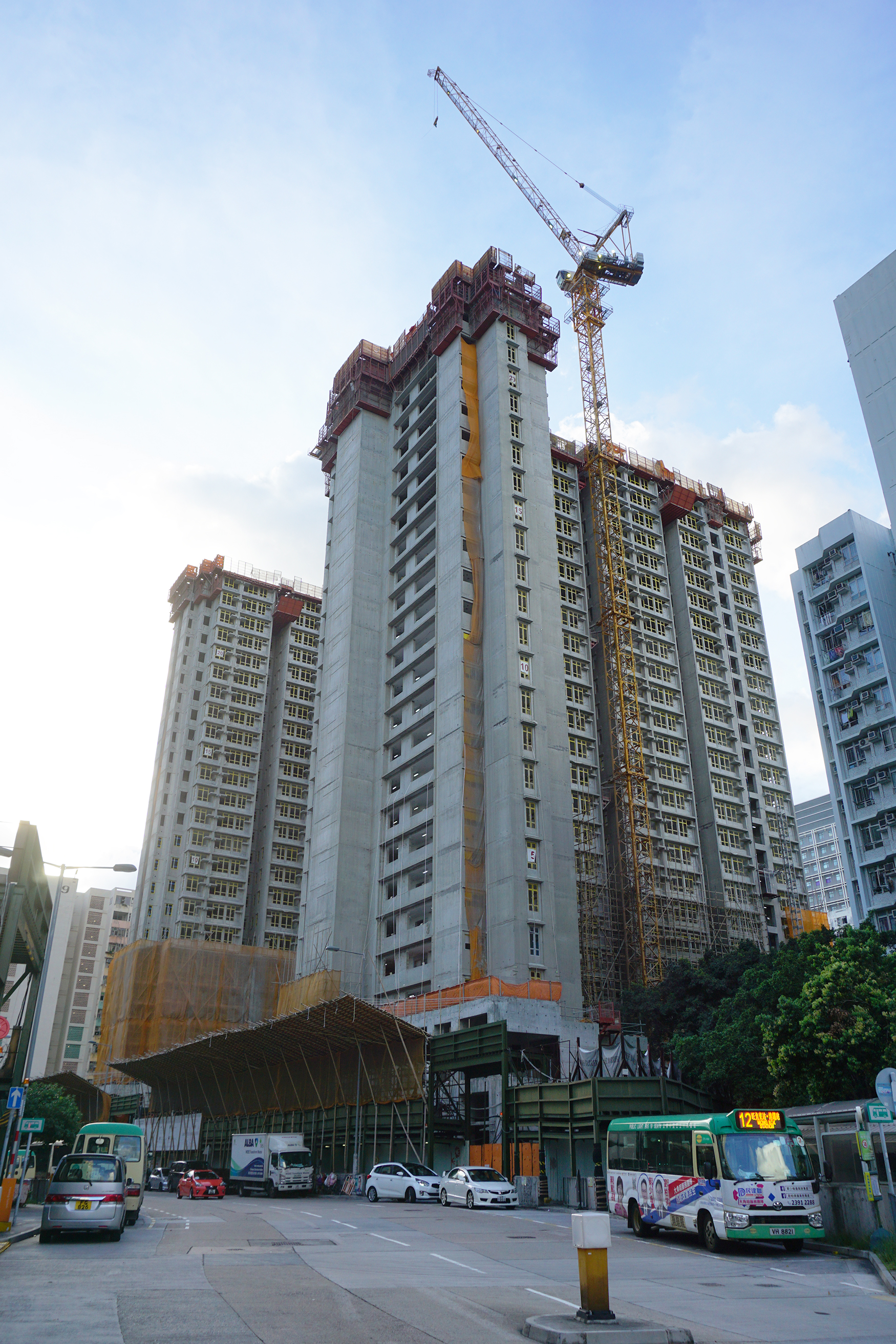
2019年6月
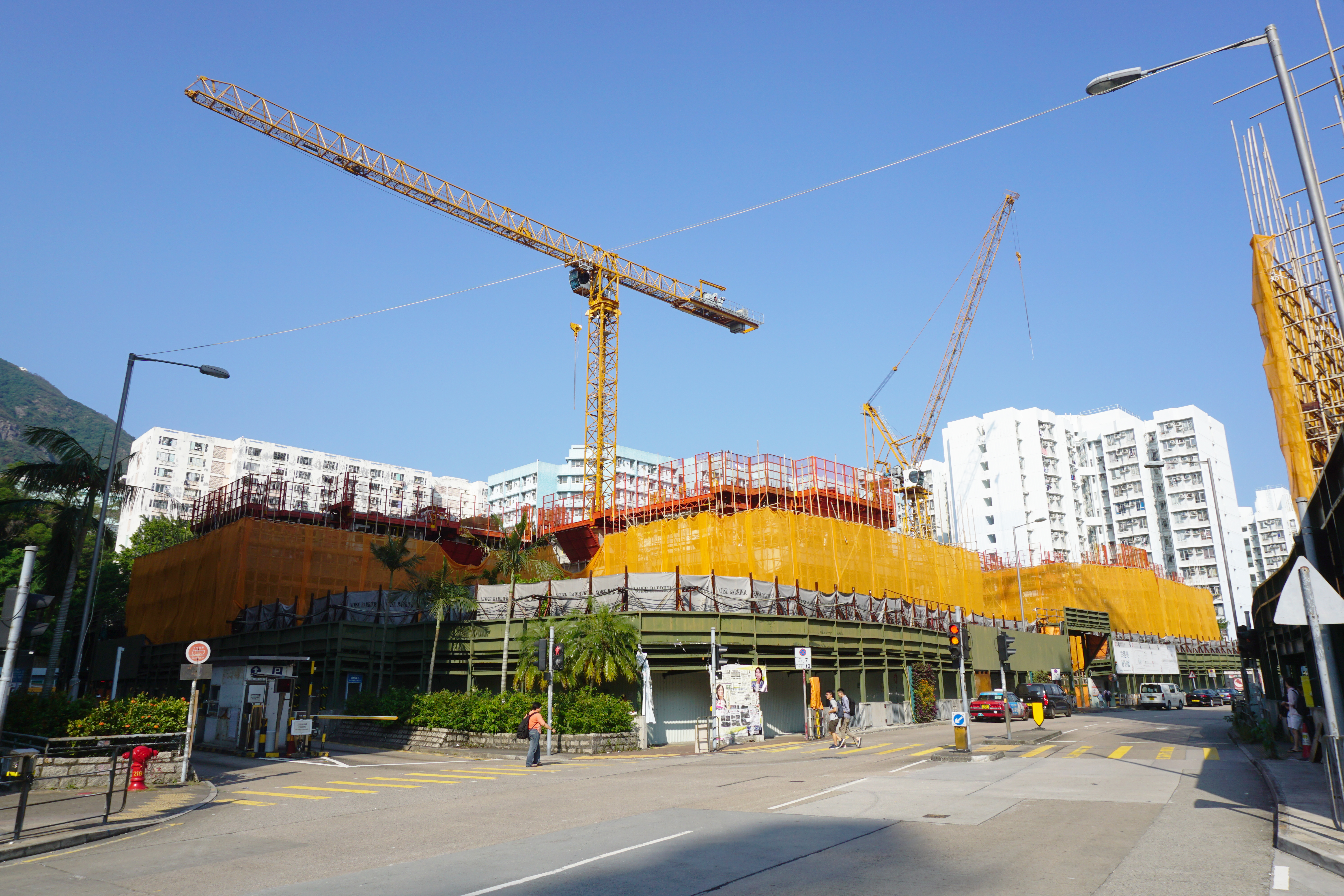
2018年10月
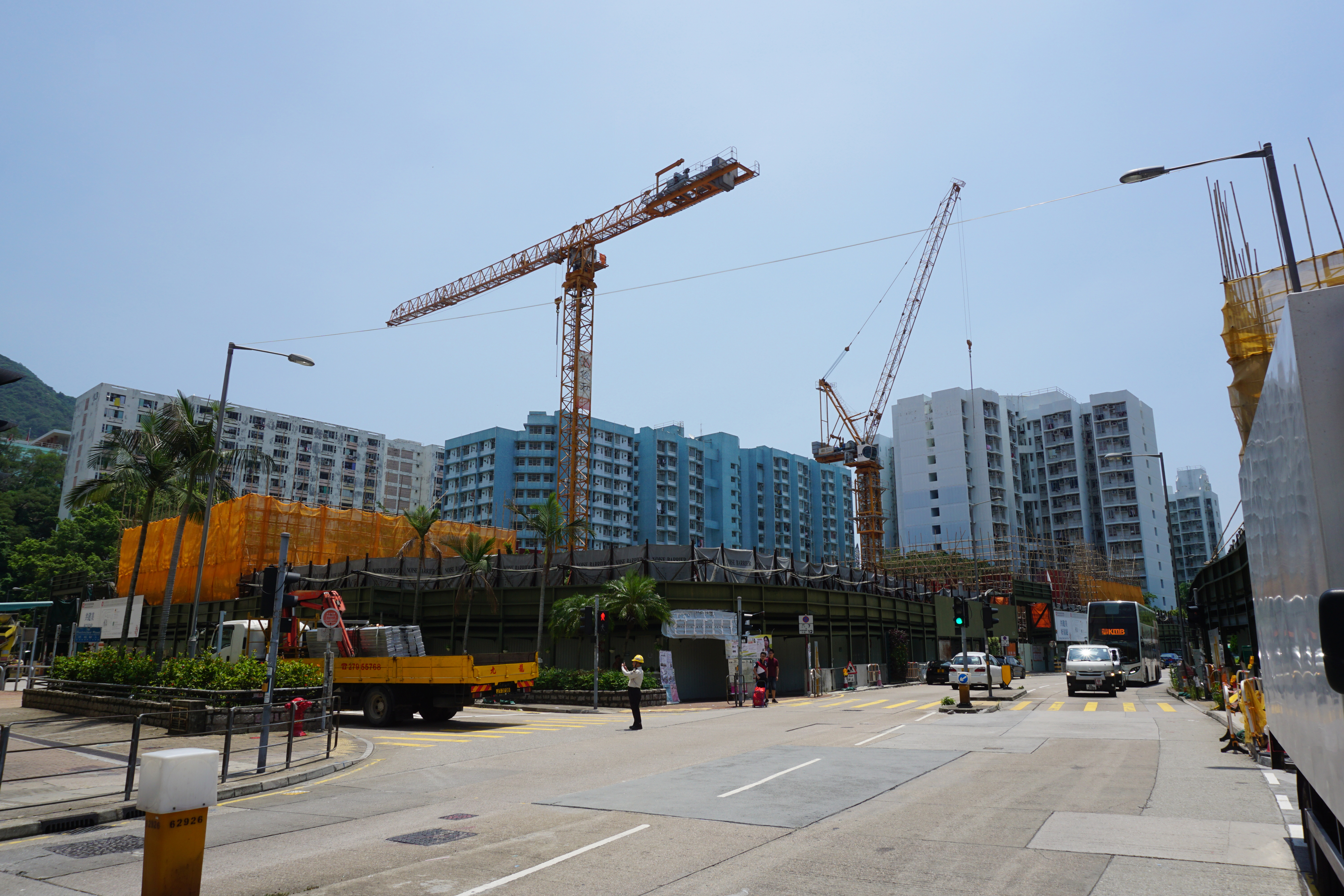
2018年6月
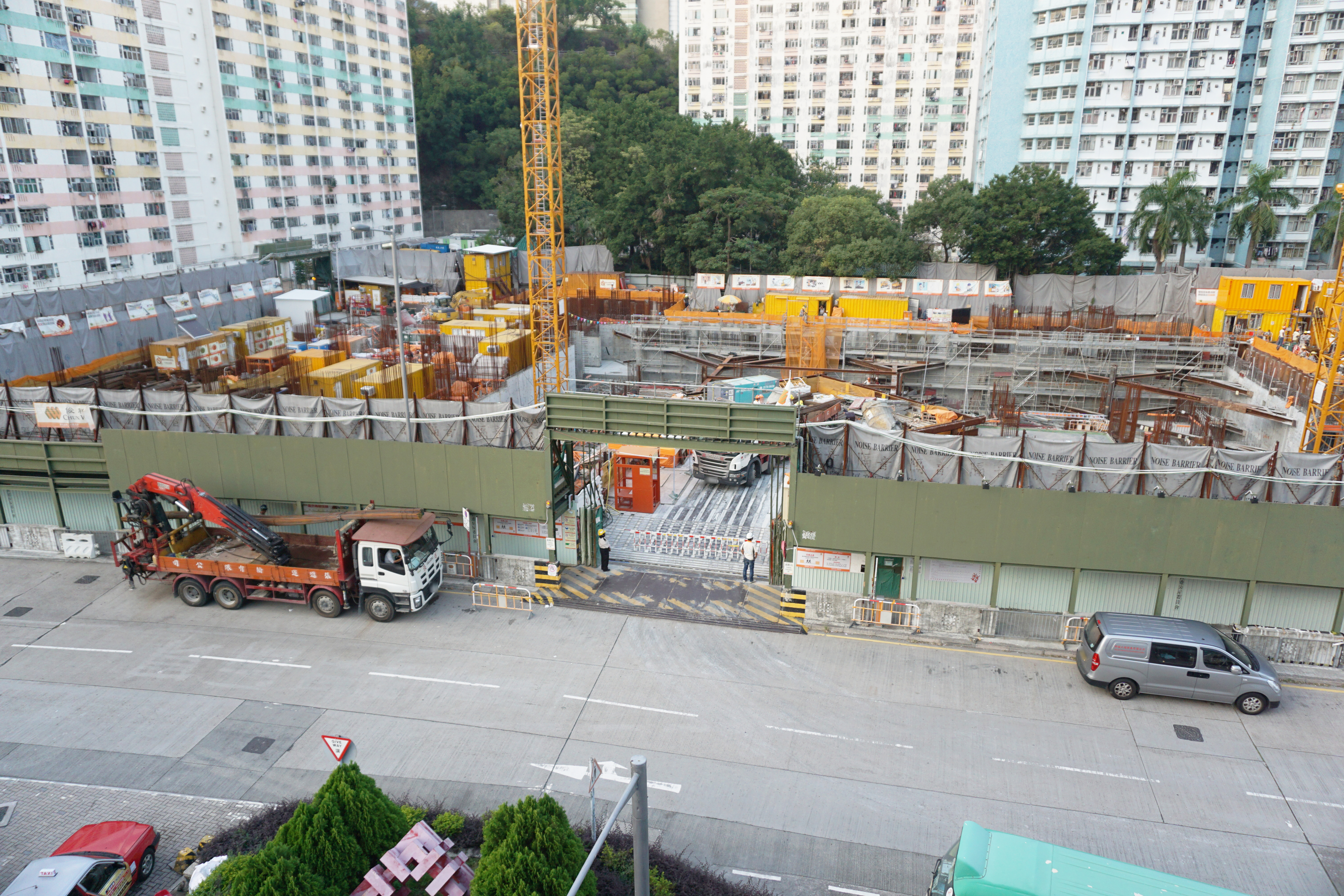
2017年11月
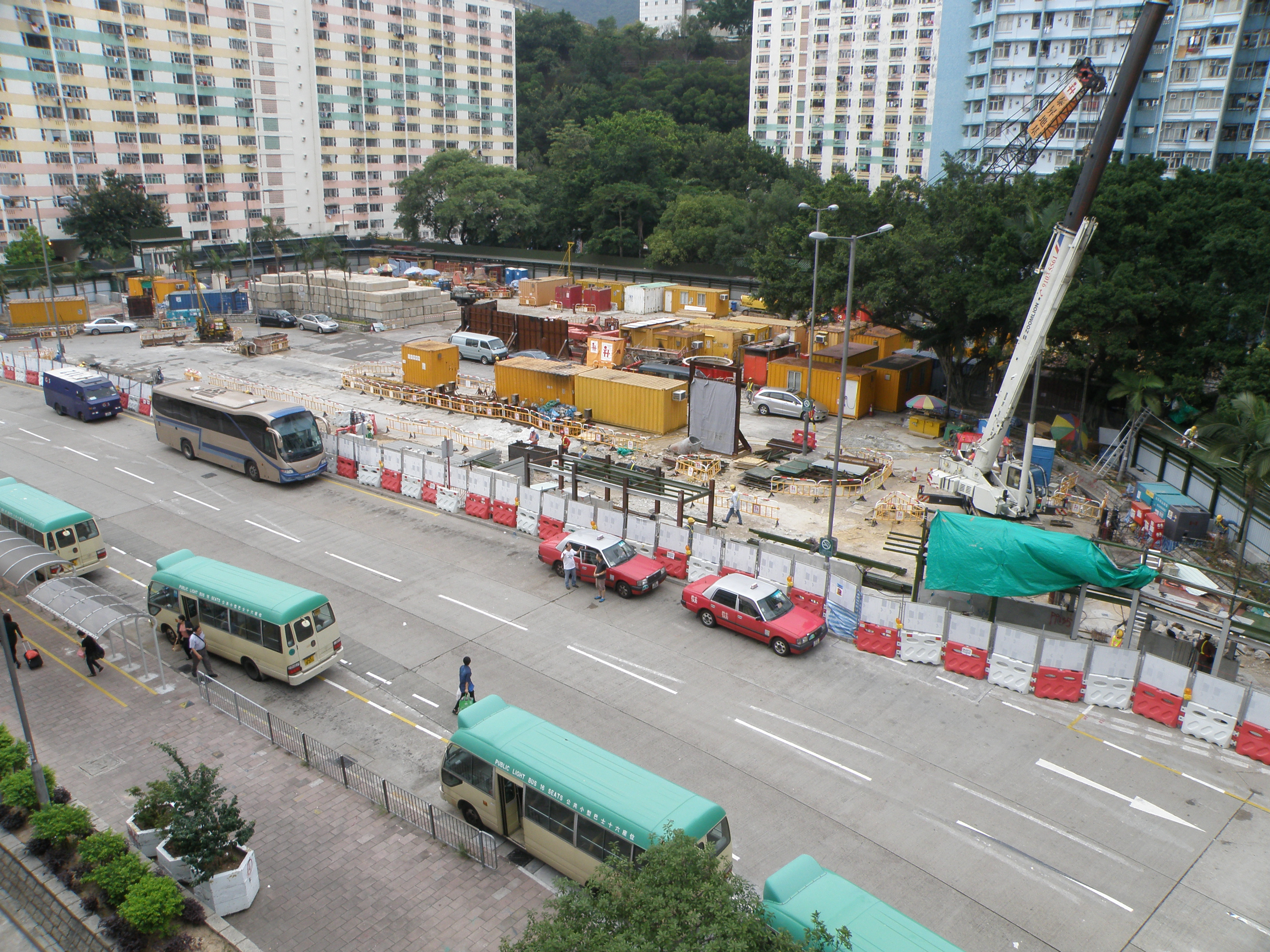
2015年11月

#### 重建第十二期

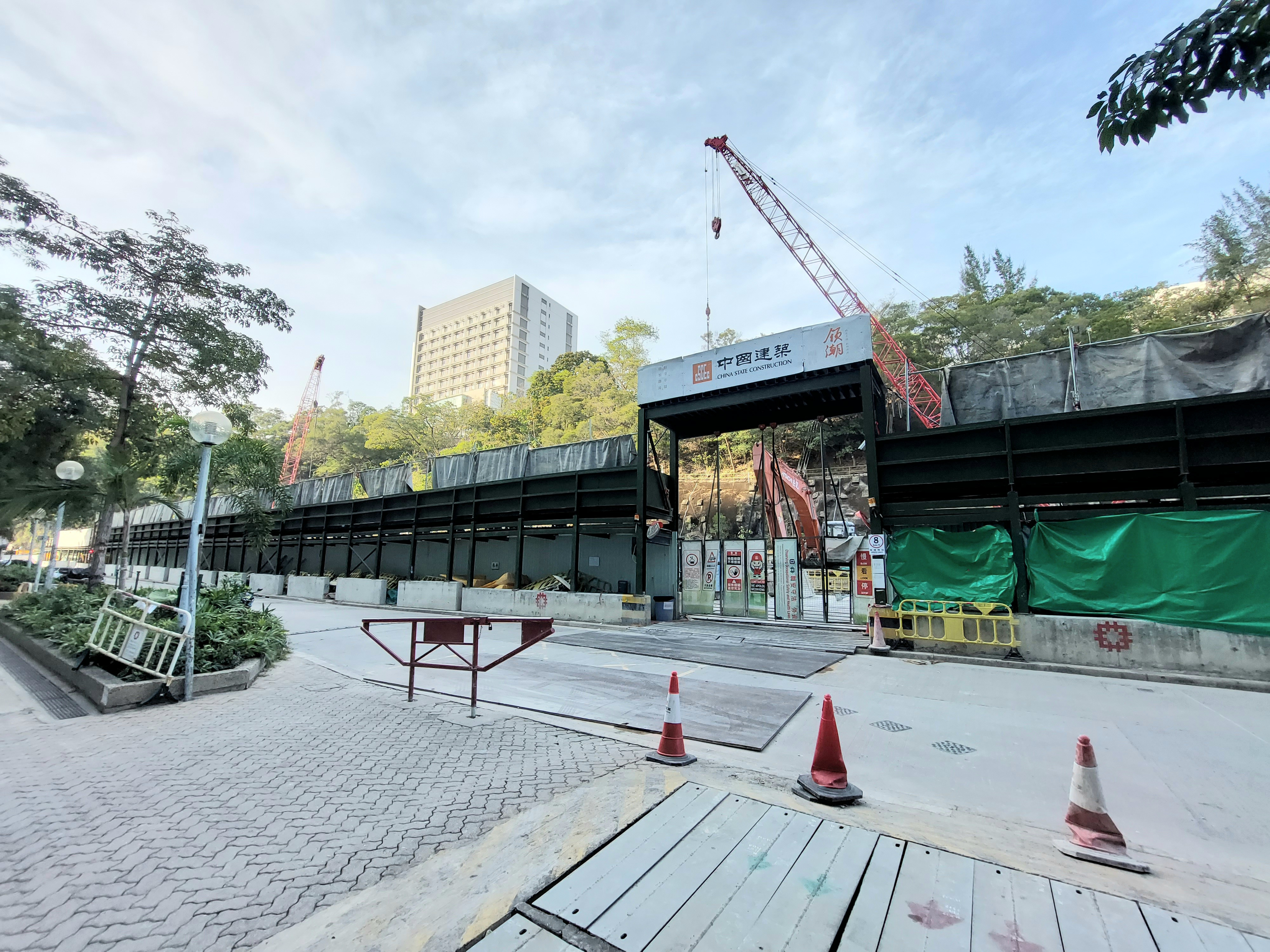
2024年12月
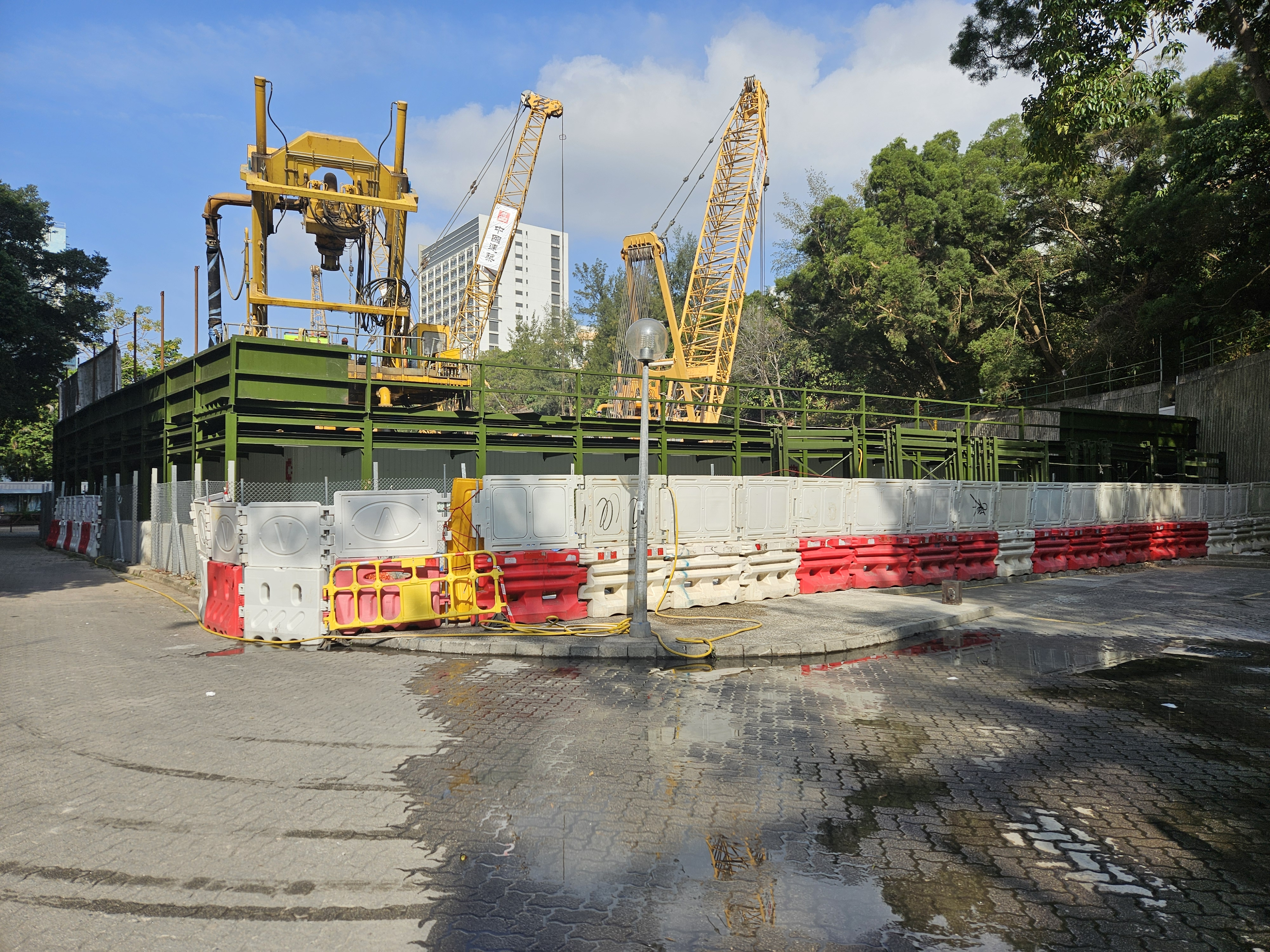
地基工程進行中，2024年2月
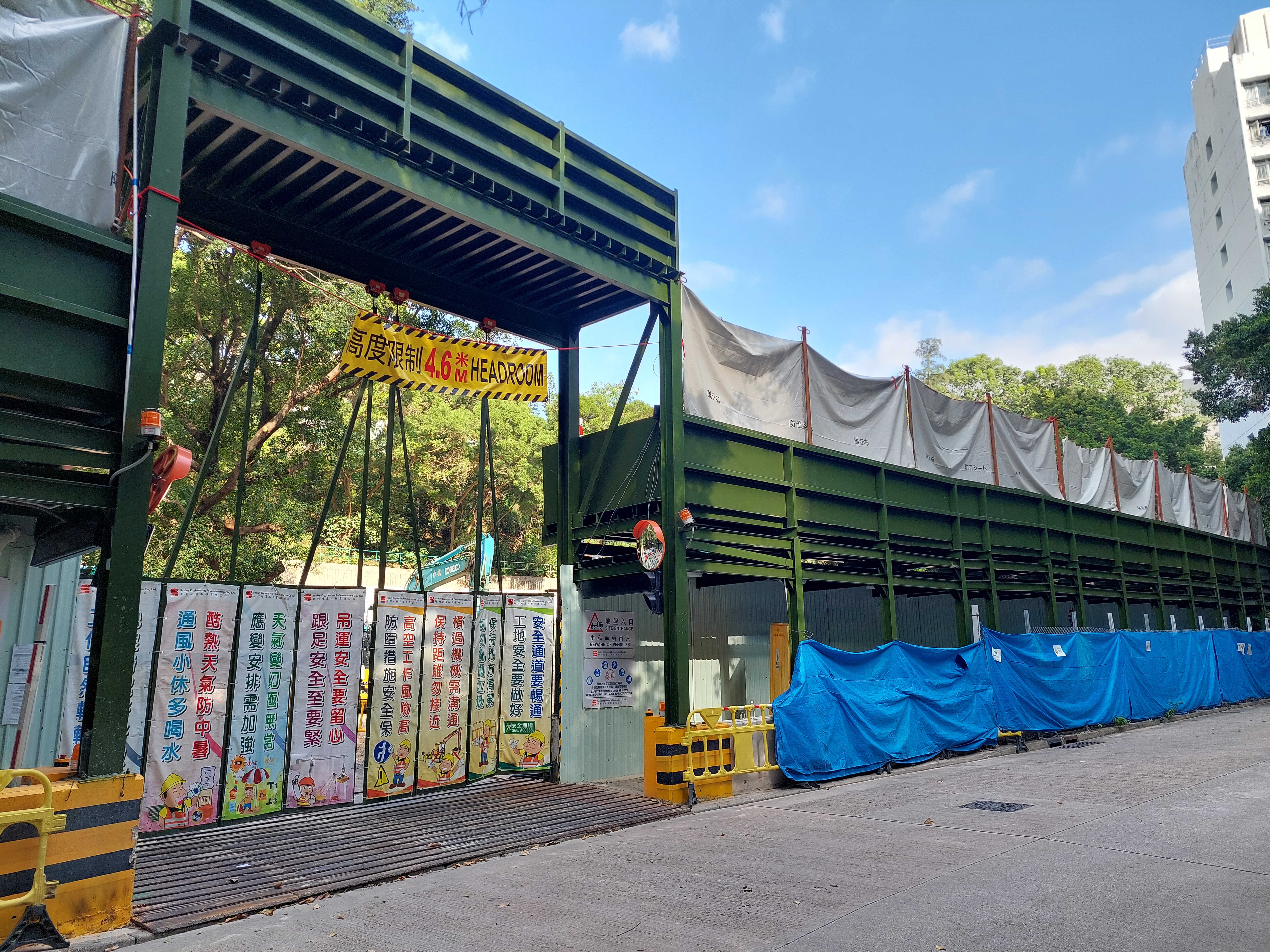
小學完成拆卸，2023年11月
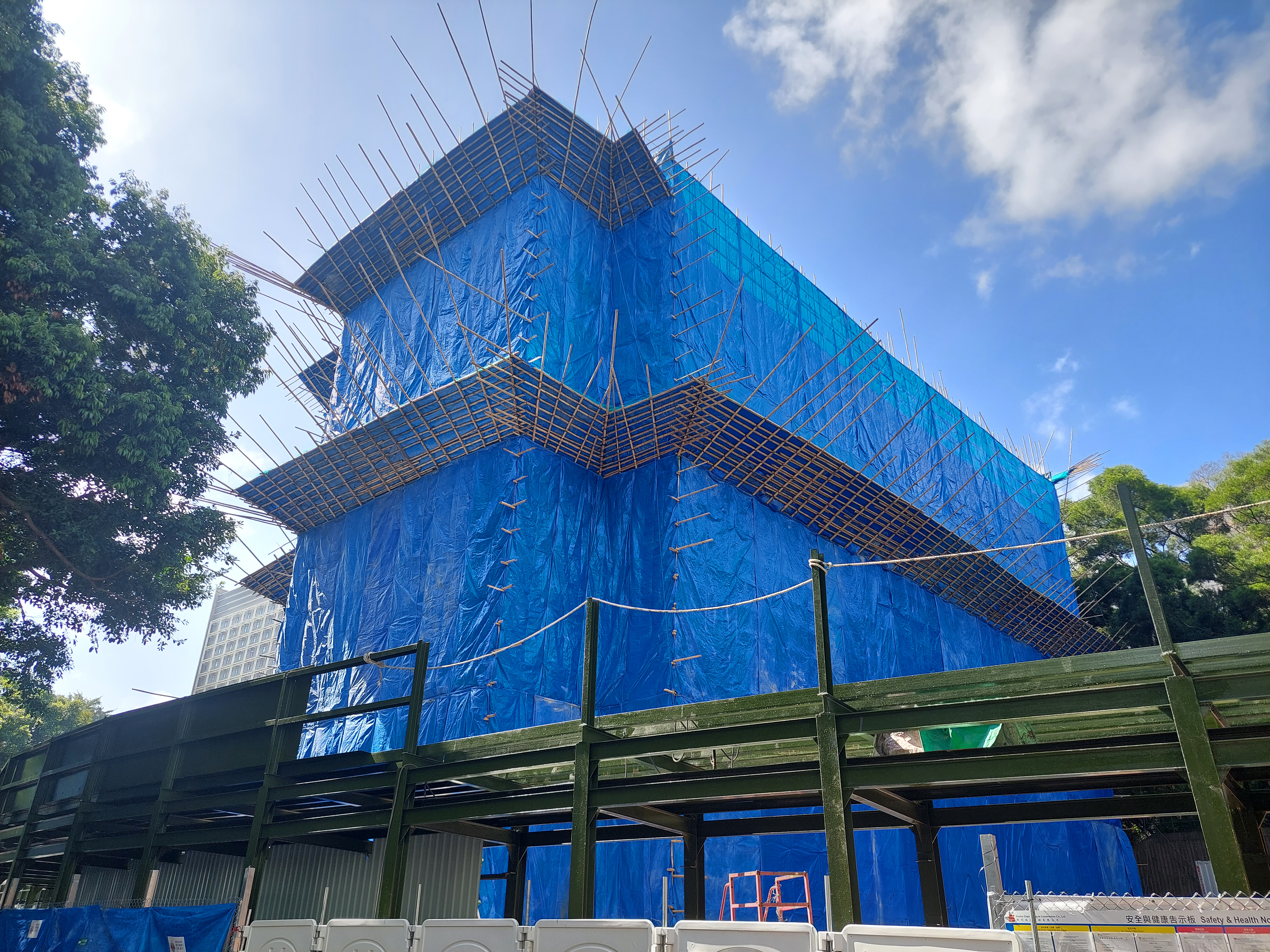
第13座已完成拆卸，開始清拆小學，2023年8月
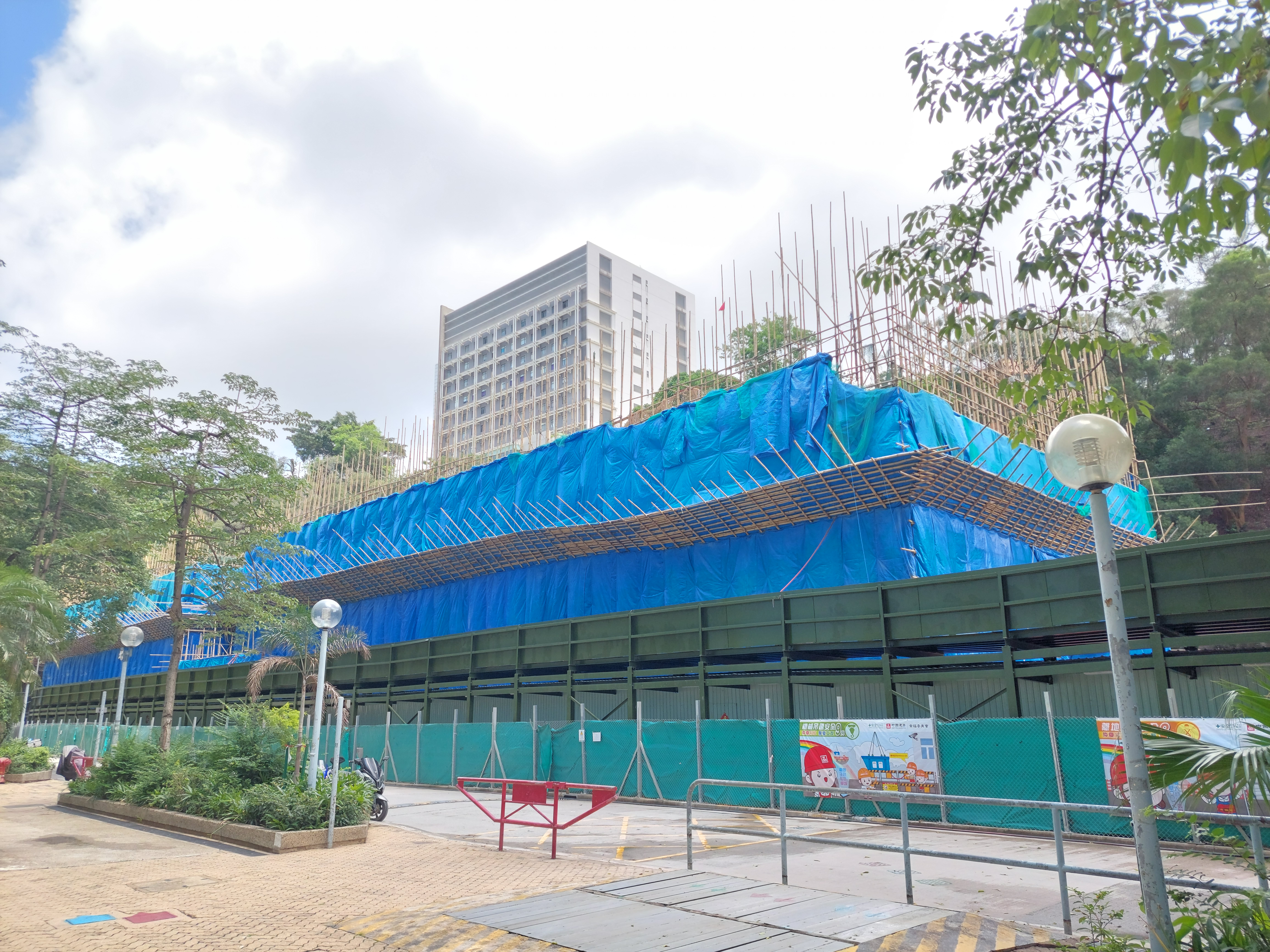
2023年5月
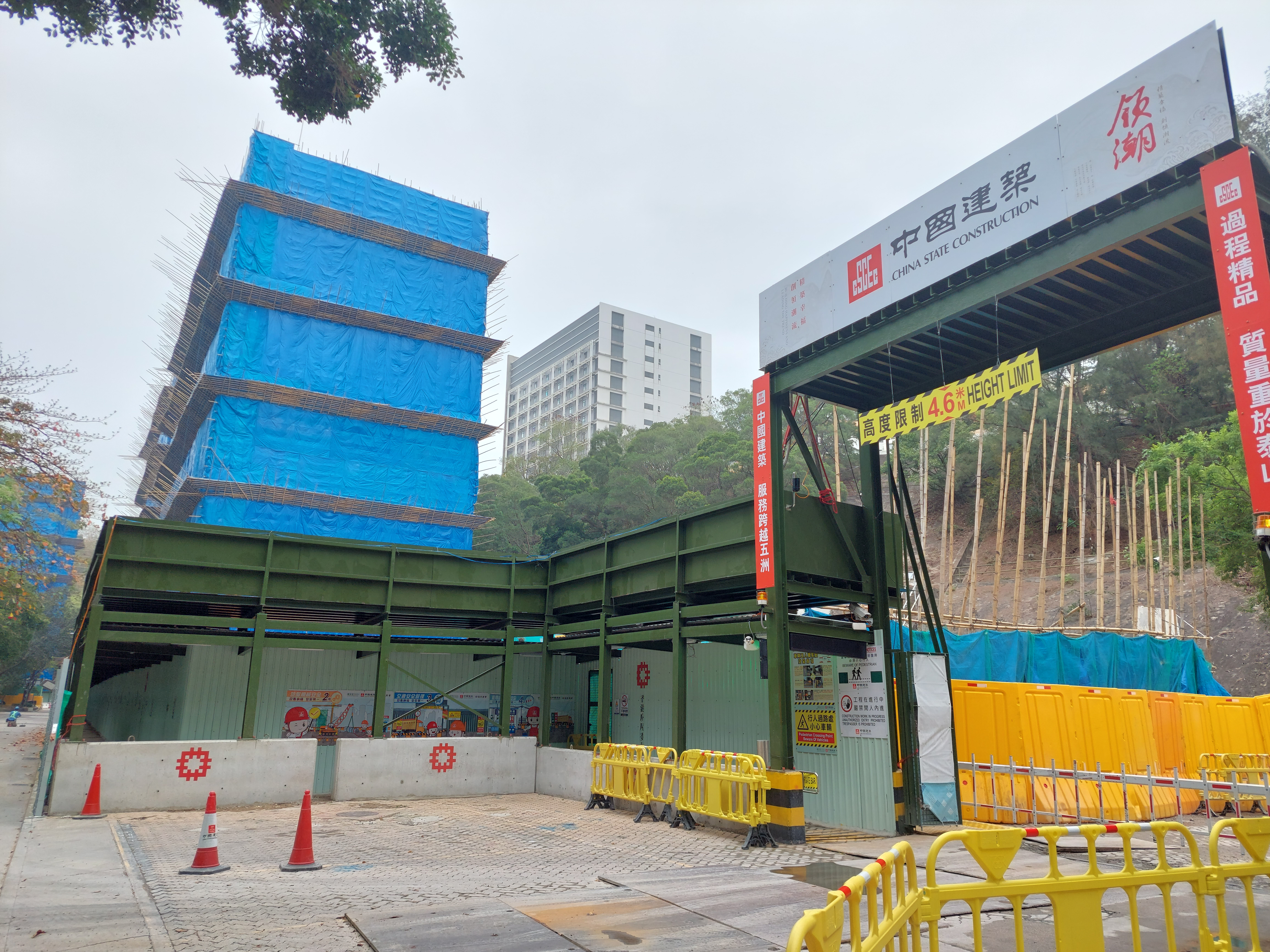
已拆1/3，2023年4月
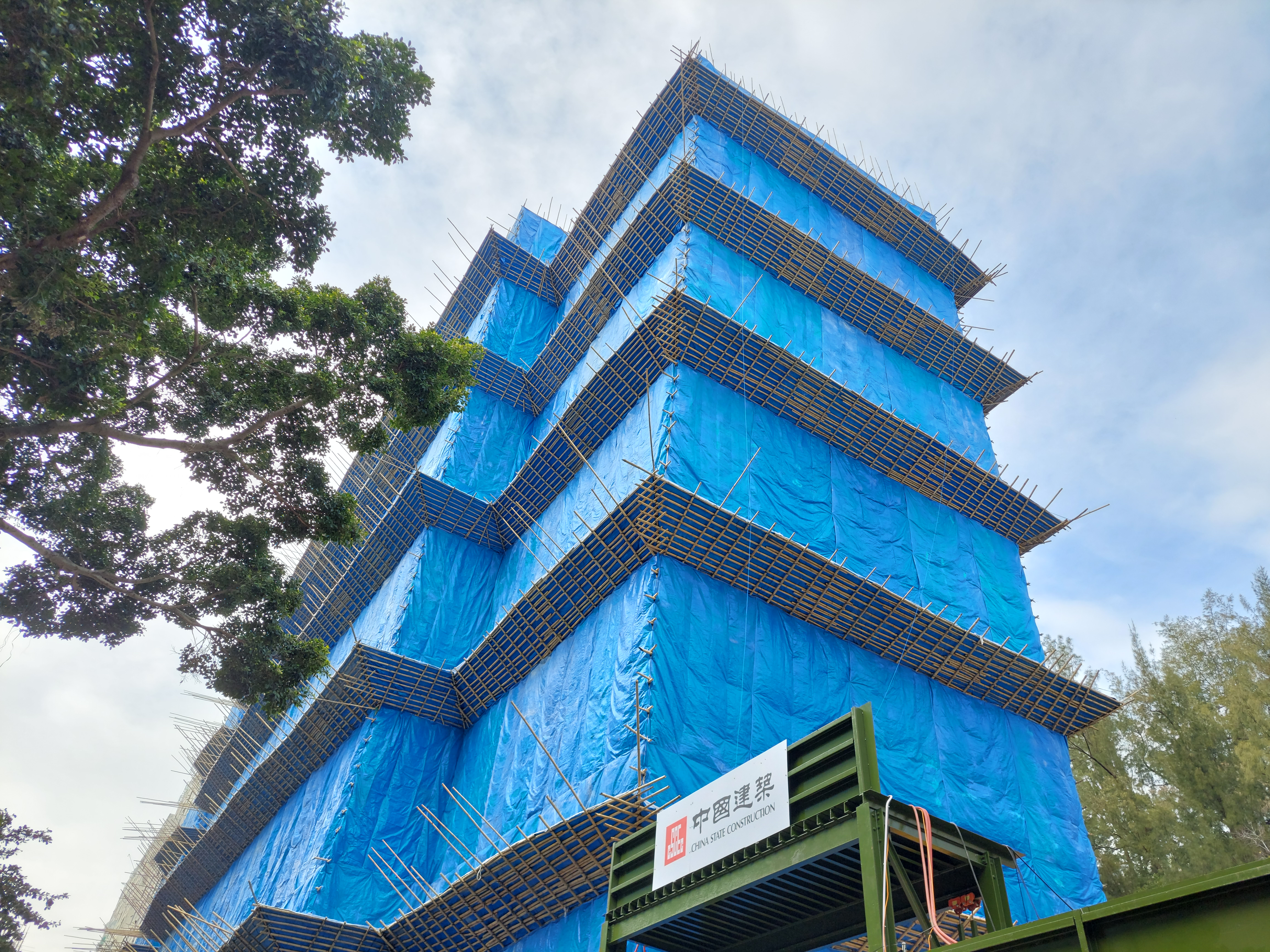
正在搭棚，2023年1月
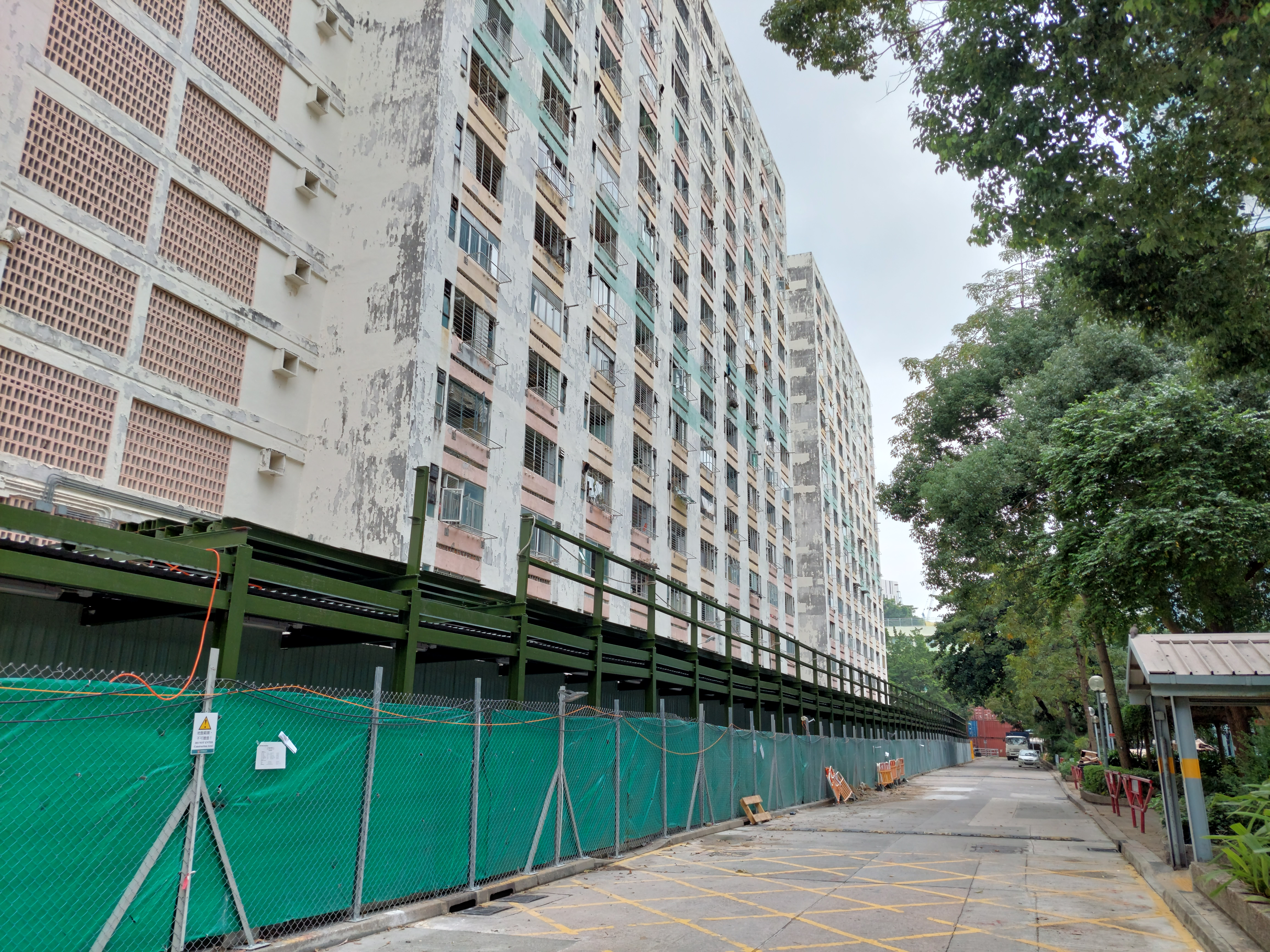
2022年11月
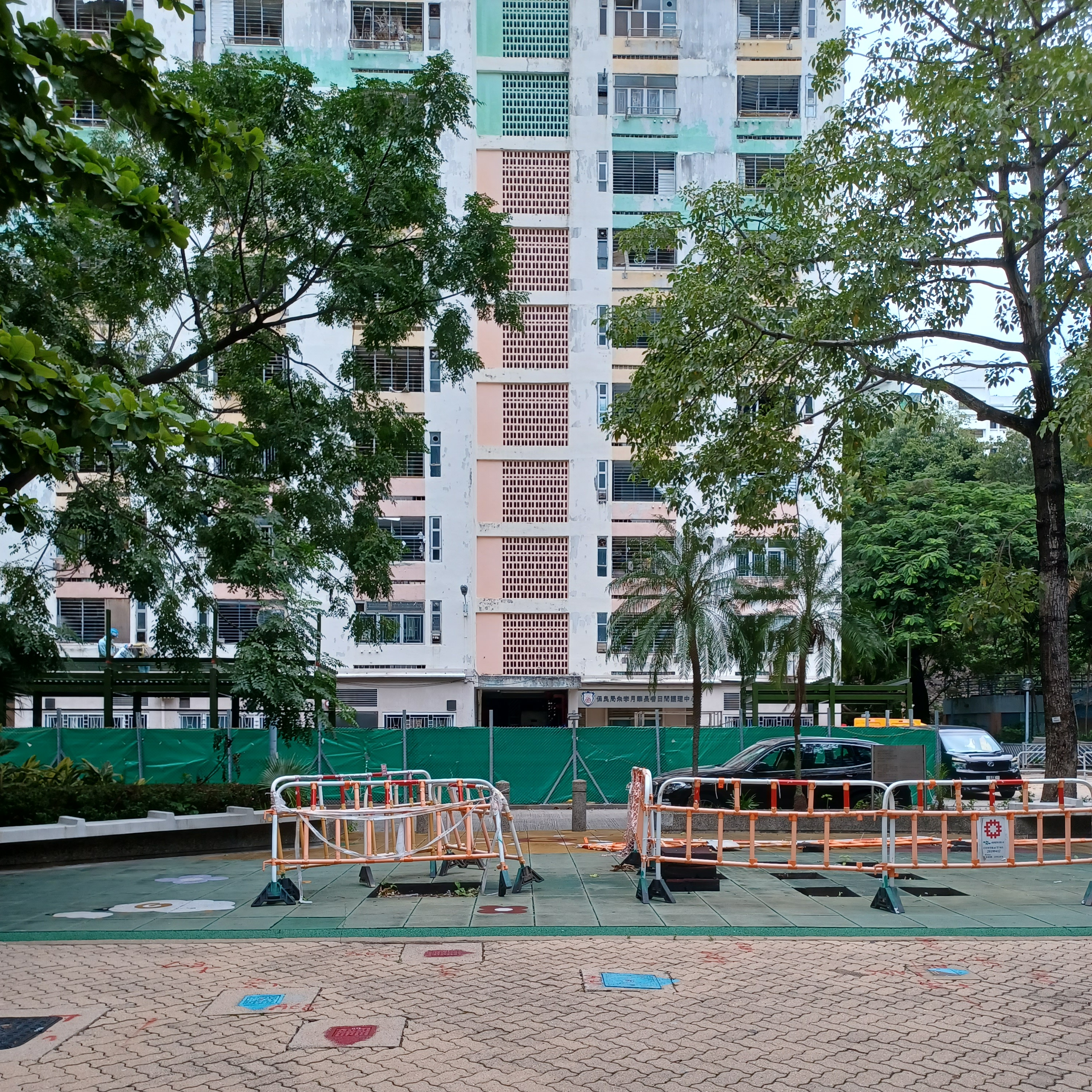
2022年10月
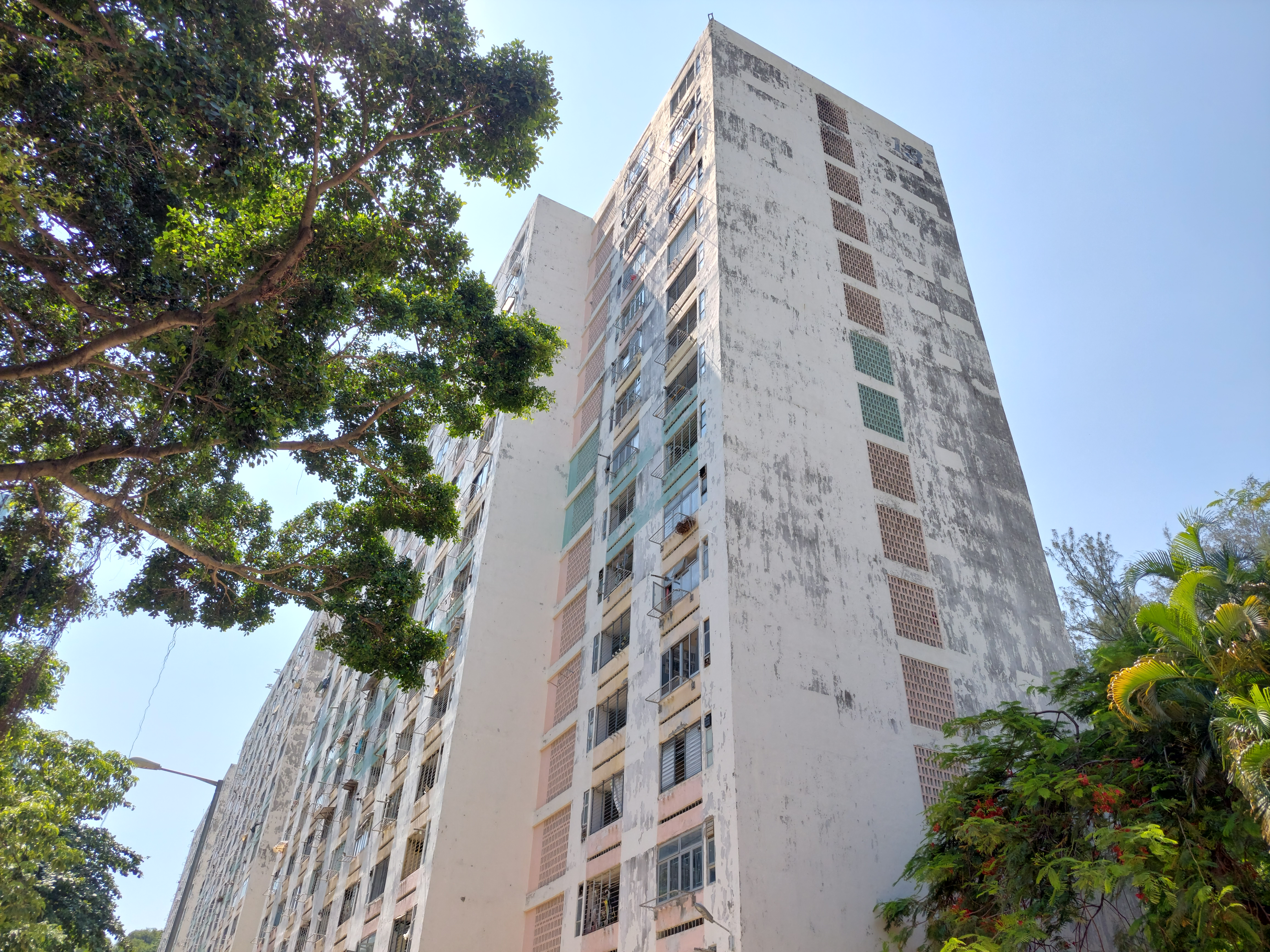
即將拆卸的第13座，2022年7月
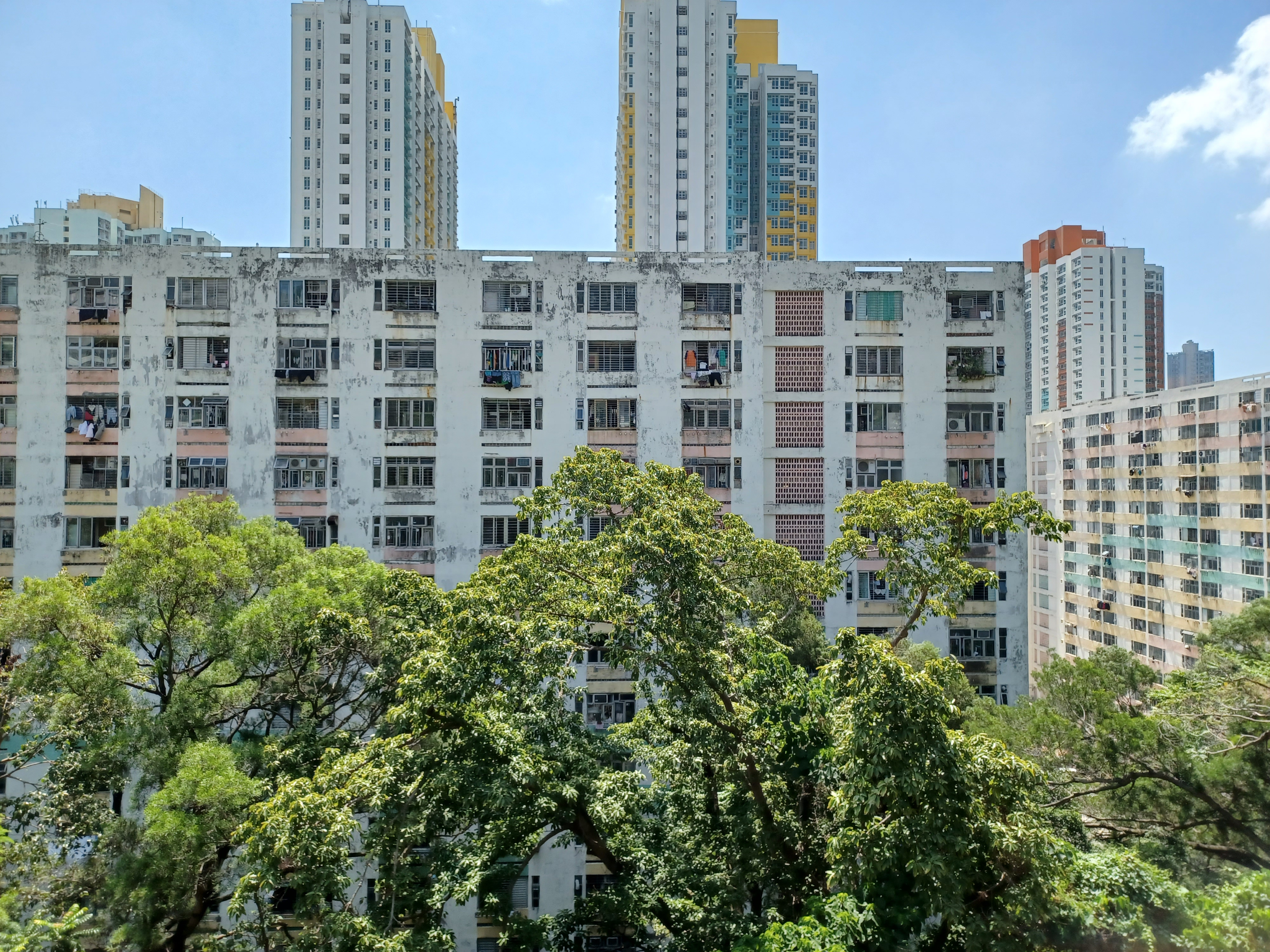
南昌街望向第13座，2021年10月

#### 重建第十三期

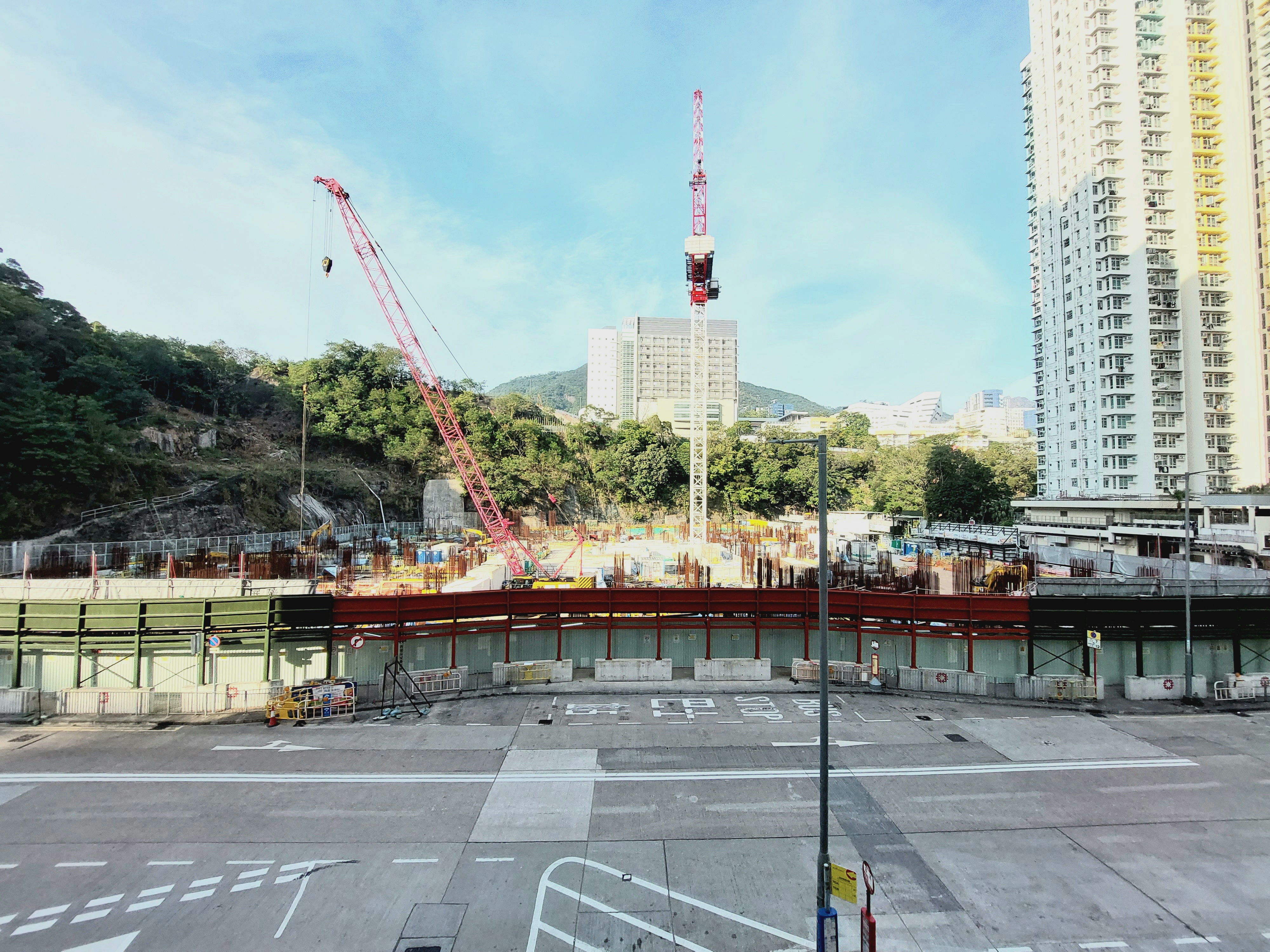
2024年12月
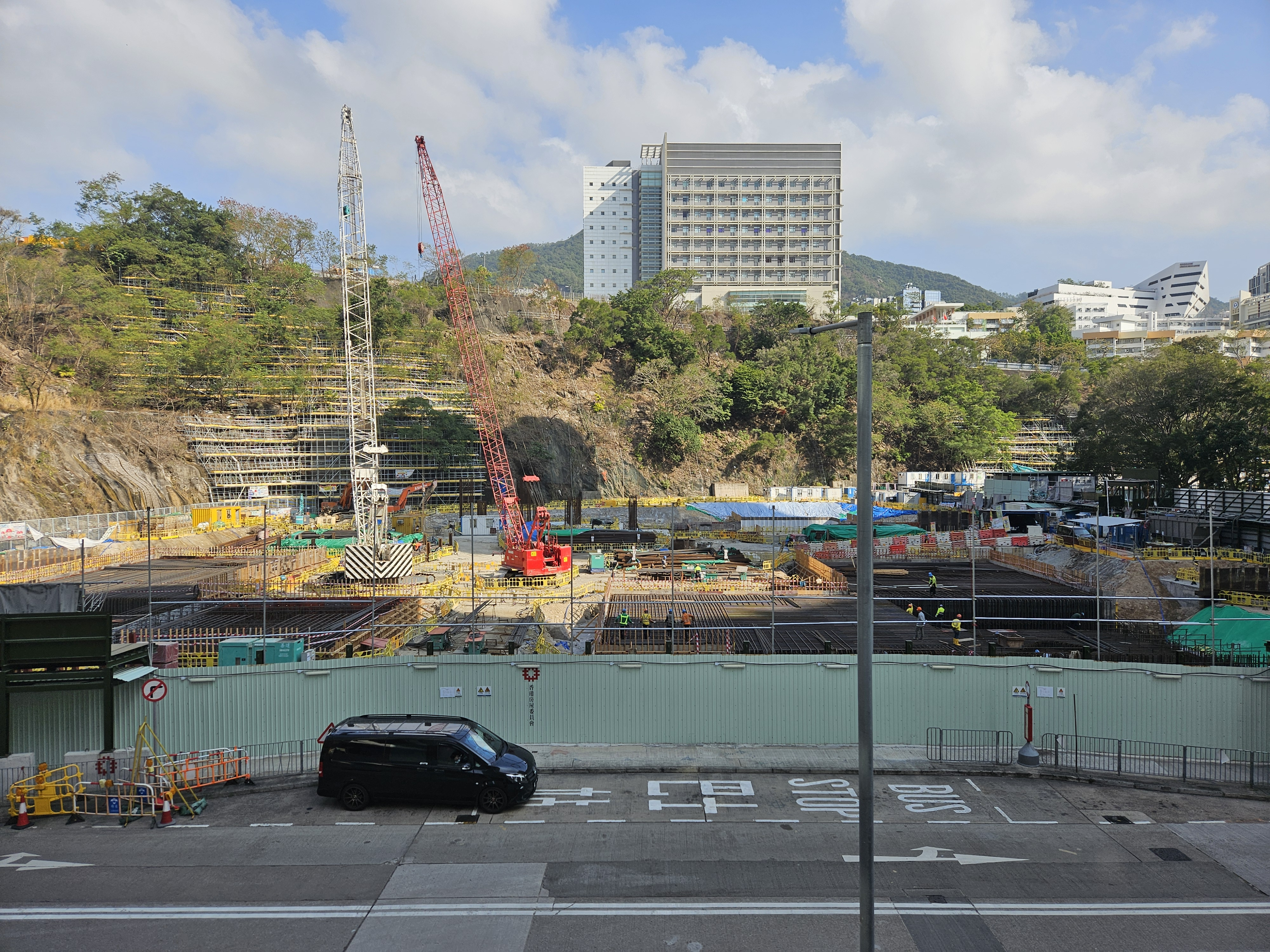
2024年2月
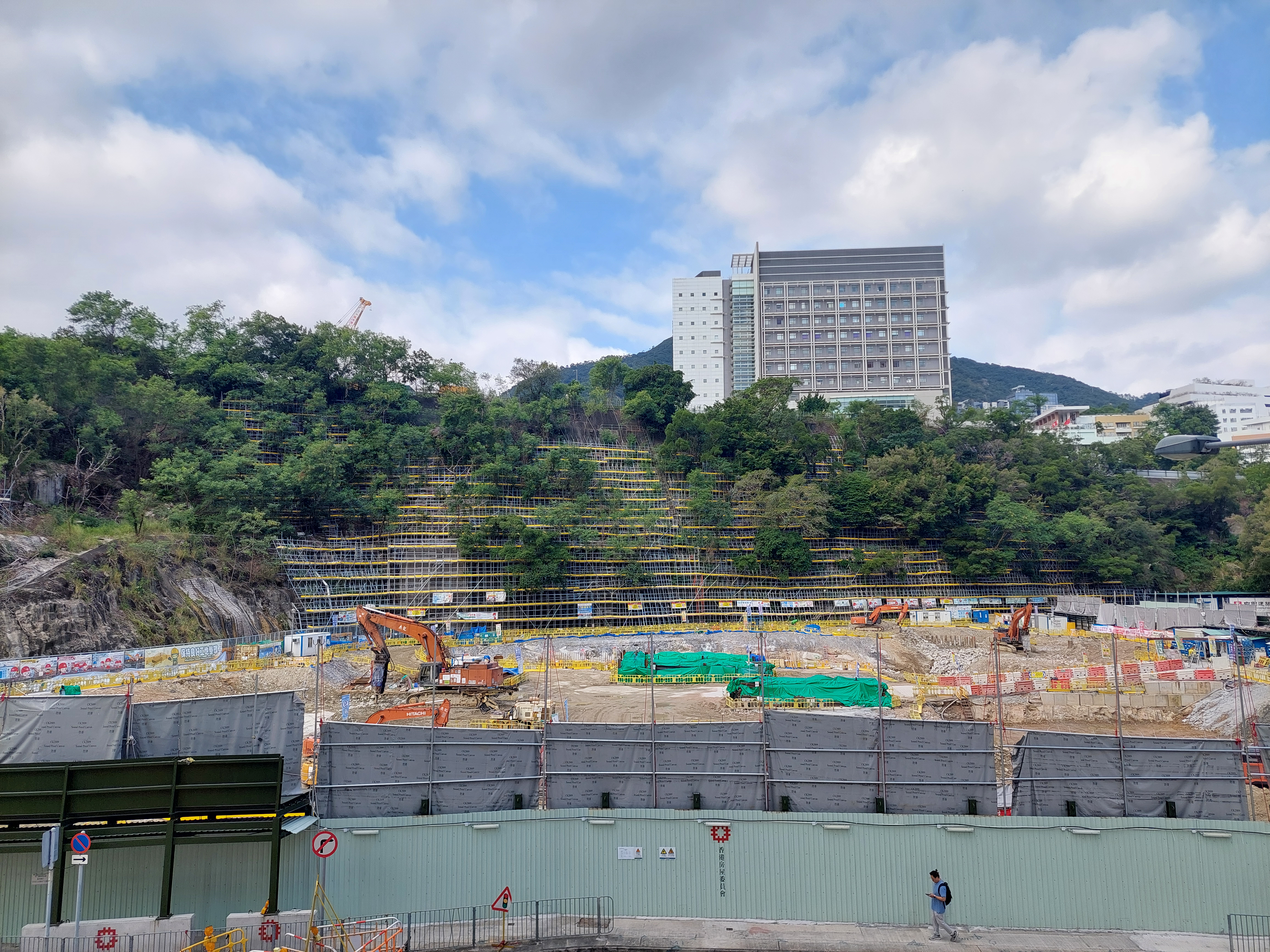
2023年11月
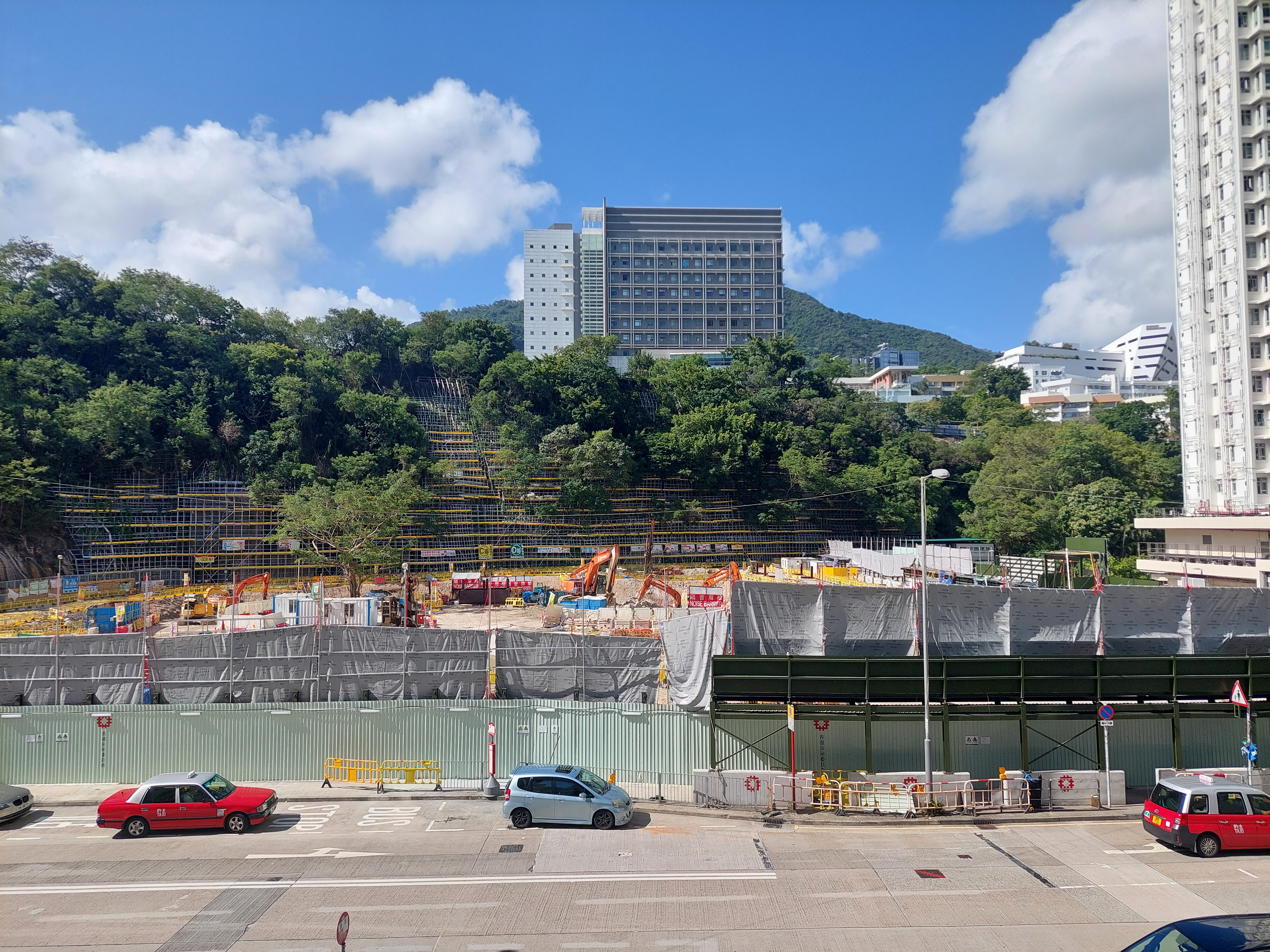
開始新樓宇地基工程，2023年8月
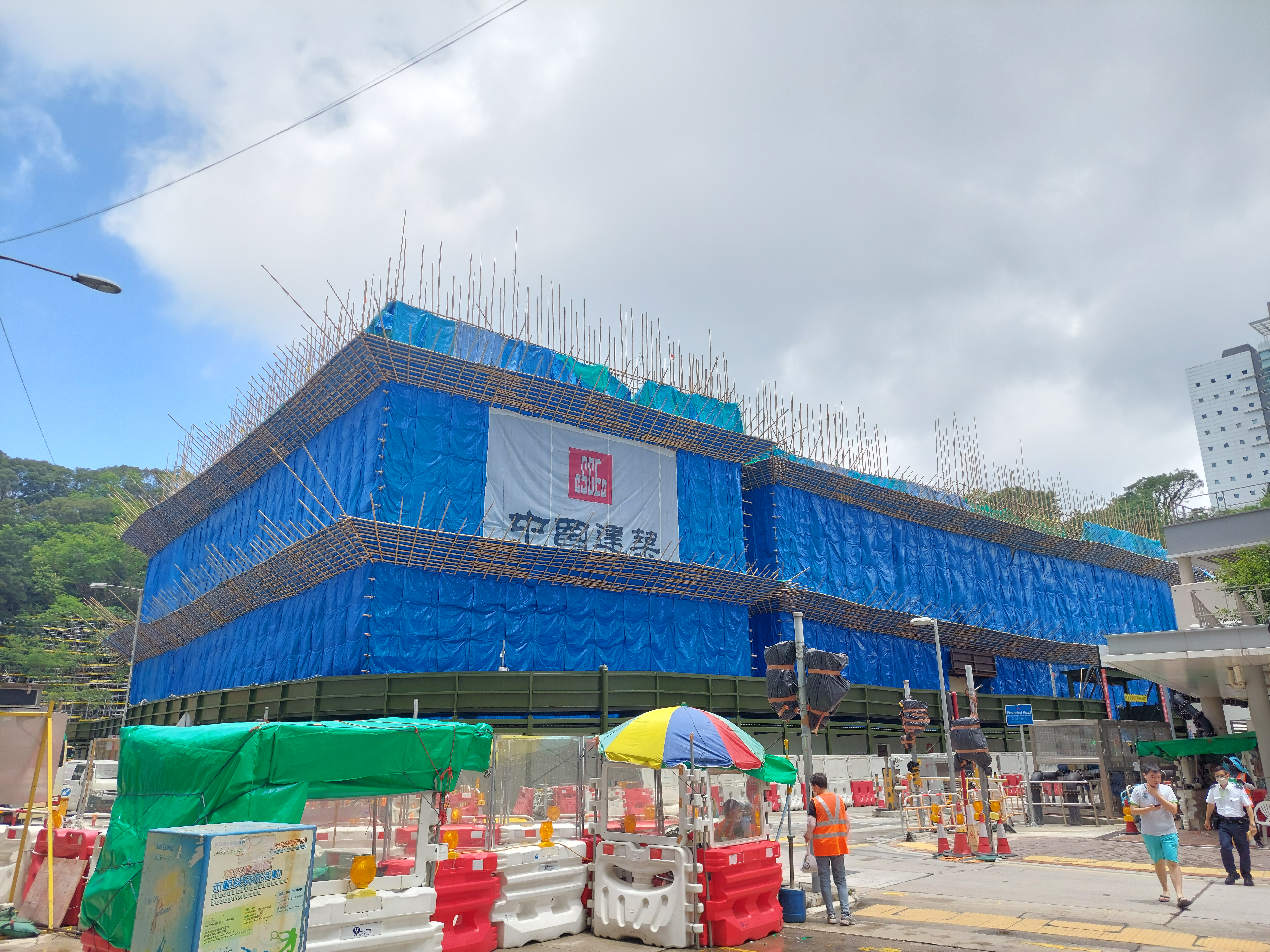
2023年5月
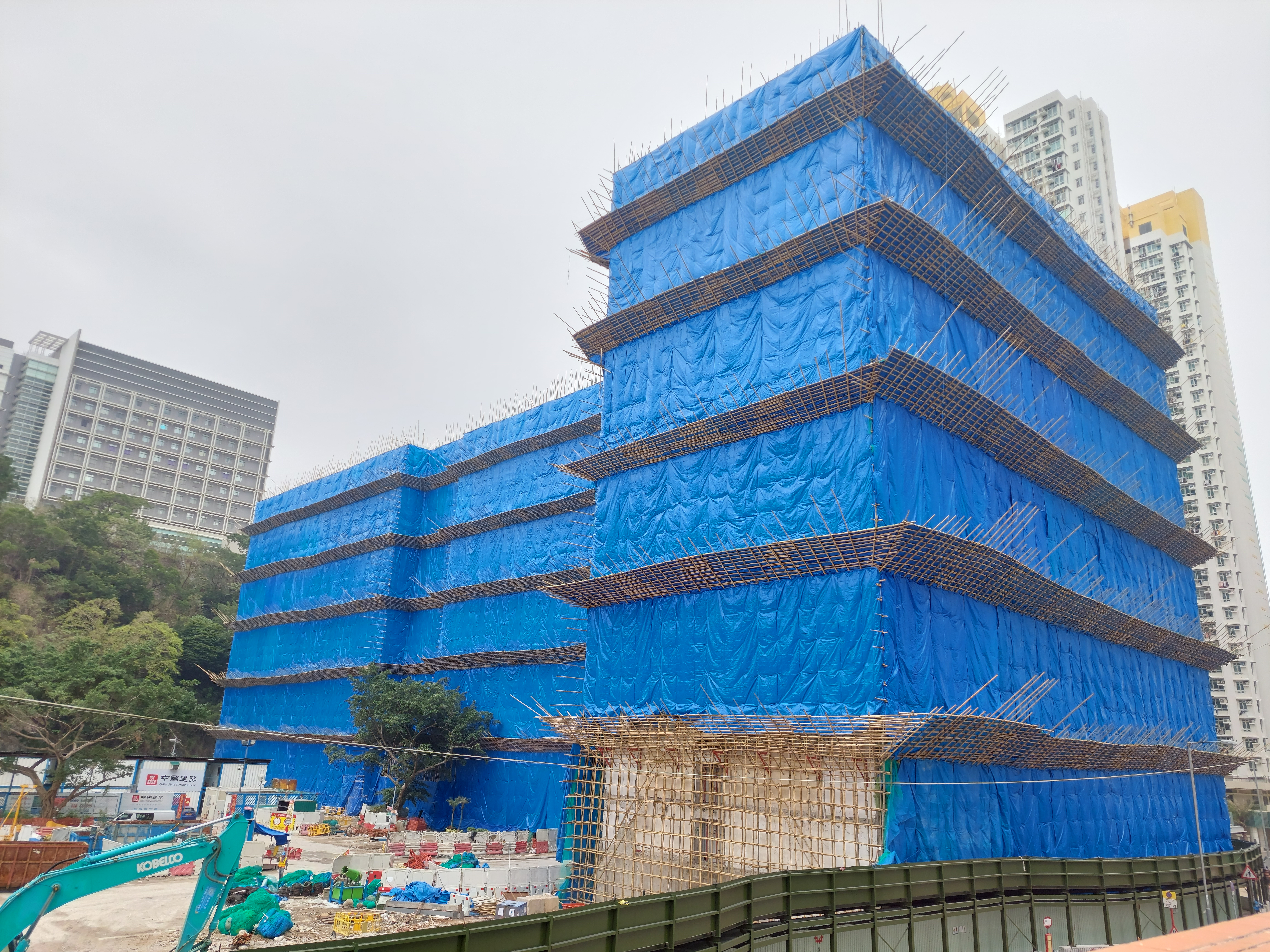
第9座西部及第10座已完全拆卸，2023年4月
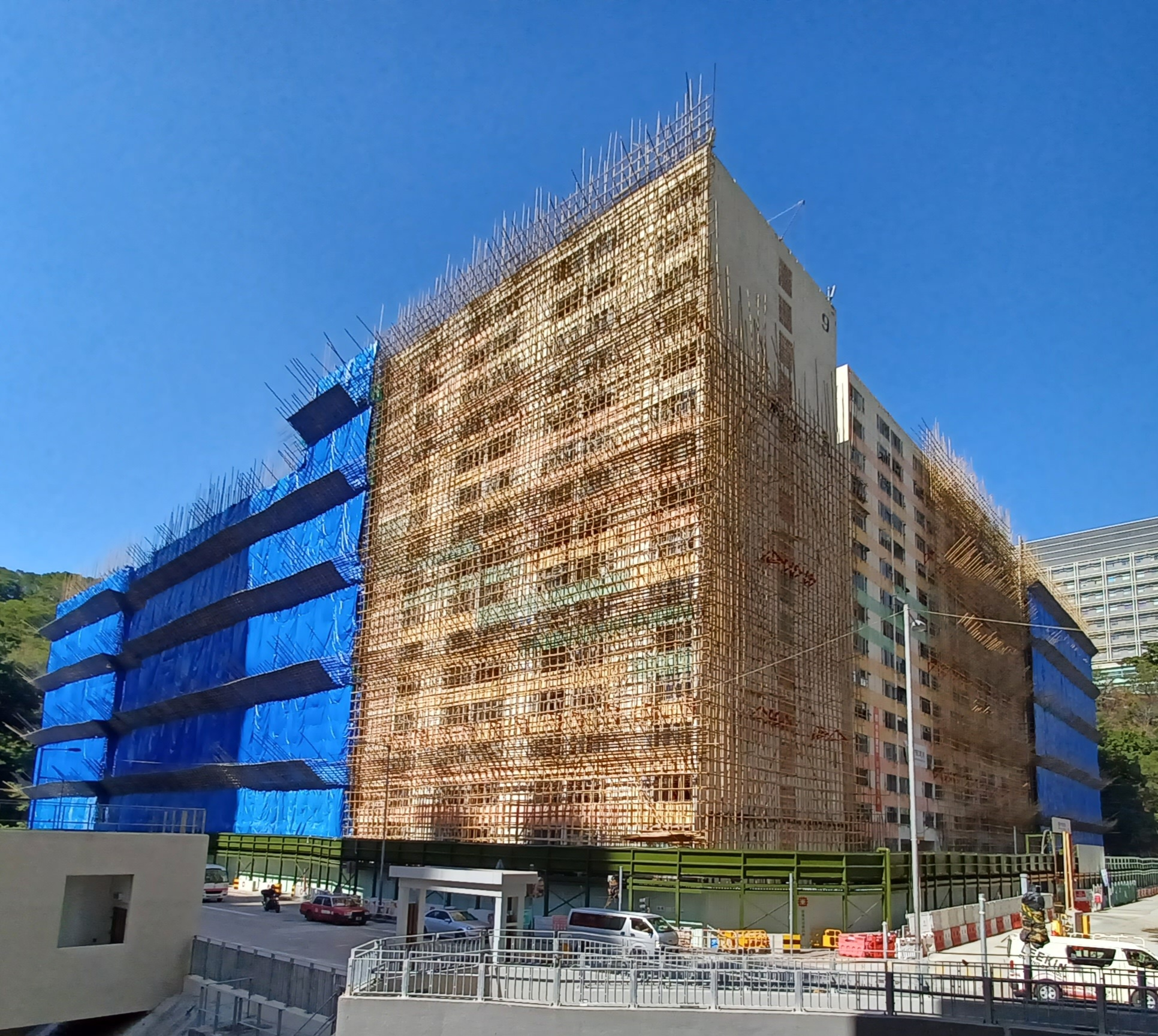
2023年1月
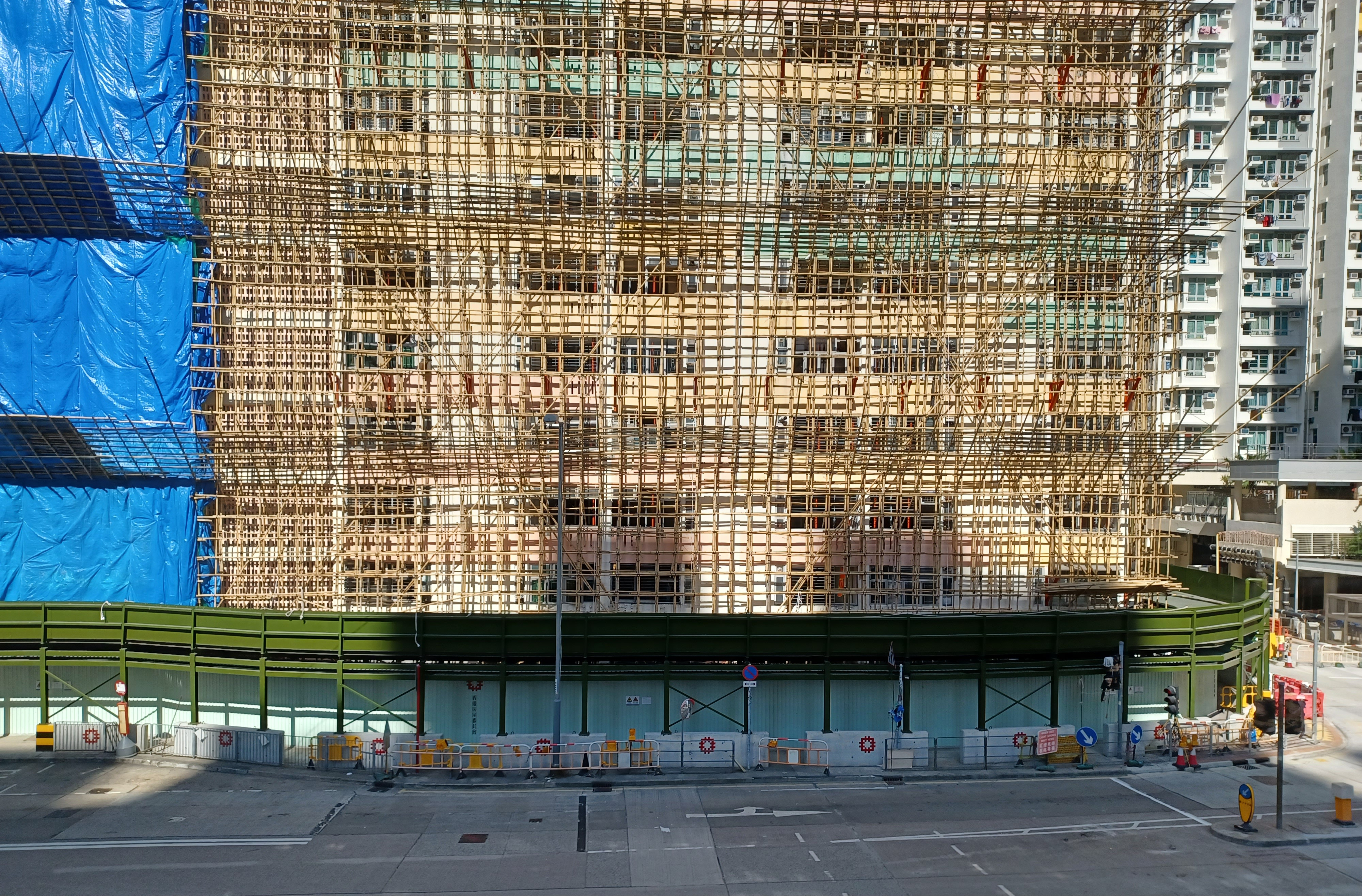
2023年1月
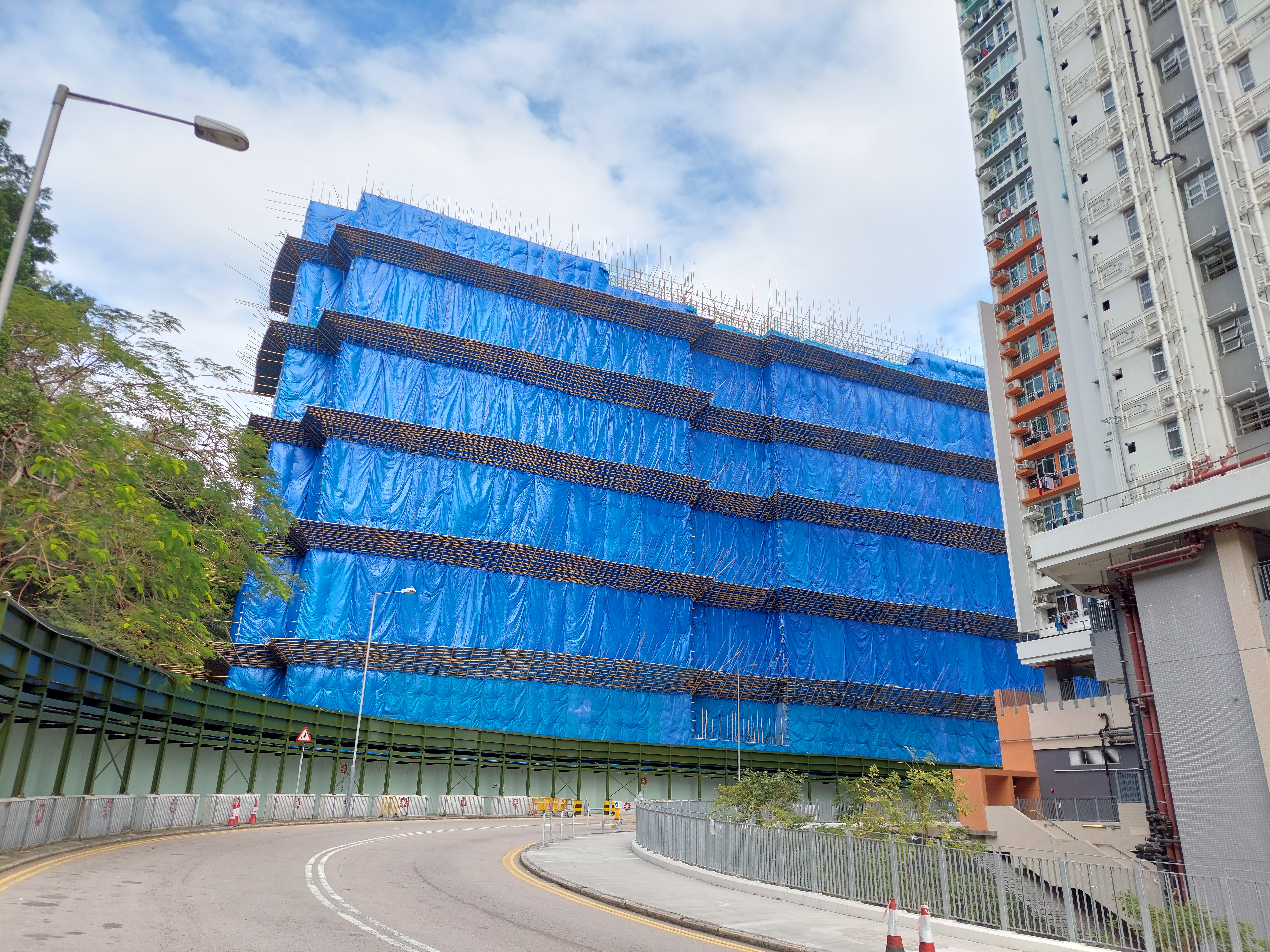
正拆卸首層，2023年1月
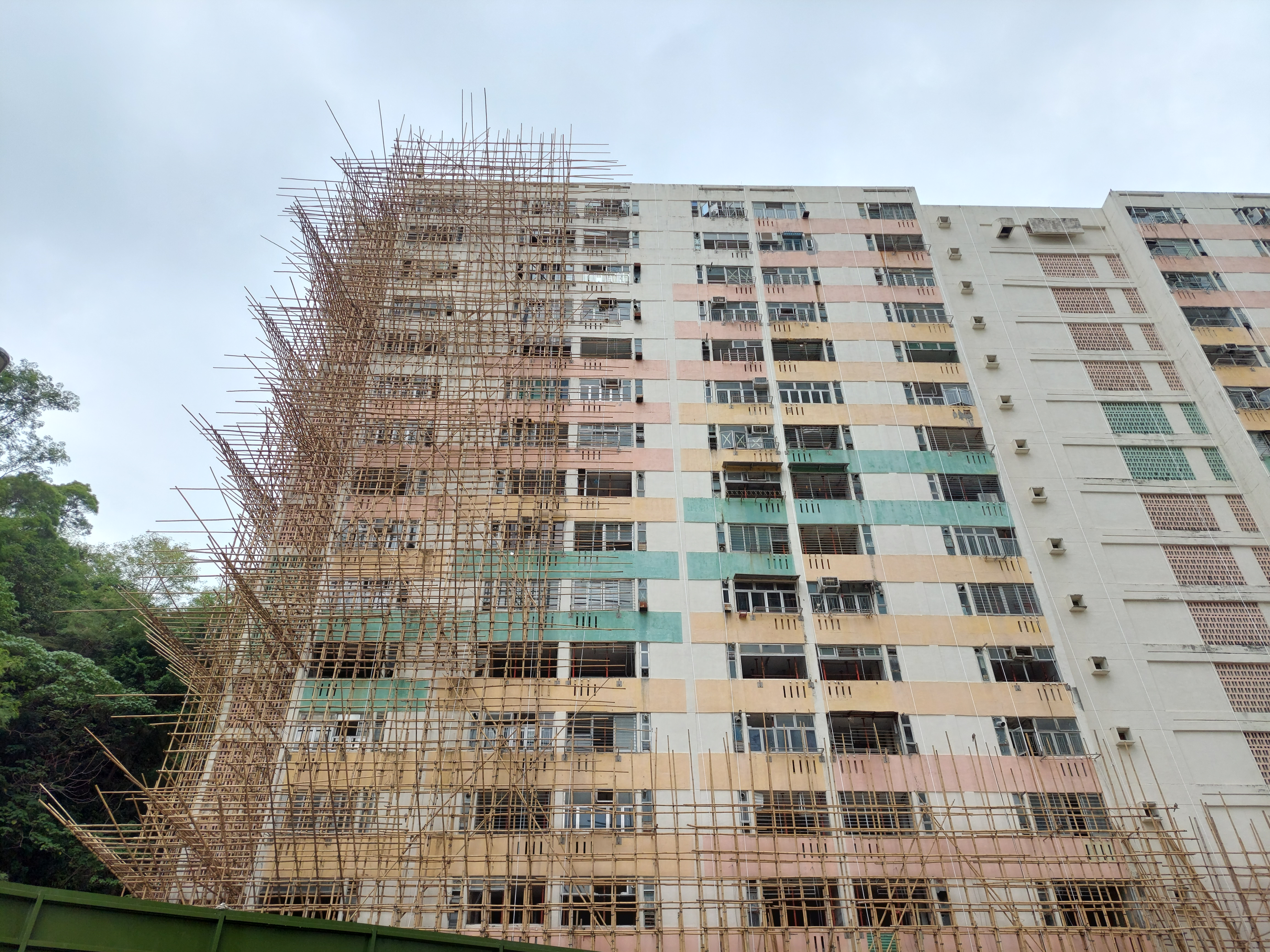
開始搭棚，2022年11月
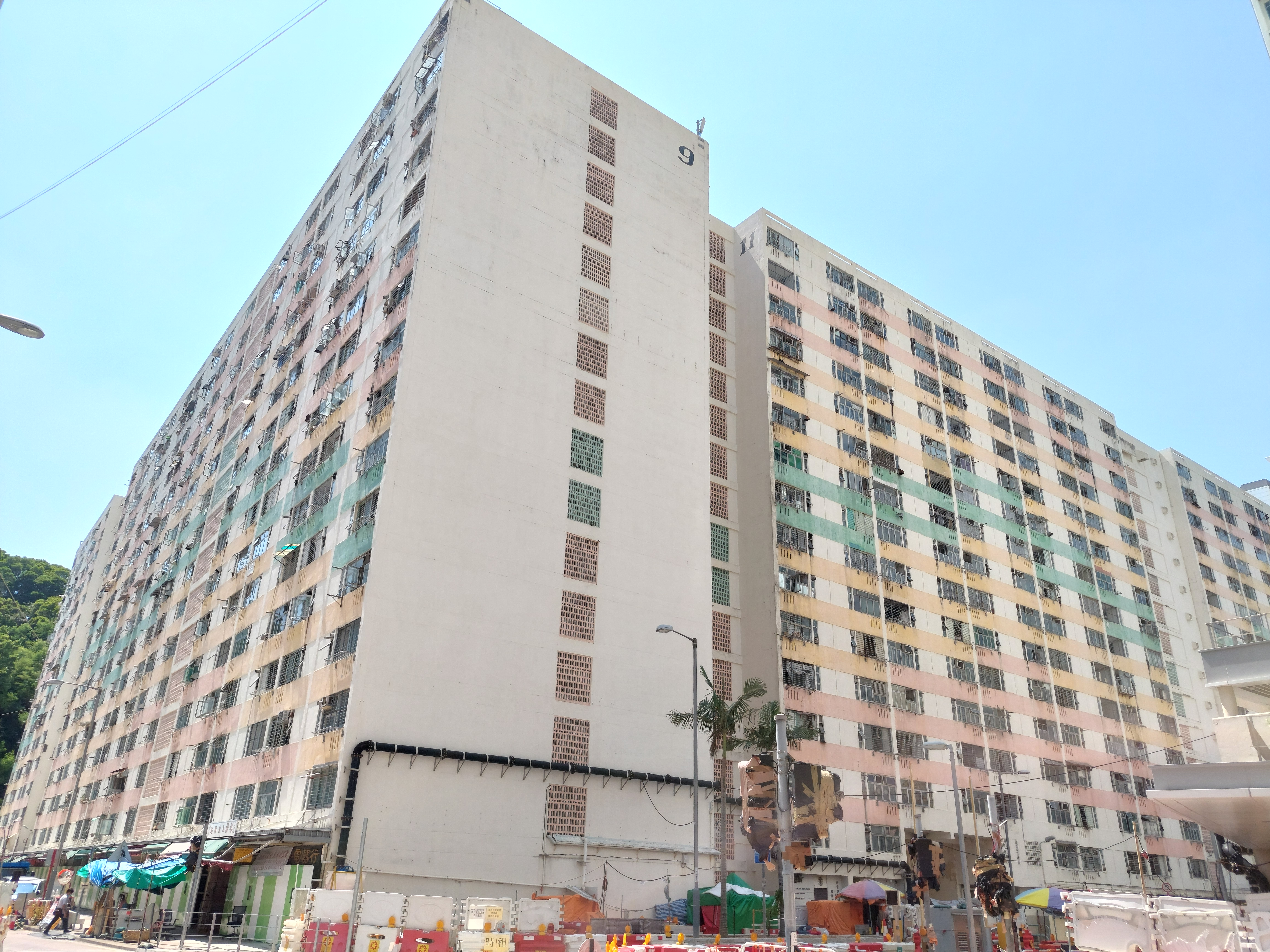
已封閉但尚未拆卸，2022年7月
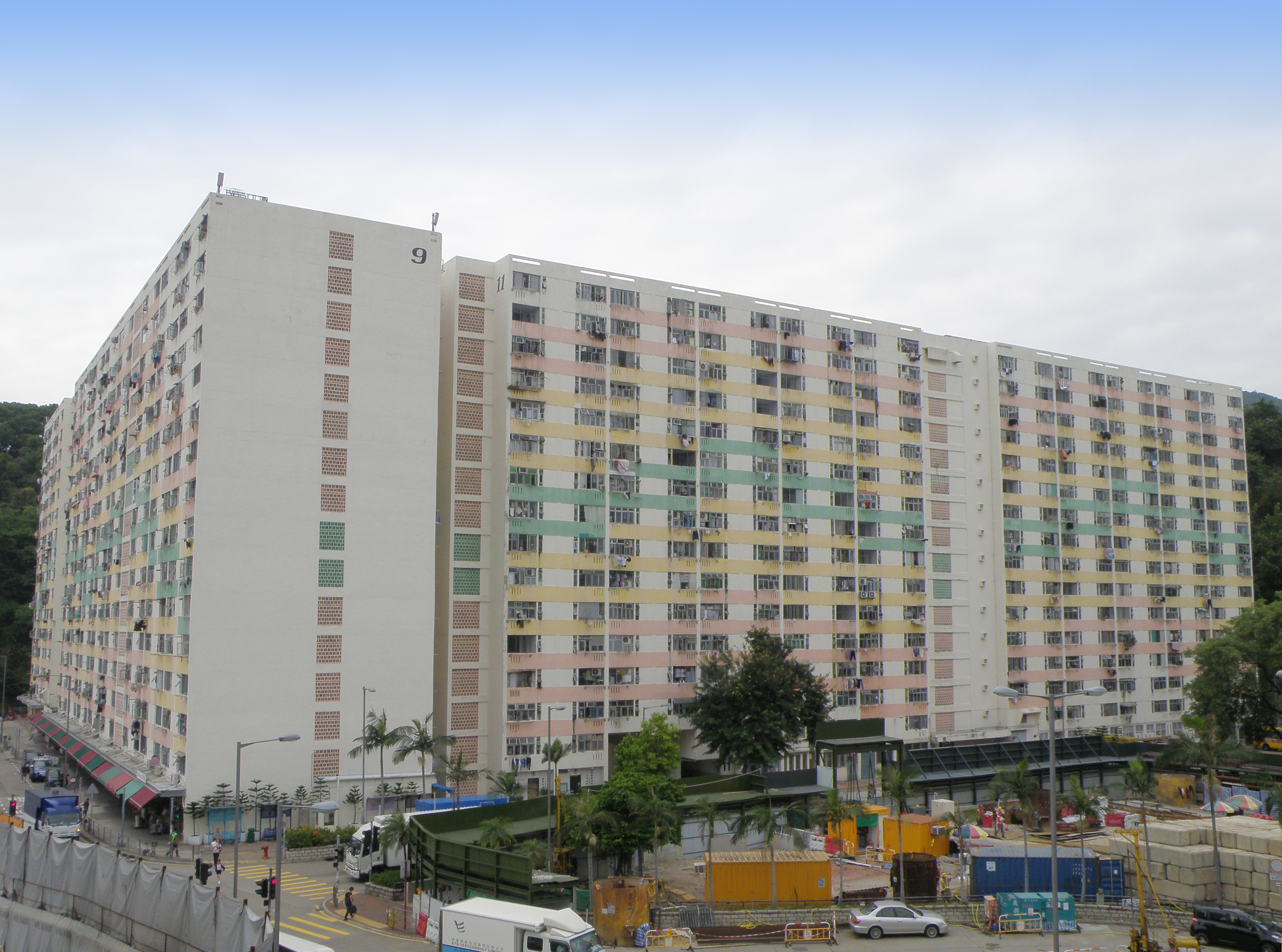
2015年11月

### 重建樓宇／設施[33]
| 原訂清拆年份 | 實際清拆年份 | 舊樓宇名稱          | 受影響單位數目 | 重建計劃期數 | 重建後落成年份 | 落成建築物 | 備註                                           |
| ------------ | ------------ | ------------------- | -------------- | ------------ | -------------- | --- | ---------------------------------------------- |
| 2018年       | 2019年       | 白田商場及 社區會堂 | （不適用）     | 第10期       | 2023年4月      | 一幢非標準設計大廈（十字型）住宅大廈，提供924個新建公屋單位，新商場將在旁邊第7-8期及重建後的11期基座重置，而原址基座亦將成為商場及街市 | 社區會堂已遷入社區綜合大樓（重建第9期）        |
| 2019年       | 2022年       | 第13座              | 約900個單位    | 第12期       | 2027 年6月     | 兩幢非標準設計大廈（T型）及一幢（其他類型）住宅大廈，提供1,944個新建公屋單位                                                           | 原有租戶已於2021年尾，陸續遷入第11期新建樓宇   |
| 2021年       | 2022年       | 第9至 第11座        | 約1,650個單位  | 第13期       | 2027 年1月     | 三幢非標準設計大廈（十字型）住宅大廈，提供2,627 個公屋單位                                                                             | 原有租戶已於2021年中，陸續遷入第7、8期新建樓宇 |

### 重建批評
第七、八及十一期合共有6座樓宇，於2021年入伙，部分居民屬原區安置。雖然邨內設有公共空間，不過居民批評長者健身設施器材不足，出現等候一小時並有爭吵的場面。而設施的分佈亦偏僻混亂，七、八期平台空間環境亦被指陰暗，缺乏燈光照明。有長者亦指邨內缺乏靠背的公共座椅，難以找適合的位置休憩。有居民就此問題成立「白田公共空間關注組」，並向房屋委員會反映意見，不過有關部門並沒有作出任何跟進和設立改善措施。另外，邨內環境衛生問題亦被指十分欠佳，商場公眾洗手間臭氣熏天，大廈走廊通道地面和牆身污漬斑斑，而七、八期平台缺乏垃圾桶，只有臨時垃圾放置區，部分垃圾更佈滿在山坡上。房屋署高級房屋事務經理（西九龍及西貢二）張玉玲表示，規劃受多種因素影響，導致實際情況有落差，認為居民可以透過聯絡當區經理或利用樓宇大堂意見收集箱反映意見。

## 教育、福利等公共設施及志願機構

### 幼稚園
- 救世軍白田幼兒學校  （1999年創辦）（位於富田樓C翼地下）
- 崇真會白田美善幼稚園 （2000年創辦）（位於盛田樓地下）

而在朗田樓1樓，已經預留空間開設另一所全新的幼稚園，並已於2021年1月分配予九龍樂善堂，現名為樂善堂董清波幼稚園。

### 早期教育及訓練中心
- 協康會白田中心 （位於瑞田樓B座3樓3號）

已搬遷
- 香港心理衛生會白田兒童中心（1978年創辦，當時位於白田邨十三座10-27 號地下，於2009年遷往歌和老街，並易名為香港心理衛生會臻和學校[41]）
- 香港扶幼會許仲繩紀念學校（1978年創辦，於1997年遷往長沙灣東沙島街[42]）

### 小學
已搬遷
- 白田天主教小學（1973年創辦，於2021年遷往長沙灣東京街鄰近麗翠苑的新校舍，並易名為長沙灣天主教小學[43]）

已殺校
兩間校舍重建後均為富田樓；兩校均於1993年停辦。
- 佛教陳式欽小學
- 聖公會紀岳小學

### 社會服務中心
- 龍耳（白田）聾人及弱聽綜合服務中心（位於翠田樓地下G01）
- 慧進會（腦部受損及中風患者自助組織）（位於昌田樓地下15號）

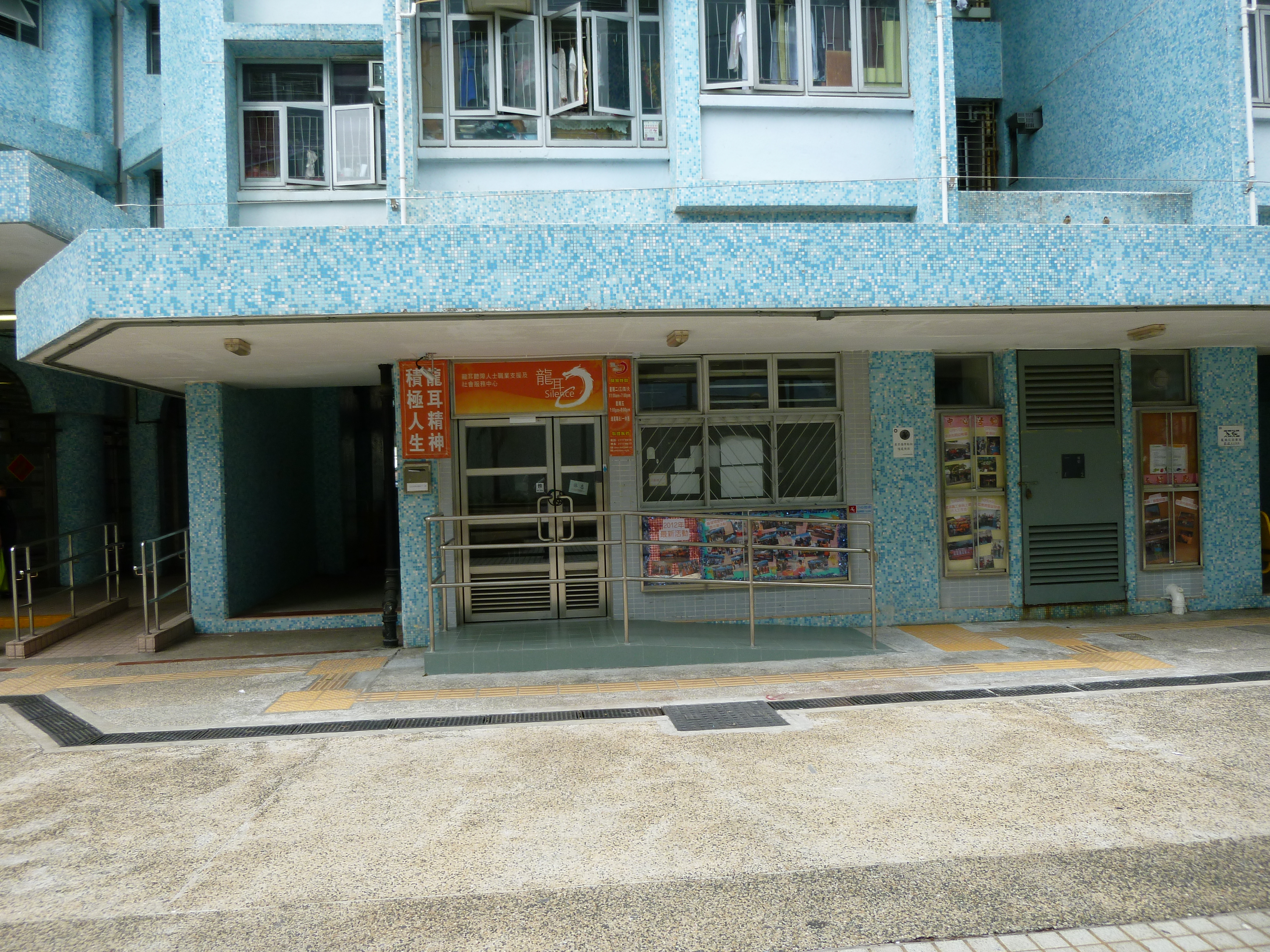
龍耳（白田）聾人及弱聽綜合服務中心
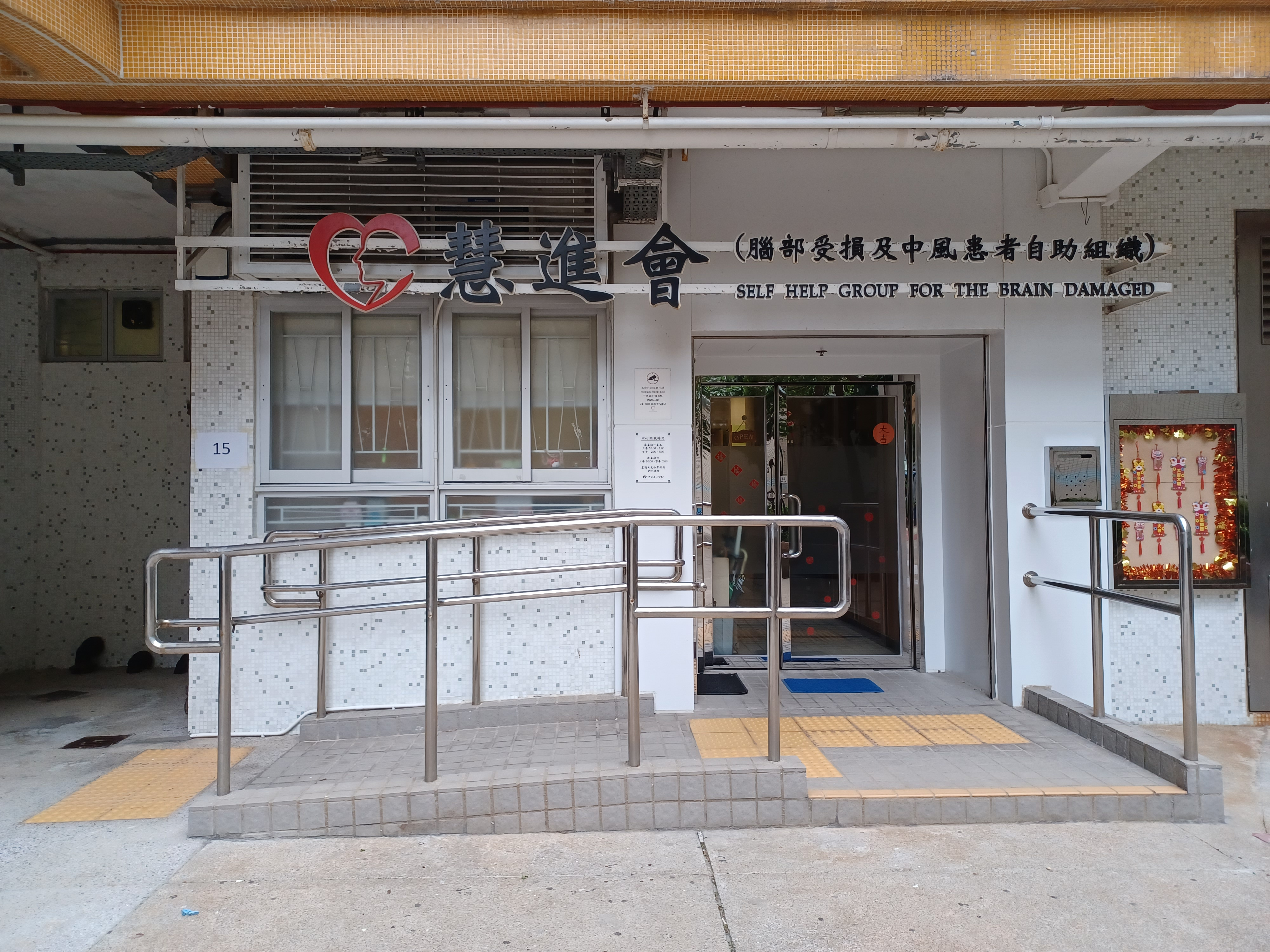
慧進會（腦部受損及中風患者自助組織）

### 白田社區綜合大樓
- 白田社區會堂（位於白田社區綜合大樓地下）

### 其他設施

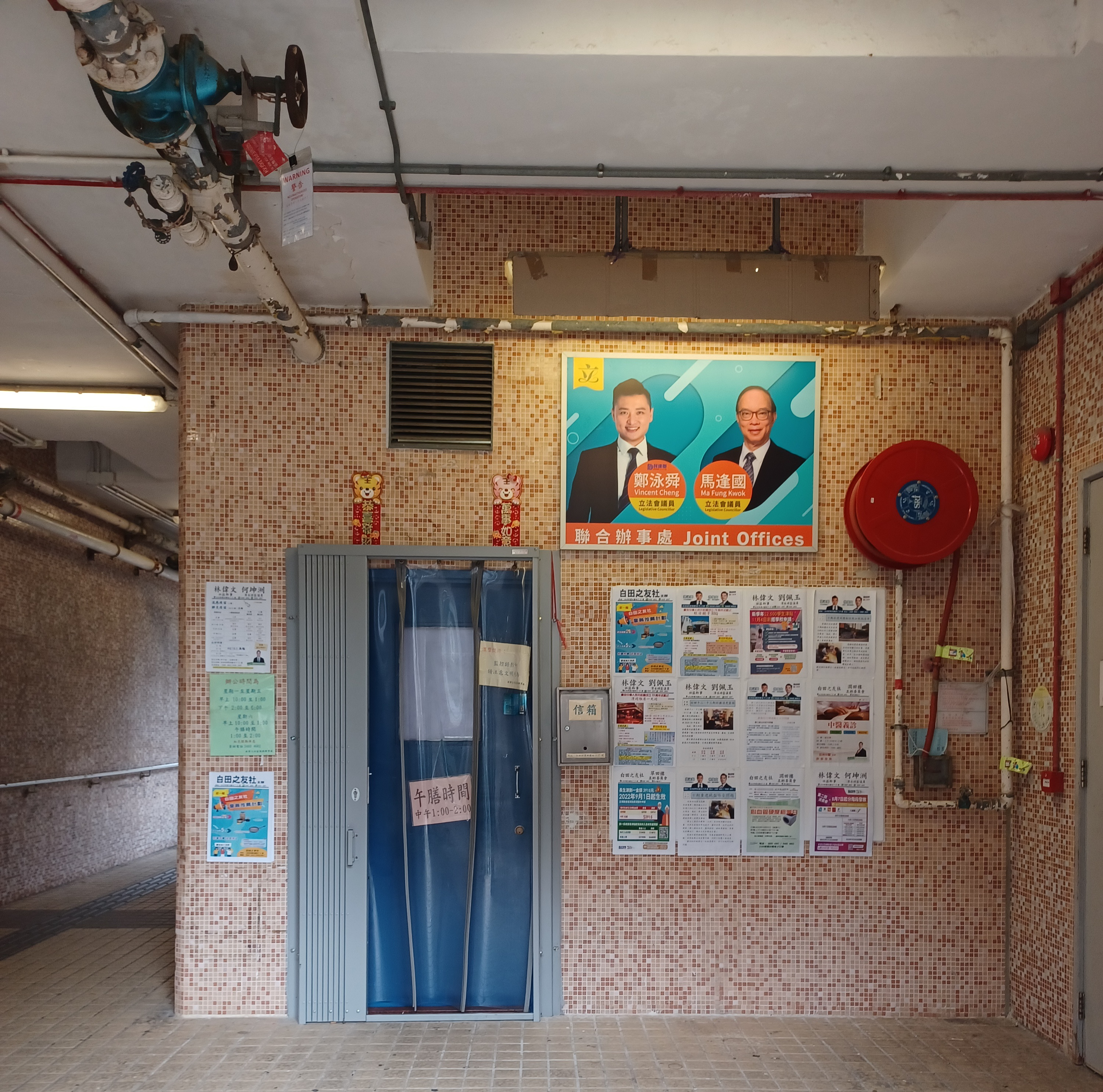
設於運田樓的鄭泳舜馬逢國立法會議員聯合辦事處

- 港鐵特惠站（曾經設於白田商場近三樓入口，商場拆卸前在2019年遷到瑞田樓四樓平台，在2021年遷到重建後商場地下低層二層）
- 鄭泳舜馬逢國立法會議員聯合辦事處：運田樓地下21號
- 林偉文議員辦事處：運田樓地下21號[44]
- 白田之友社林偉文社區服務處：潤田樓地下3號
- 陳麗紅議員辦事處：清田樓地下1室[45]

已結束營運
- 甄啟榮議員辦事處：運田樓地下21號[46]
- 吳美議員辦事處：白田邨第9座地下6A室[47]
- 吳美議員辦事處：心田樓地下2號室
- 吳美議員辦事處：清田樓地下1號單位[48]

## 白田商場及零售設施

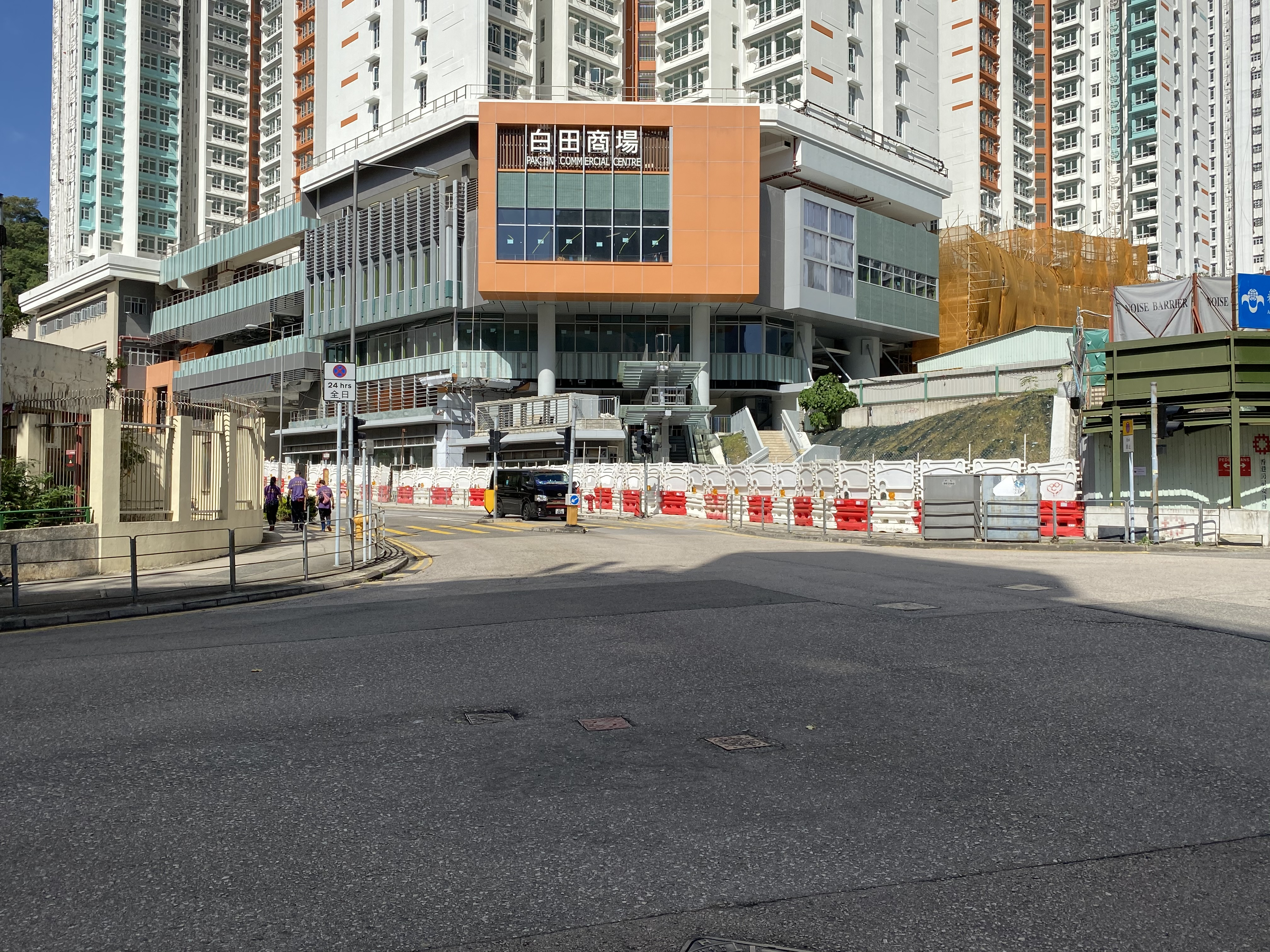
白田商場外觀（2020年11月）

### 白田商場
重建前的白田商場，位於白雲街潤田樓以南、盛田樓以西，為三層高商場，並設有街市及停車場。房屋署已在2018年4月收回所有商舖，並於2019年2月拆卸。商場內的港鐵特惠站亦因此搬到瑞田樓4樓平台（港鐵特惠站現已重新搬到新的白田商場）。白田邨第9座下亦設有街舖及診所，現時已陸續收回舖位，以配合大樓重建工程，其中便利店已於2021年12月遷到十一期的地舖。
新的白田商場首期將在原商場以西重建，並設有室內公共運輸交匯處、街市及停車場，而斜對面的白田邨第十一期基座亦設有兩層（地面及地庫）商場，前者已於2021年8月啟用，後者已於2021年12月啟用。第七、八期商場樓高4層（LG1到LG4），出租面積約40,000平方呎，租戶包括麥當勞快餐店、百份百餐廳、便利店、西醫、屈臣氏、爐具店、文具店、及裝修公司，其中LG2層設有佔地近一萬平方呎的惠康超級市場。而LG3層設有由光亮營運的街市"鮮薈市場"（曾封閉暫停開放，現已重新開業）。商場多處擺放了多張舊白田邨照片。
興建中的第十期基座為商場二期及街市的其中一部份，並設有行人隧道連接第十一期商場。受精進建築被勒令停工及不獲當局續牌影響，房委會於2025年5月28日決定以一日招標方式另覓承建商接手，而有關工程將進一步押後至2026年完工。當所有商場落成後，將提供約7,300平方米的出租樓面。為興建連接兩期的地下通道，當局於2020年起將白雲街部份行車綫封閉，而該段白雲街及T形路口只維持單綫行車，三邊設有交通燈控制交通。

## 著名住客
- 馬浚偉，前無綫電視男藝員，現為新城廣播行政總裁

## 區議會議席分佈
| 範圍／年度                                                                | 2000-2003 | 2004-2007 | 2008-2011        | 2012-2015        | 2016-2019        | 2020-2023        | 2024-2027    |
| ------------------------------------------------------------------------- | --------- | --------- | ---------------- | ---------------- | ---------------- | ---------------- | ------------ |
| 第9-11以及13座                                                            | 白田選區  | 白田選區  | 龍坪及上白田選區 | 龍坪及上白田選區 | 龍坪及上白田選區 | 龍坪及上白田選區 | 深水埗東選區 |
| 翠田樓、裕田樓、澤田樓、富田樓、 潤田樓、安田樓、瑞田樓、昌田樓以及盛田樓 | 白田選區  | 白田選區  | 下白田選區       | 下白田選區       | 下白田選區       | 下白田選區       | 深水埗東選區 |
| 太田樓、麗田樓以及運田樓                                                  | 尚未落成  | 白田選區  | 下白田選區       | 下白田選區       | 下白田選區       | 下白田選區       | 深水埗東選區 |
| 第1-3座                                                                   | 白田選區  | 白田選區  | 下白田選區       | 已拆卸           | 已拆卸           | 已拆卸           | 深水埗東選區 |
| 第12座                                                                    | 白田選區  | 白田選區  | 下白田選區       | 已拆卸           | 已拆卸           | 已拆卸           | 深水埗東選區 |
| 康田樓、健田樓、詠田樓、心田樓                                            | 尚未落成  | 尚未落成  | 尚未落成         | 尚未落成         | 尚未落成         | 下白田選區       | 深水埗東選區 |
| 朗田樓、清田樓                                                            | 尚未落成  | 尚未落成  | 尚未落成         | 尚未落成         | 尚未落成         | 下白田選區       | 深水埗東選區 |

## 事件
- 1981年2月19日凌晨，21歲青年陳潤德在該邨第17座中部梯間因金錢糾紛而被人刺死。
- 2002年11月16日，房委會代表團參觀太田、麗田及運田樓地盤，並聽取施工團隊講解工程內容[26]。
- 2009年11月10日，該邨第11座有人高空擲下大鐵鎚被捕。[56]
- 2009年11月13日，該邨第11座有東西墮下，警方認為是因大風所致。[57]
- 2009年11月22日，昌田樓有大菜刀墮進簷篷。[58]
- 2018年6月，當區區議員甄啟榮連同過百名居民，因反對封閉白田商場（白田商場設有升降機，提供便捷途徑來往第9-11座、潤田樓一帶及白田街）而發起包圍白田邨房署辦事處行動。事後甄啟榮被控一項刑事毁壞、兩項普通襲擊及兩項強行進入罪[19]。
- 2019年1月，無綫電視節目《東張西望》揭發白田邨麗田樓有一住戶在深夜長期發出敲擊聲響的噪音，嚴重滋擾附近居民超過1000日。居民和區議員多次投訴，但房署一直未有行動。區議員批評相關政府部門推卸責任。[59][60]
- 2020年2月，無綫電視節目《東張西望》揭發此邨第9座外有一名疑患有認知障礙症的老翁經常向女途人露體，並構成滋擾達一個月。經區議員等各方介入後，其家人最後將他接走照顧。[61]
- 2021年9月10日，該邨第13座12樓一個單位凌晨2時許發生火警，造成1死12傷。火警期間，起火單位鄰居、34歲男住客相信為了避開濃煙而試圖爬出晾衫架，失足由高處墮下，造成多處骨折，昏迷送院，經搶救後證實不治。39歲男子和48歲泰國女子涉嫌縱火被捕，涉案兩人是情侶關係，警方調查指，被捕女子居於13座起火的單位，相信起火前兩人曾經因感情問題發生爭執，懷疑期間有人在單位留下或拋下煙蒂引致火警，起火後兩人一起逃離現場，警方最後在被捕男子位於石硤尾邨22座的單位將兩人拘捕。初步不排除有人遺下煙蒂導致火警。[62][63]事後亦發現其火單位的氣窗玻璃一早被拆走，導致大量濃煙湧出走廊，同時令死者要爬出外牆避開濃煙。[64]
- 2022年10月，深水埗區爆發類鼻疽疫情，其中此邨第十期地盤有10名工人曾受感染，而泥土樣本亦驗出類鼻疽桿菌[65]。

## 外部連結
- 房委會物業位置及資料 白田邨 （页面存档备份，存于）
- 反貪實錄 - 26座問題公屋貪污案 （页面存档备份，存于）
- 房委會有關白田邨第9-13座重建的相關安排的文件 （页面存档备份，存于）